# Église Saint-Quentin de Nucourt
L'église Saint-Quentin est une église catholique paroissiale située à Nucourt, en France. Comme pour beaucoup d'autres églises vexinoises, le plan rectangulaire d'apparence simple et la relative homogénéité des élévations extérieures, imputable à la réfection d'une bonne partie de fenêtres, cachent en réalité un édifice complexe d'une grande diversité stylistique. L'église de Nucourt se singularise surtout par son implantation loin de toute habitation, et par ses deux clochers issus de deux époques différentes. Le clocher-porche occidental, inachevé, est de style Renaissance, et date de 1560 environ. Le clocher en bâtière central est de style gothique primitif, et date des alentours de 1175. Il peut être considéré comme l'archétype des clochers gothiques du Vexin. Sa base et le croisillon sud sont un peu antérieurs, et constituent les parties les plus anciennes de l'église. Sinon, l'on distingue principalement la nef de trois travées accompagnée de deux bas-côtés, qui sont encore influencés par le style flamboyant tardif mais appartiennent déjà à la Renaissance, et le chœur gothique de deux travées accompagnée de deux chapelles, qui ont été bâtis sous trois campagnes distinctes entre 1210 / 1220 et le début du XIVe siècle. Tout le vaisseau central est à deux niveaux d'élévation, mais complètement dépourvu de fenêtres latérales. Plus que pour son architecture, qui n'atteint pas le même niveau que pour les églises les plus abouties de la région, l'église Saint-Quentin est remarquable pour son grand retable en pierre de la fin du premier tiers du XVIe siècle. Comme la majorité des retables de l'époque, il illustre la Passion du Christ, mais il a été sculpté par un artiste d'une dextérité hors du commun, et séduit tant par la vérité des gestes et attitudes des personnages, que par la profusion du décor et la plasticité des scènes, qui n'a rien à envier aux retables de bois. Les panneaux peints qui formaient jadis les volets du retable ont malheureusement dû être mis en dépôt pour des raisons de sécurité. Ils sont dédiés au martyre de saint Quentin, patron de l'église. Celle-ci a été classée aux monuments historiques par arrêté du 24 mars 1915, et bénéficié d'une restauration pendant la seconde moitié du XXe siècle. Elle est aujourd'hui affiliée au secteur paroissial Vexin-Ouest avec siège à Magny-en-Vexin, et n'accueille plus que deux ou trois messes dominicales anticipées par an, le samedi à 18 h.

## Localisation
L'église est située en France, en région Île-de-France et dans le département du Val-d'Oise, dans le Parc naturel régional du Vexin français, près de la limite avec le département de l'Oise, sur la commune de Nucourt, à un kilomètre au nord-ouest du village, complètement isolée des habitations, au milieu du cimetière. L'on peut faire le tour de l'édifice. Il est à noter la présence de deux autres monuments historiques sur le cimetière, en l'occurrence la croix de cimetière en pierre du XVIe siècle, classée depuis 1963, et la sépulture de Jacques comte de Monthiers, classé depuis 1938.

## Historique

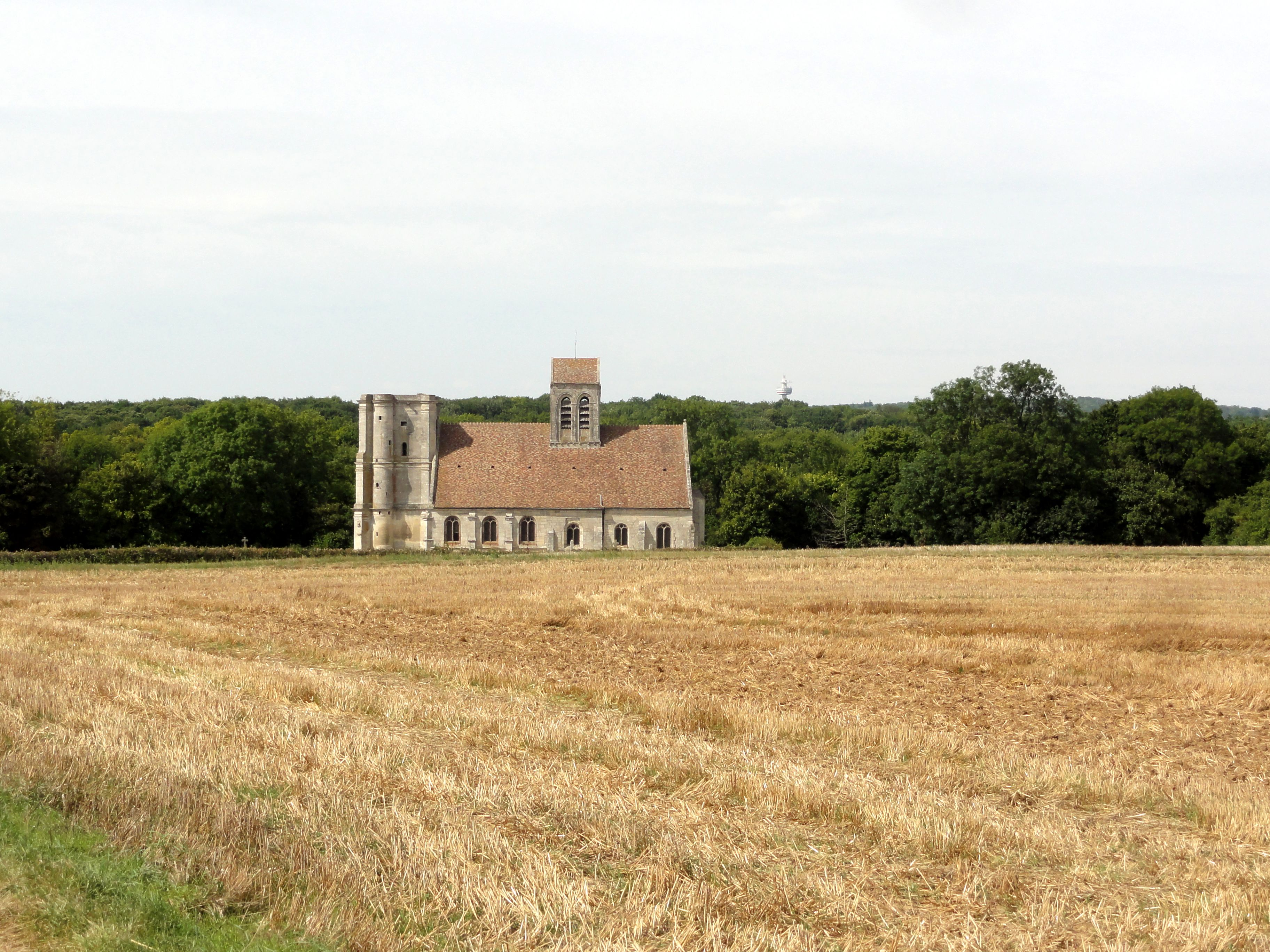
Approche par le sud.

La date de fondation de la paroisse n'est pas connue avec certitude. L'abbé Vital Jean Gautier avance l'année 1249, qui est toutefois d'une génération postérieure à la date d'achèvement de la première église gothique. L'église est dédiée à saint Quentin, martyr en 303 dans la ville éponyme, dans le Vermandois. Sous l'Ancien Régime, Nucourt relève du doyenné de Magny-en-Vexin, de l'archidiaconé du Vexin français avec siège à Pontoise, et de l'archidiocèse de Rouen. Le collateur de la cure est l'archevêque de Rouen, et l'église n'a donc jamais appartenu à une abbaye ou un prieuré. Louis Régnier écrit à ce sujet : « La tradition locale veut qu'il y ait autrefois existé à cet endroit un monastère. On y voyait même encore, il y a une vingtaine d'années [soit vers 1866], paraît-il, les fondations d'un mur pourvu de contreforts. Aucun document, que nous sachions, ne fait mention de cet établissement religieux. Le terrain dans lequel il était situé n'a livré aucun objet ancien ». — La Révolution française apporte le rattachement au nouveau diocèse de Versailles, qui regroupe l'ensemble des paroisses du département de Seine-et-Oise. En 1966, Nucourt change une seconde fois de diocèse avec la création du nouveau diocèse de Pontoise, qui correspond au territoire du département du Val-d'Oise alors en voie de constitution. Nucourt ne constitue depuis longtemps plus une paroisse indépendante. Le village est aujourd'hui affilié au secteur paroissial Vexin-Ouest avec siège à Magny-en-Vexin, et l'église Saint-Quentin n'accueille plus que deux ou trois messes dominicales anticipées par an, le samedi à 18 h, ainsi que quelques célébrations particulières.

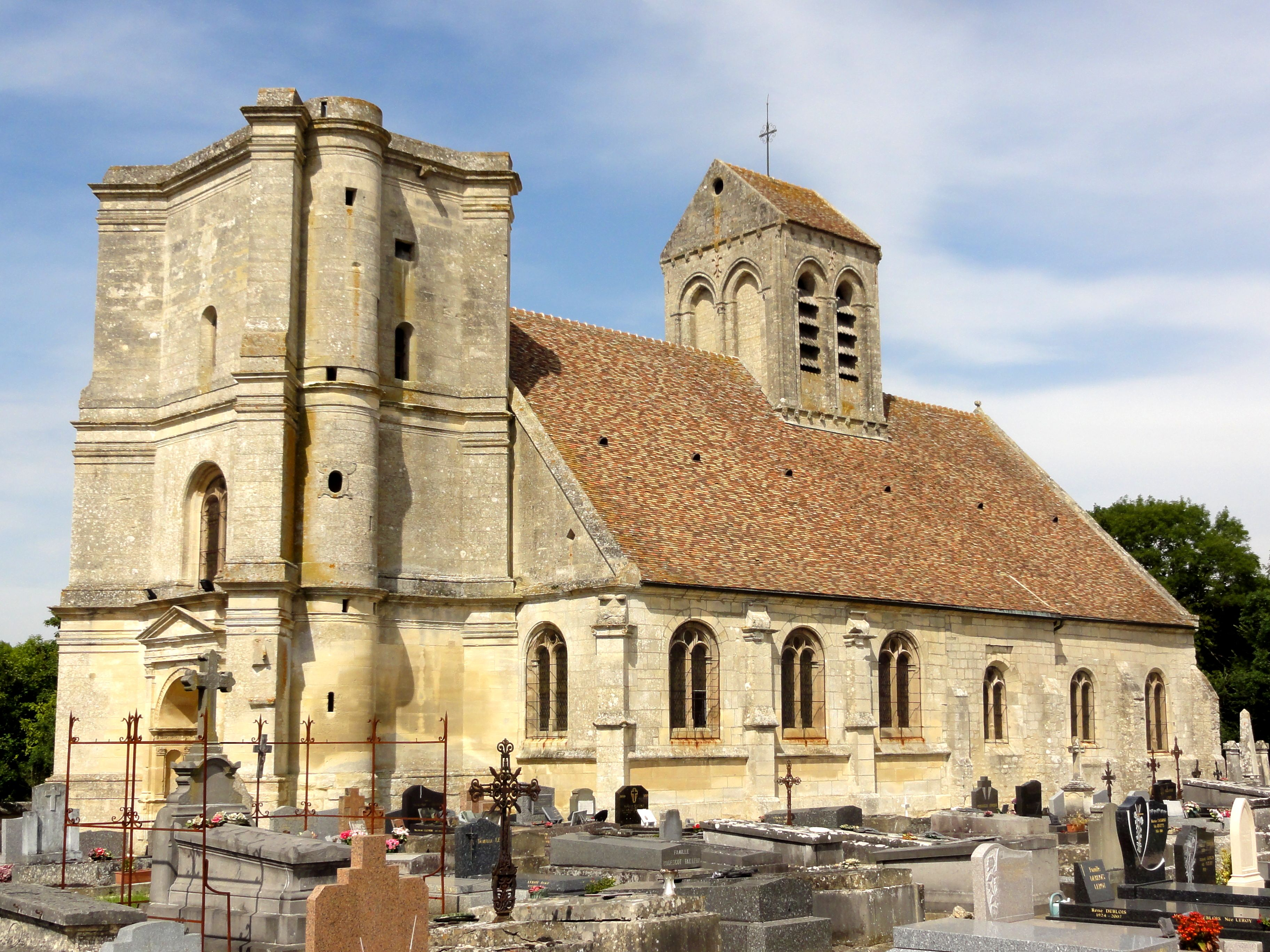
Vue depuis le sud-ouest.

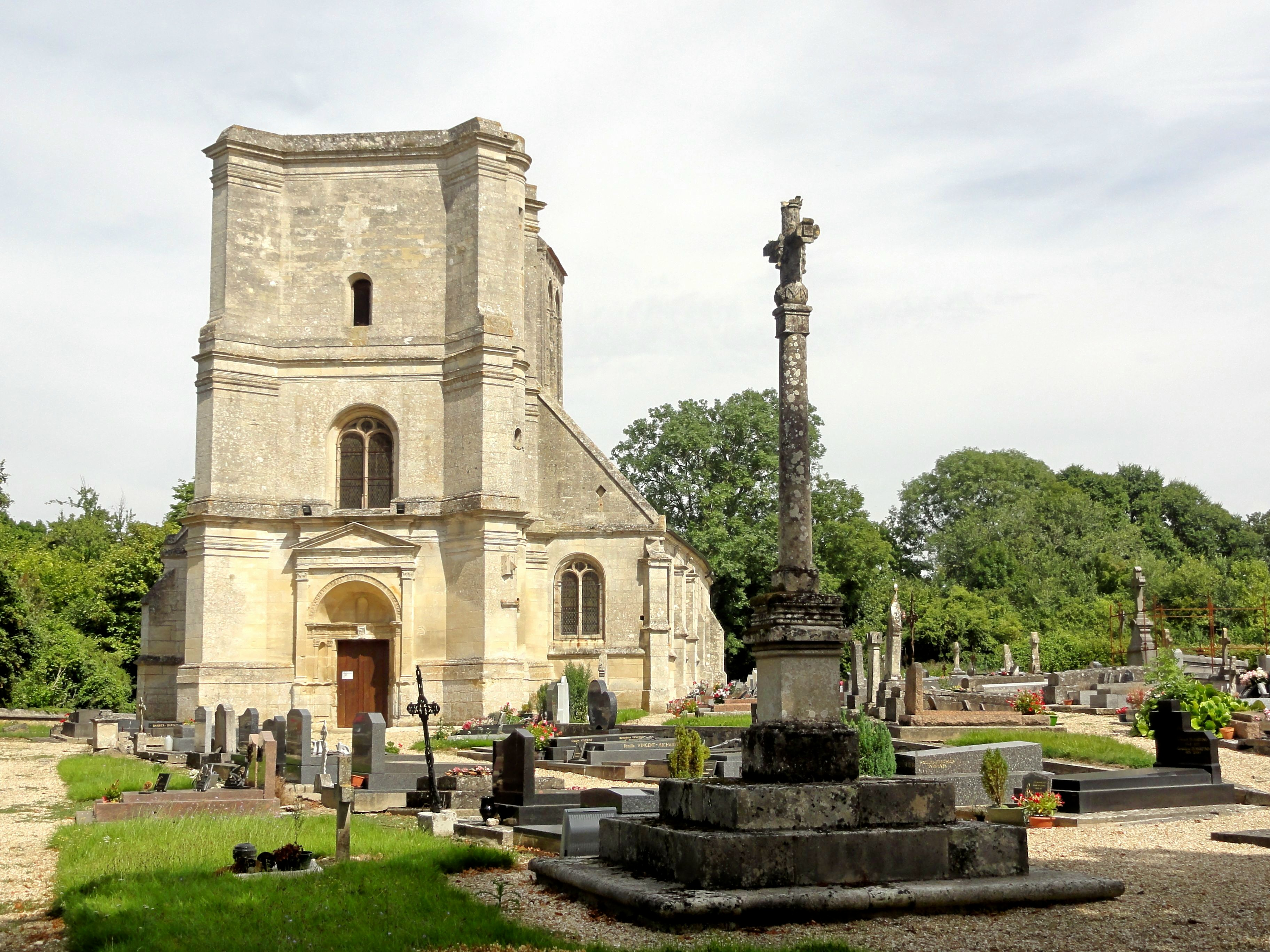
Vue depuis l'ouest ; à droite, la croix de cimetière classée monument historique.

Aucun document connu ne renseigne sur les différentes campagnes de construction de l'église, même pas celles du XVIe siècle. Les parties les plus anciennes de l'église sont le clocher en bâtière central, qui s'élève à la croisée du transept, et le croisillon sud. Selon Louis Régnier, le clocher devrait dater de 1175 environ. Pour Bernard Duhamel, il représente le prototype de tous les clochers gothiques du Vexin français, dont Auvers-sur-Oise, Cléry-en-Vexin, Grisy-les-Plâtres, Jouy-le-Comte, Vétheuil, etc. En tenant compte de l'évolution habituelle des petites églises rurales du Vexin, le transept devait faire suite à une nef unique, et la base du clocher devait former la première travée du chœur liturgique, et être suivie par une abside à l'est. Vers 1210 ou 1220, le chœur actuel de deux travées vient remplacer son ancêtre roman. Quelques années plus tard, au second quart du XIIIe siècle, une chapelle de deux travées est ajoutée au nord du chœur, et encore au moins d'une cinquantaine d'années plus tard, au début du XIVe siècle un second collatéral d'également deux travées au sud du chœur. Cette chapelle appartient donc à la période gothique rayonnante. Dans le contexte de sa construction, les deux fenêtres au chevet du vaisseau central et de la chapelle du nord sont repercées, et munies d'un remplage. La tourelle d'escalier au chevet est bâtie à la même occasion.
Vers la fin des années 1530, la fabrique s'adresse à un maître-maçon de renom, Jean Grappin de Gisors, pour fournir les plans d'une nouvelle nef flanquée de bas-côtés. Selon Louis Régnier, la date de 1451 qui se lit sur le premier pilier au sud de la nef doit être « apocryphe », mais la bonne date pourrait être 1541. L'architecture est encore marquée par le style gothique flamboyant,. Les arcades autour des deux croisillons, la voûte du croisillon nord, et les fenêtres des deux croisillons et du collatéral sud, sont refaites à la même époque. En revanche, le clocher-porche plaqué devant la façade vers 1560 environ, affiche clairement le style de la Renaissance. Loin de constituer un chef-d'œuvre, la tour porte néanmoins elle aussi la signature artistique de Jean Grappin. Construite au rabais, elle demeure inachevée. Enfin, la base du clocher gothique est revoûtée en 1609, date inscrite sur l'arc-doubleau oriental, grâce à la générosité du curé Étienne Legay. La clé d'arc du doubleau occidental porte en effet l'inscription « BATI DE / CHARTÉ DETIEN / NELAGAY / CURE ». Du XVIIe siècle daterait également la vaste toiture unique qui recouvre les trois vaisseaux. — L'église Saint-Quentin est classée aux monuments historiques par arrêté du 24 mars 1915, et bénéficie d'une restauration lors de la seconde moitié du XXe siècle.

## Description

### Aperçu général

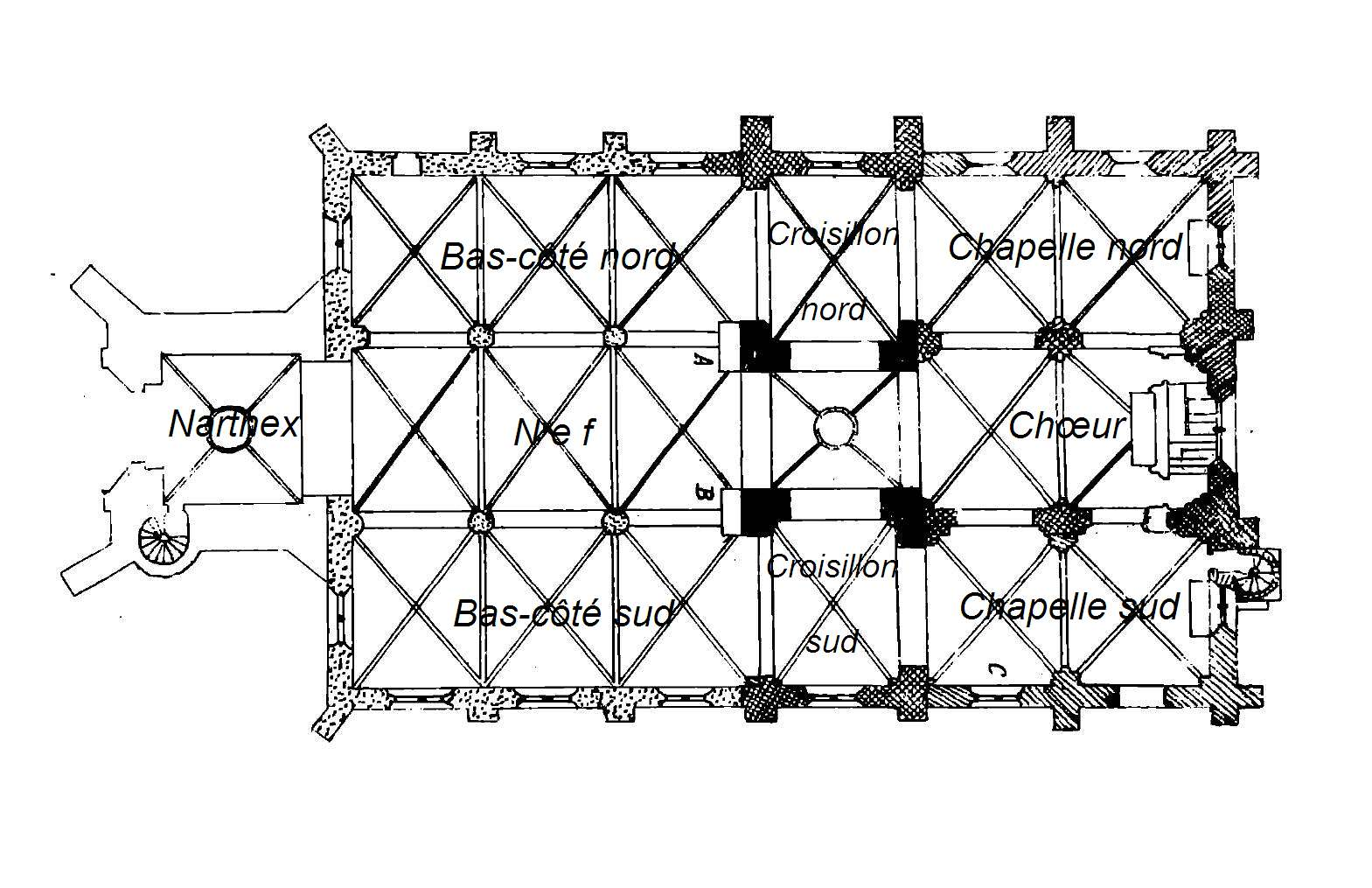
Plan de l'église.

Orientée à peu près régulièrement, avec une nette déviation de l'axe vers le nord-est du côté du chevet, l'église répond à un plan cruciforme qui s'inscrit dans un rectangle, et se compose d'un clocher-porche dont l'intérieur forme le narthex ; d'une nef de trois travées accompagnée de deux bas-côtés ; d'un transept non débordant dont la croisée sert de base au clocher gothique ; et d'un chœur de deux travées accompagné de deux collatéraux ou chapelles, soit dix-huit travées au total. La chapelle du nord est dédiée à la Vierge Marie, et celle du collatéral sud, au Sacré-Cœur de Jésus. Les trois vaisseaux se terminent par un chevet plat. Une tourelle d'escalier cylindrique flanque le chevet à l'intersection entre le vaisseau central et le collatéral sud. Il n'y a pas de sacristie à proprement parler, mais un réduit derrière le retable du maître-autel, et la dernière travée du collatéral sud est séparée de la travée précédente par une clôture en bois, et du chœur, par des rideaux. L'ensemble de l'église est voûté d'ogives. Le vaisseau central est à deux niveaux d'élévation, avec l'étage des grandes arcades et un étage de murs hauts aveugles, qui est moins important dans les travées orientales. Le narthex communique avec la nef par un arc-doubleau, et est voûté à la même hauteur. Les bas-côtés de la nef, les croisillons et les chapelles latérales du chœur sont à un seul niveau d'élévation. L'on accède à l'église par le portail occidental du clocher-porche, ou par une petite porte dans la première travée du bas-côté nord. Le couronnement du clocher-porche n'a jamais été construit. Les trois vaisseaux sont recouverts ensemble par une vaste toiture unique à deux rampants, avec un pignon en façade et un autre pignon au chevet. Seul le clocher gothique émerge de la toiture.

### Intérieur

#### Narthex et nef

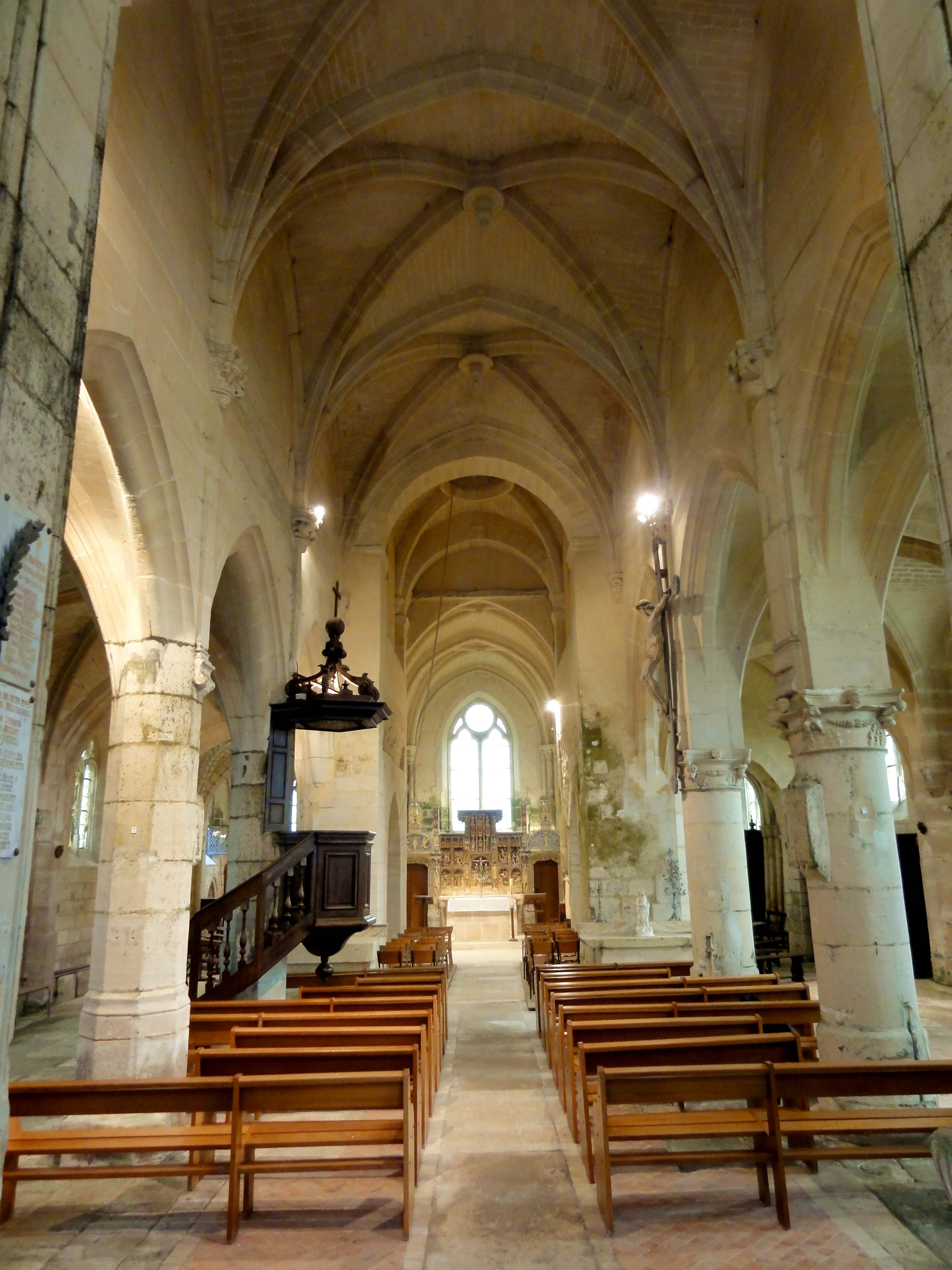
Nef, vue vers l'est.

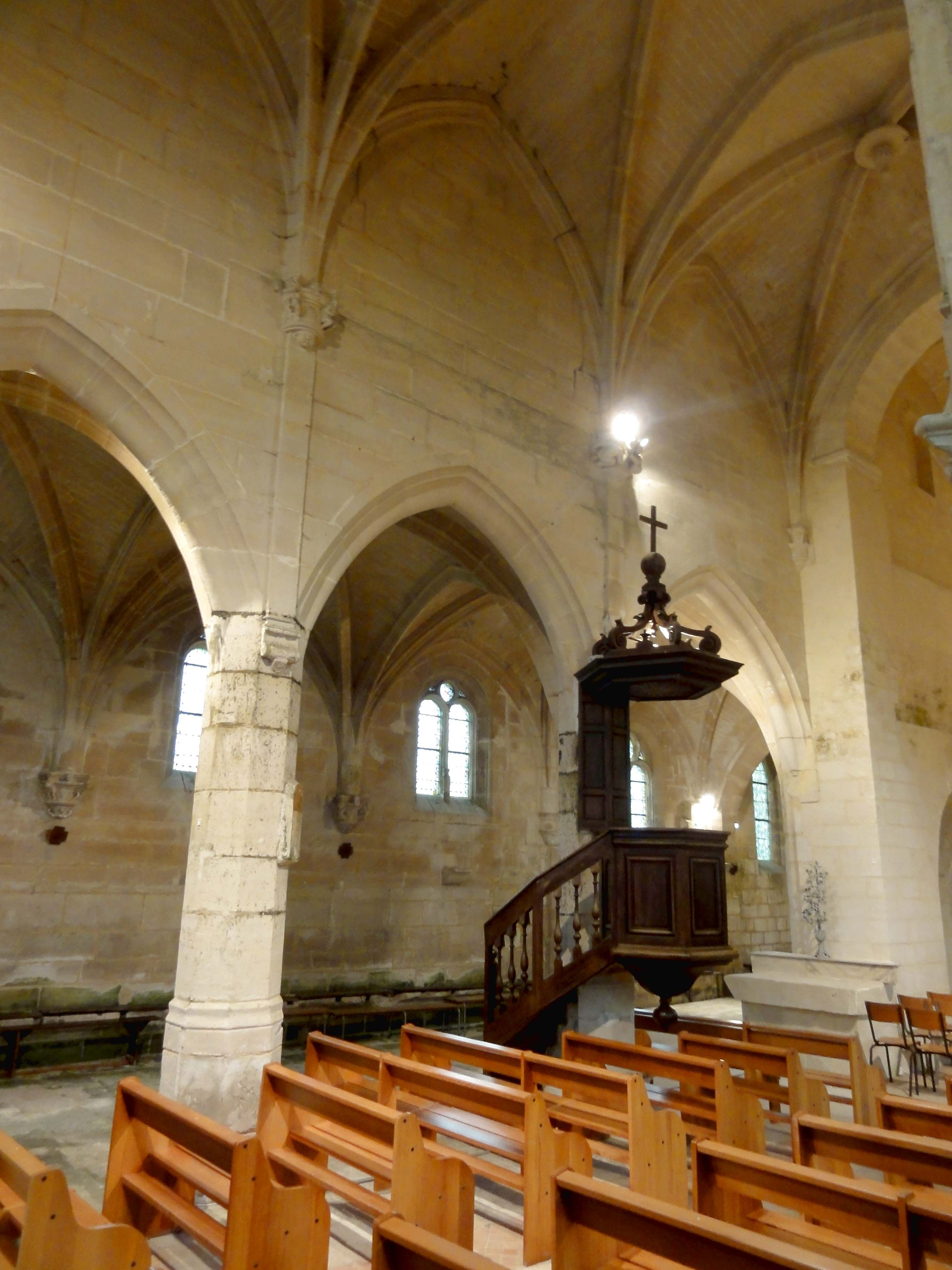
Nef, élévation nord.

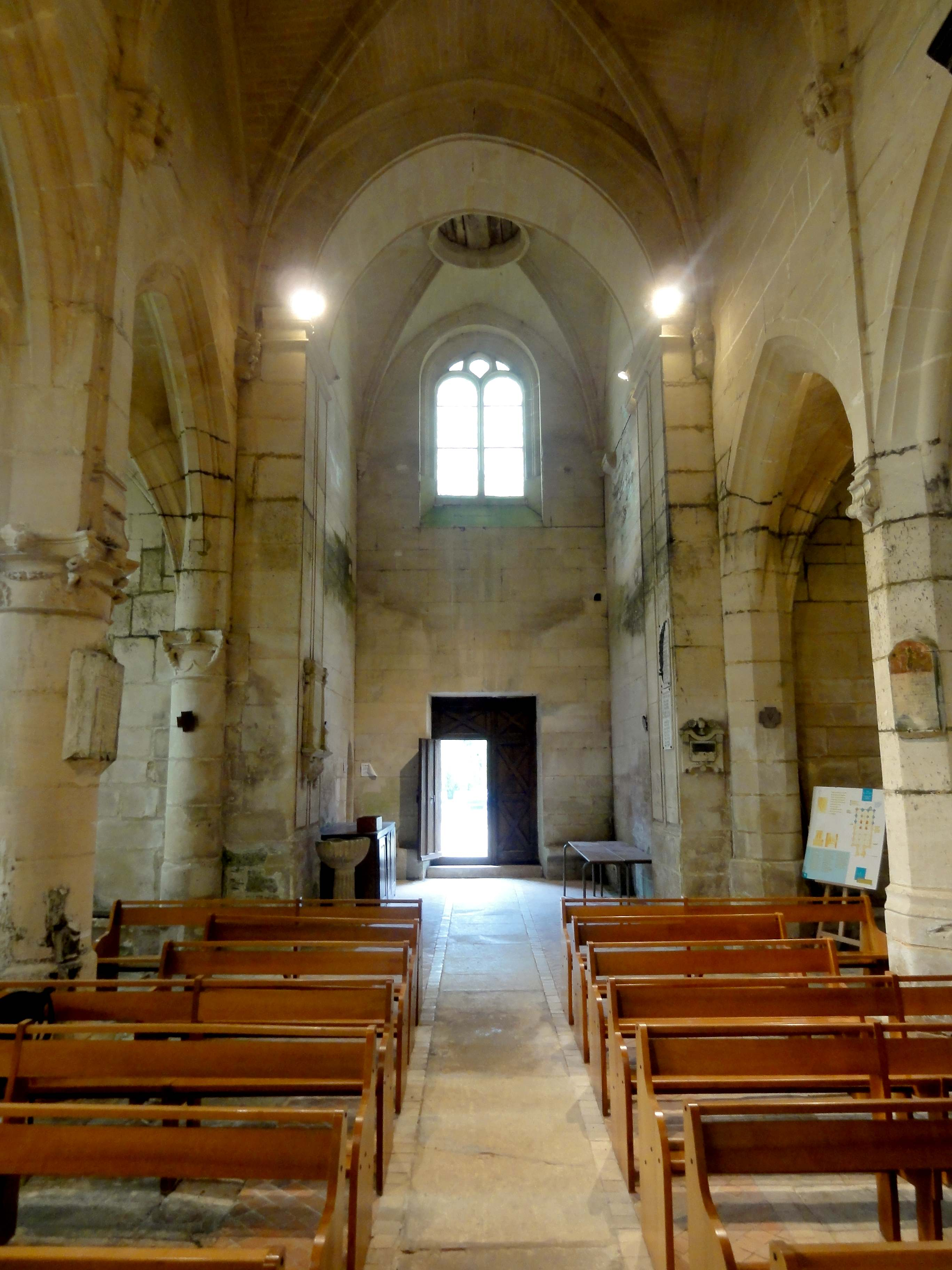
Nef, vue vers l'ouest.

La largeur de la nef entre les piliers correspond à la largeur extérieure du clocher-porche. Elle est dépassée deux fois et demi par la hauteur sous le sommet des voûtes, ce qui confère au vaisseau un aspect élancé propre aux édifices gothiques antérieurs à la guerre de Cent Ans. Également de facture gothique sont les voûtes d'ogives en arc brisé et les grandes arcades du nord, dont le profil est caractéristique de l'architecture flamboyante des premières décennies du XVIe siècle. Les ogives, doubleaux et formerets accusent le même profil prismatique, qui se compose d'une arête saillante se présentant par un coin émoussé, qui est flanquée des deux côtés par un listel et une doucine, dégagée d'un bandeau en arrière-plan. Ce profil correspond plus particulièrement aux années 1540, soit l'extrême fin de la période gothique, quand les moulures perdent leur acuité, et quand les filets saillants cèdent leur place à des coins émoussés, doucines et quarts-de-rond. Les différentes nervures s'interpénètrent avant de retomber sur des culs-de-lampe. Comme les clés de voûte, qui sont des disques agrémentés de cabochons ou pendentifs assez ordinaires, ceux-ci appartiennent déjà à la Renaissance. Ils sont de deux types différents. Le premier type est réservé aux quatre angles de la nef. Au nord, la forme et les motifs ornementaux évoquent une clé de voûte pendante de la Renaissance, aux trois quarts engagée dans les murs. Devant la partie haute de la corbeille, se détache une tête d'homme barbu. Au sud, la forme évoque davantage un chapiteau avec tailloir, frise et astragale. Un petit génie nu sculpté en haut-relief est appliqué devant la frise, qui reste sinon lisse. L'astragale repose sur une tête joufflue avec des feuillages en guise de cheveux, évoquant un homme vert. Le second type de cul-de-lampe est réservé aux retombées des nervures au droit des murs latéraux. Au nord, ce sont des chapiteaux pour moitié engagés dans les murs. Au-dessus du tailloir, se profilent deux volutes corinthiennes schématisées entre trois petites têtes, soit une de face et une de chaque côté, près du mur. Sous chacune des deux volutes, un petit génie nu, dans une posture accroupie, est appliquée devant la corbeille. La surface restante de la corbeille est sculptée de feuilles d'acanthe. L'astragale repose ici sur une tête d'enfant. Au sud, les culs-de-lampe au droit des murs sont sculptés beaucoup moins fermement, et le tailloir est seulement esquissé. Des personnages grotesques en buste se substituent aux génies. Ils émergent de volutes de feuillages. L'astragale repose sur un homme vert, comme dans les angles.
Si les proportions de la nef, son élancement et plusieurs autres détails traduisent l'influence gothique, la luminosité propre aux édifices gothiques du Moyen Âge manque à la nef de Nucourt. En effet, les murs hauts, parfaitement lisses, occupent la moitié des élévations latérales, et l'éclairage indirect par les verrières des bas-côtés est tout relatif. Les travées qui précèdent et qui suivent à la nef ne disposent pas non plus de fenêtres latérales. La fenêtre occidentale au-dessus du portail éclaire avant tout le narthex. Celui-ci n'appelle que peu de remarques. Les ogives et formerets sont au même profil que dans la nef, et en son milieu, la voûte est percée d'un trou pour la remontée des cloches, qui est entouré d'une arête saillante. L'intercommunication avec la nef s'effectue par une épaisse arcade en plein cintre, qui est presque aussi élevée et presque aussi large que la nef, et repose sur deux impostes moulurées. Les grandes arcades de la nef sont tout à fait différentes de cette arcade, et d'une vingtaine d'années antérieures. Elles sont pratiquement dissociées des voûtes, et leurs piliers ne sont reliés aux culs-de-lampe au droit des murs latéraux que par des bandeaux lisses à faible relief. Tant au nord qu'au sud, les grandes arcades sont en arc brisé, mais comme déjà évoqué, seulement celles du nord sont de style gothique. Elles sont au profil d'un gros boudin en forme d'une double doucine, qui est flanqué de deux fines moulures concaves. Ce profil, très répandu, se trouve aussi à Armancourt, Boran-sur-Oise, Jagny-sous-Bois, Serans, Survilliers, Vauréal et Vineuil-Saint-Firmin. Le type de piliers n'est pas cohérent avec ce profil, car ce sont de simples piliers octogonaux, et non ondulés. Plus couramment l'on aurait opté pour des piliers cylindriques pour réaliser une économie. En guise de chapiteau, le premier pilier porte une console composée, du haut vers le bas, d'un chapiteau dorique, d'une sorte de coussinet ionique, et d'un petit écusson. Pour venir aux grandes arcades du sud, elles accusent un profil plus complexe, qui comporte un méplat dans l'intrados, comme aussi à Attainville, Épiais-Rhus, Mareil-en-France, Le Plessis-Gassot, Saint-Gervais ou Triel-sur-Seine. Ici, les piliers sont monocylindriques et appareillés en tambour, et portent des chapiteaux Renaissance de la même facture que les culs-de-lampe des haute-voûtes au nord. Le tailloir est donc surmonté de quatre volutes corinthiennes, et d'une petite tête humaine au milieu de chaque face, tandis que des génies accroupis se détachent de la corbeille en dessous de chaque volute. Elles tendent des guirlandes de fleurs, et se superposent à des feuilles d'acanthe appliquées contre la corbeille. Par leur sculpture, ces chapiteaux, de même que les culs-de-lampe du second ordre, évoquent le double collatéral nord de la cathédrale Saint-Maclou de Pontoise. L'on note qu'ils sont situés beaucoup plus bas que la retombée effective des arcades.

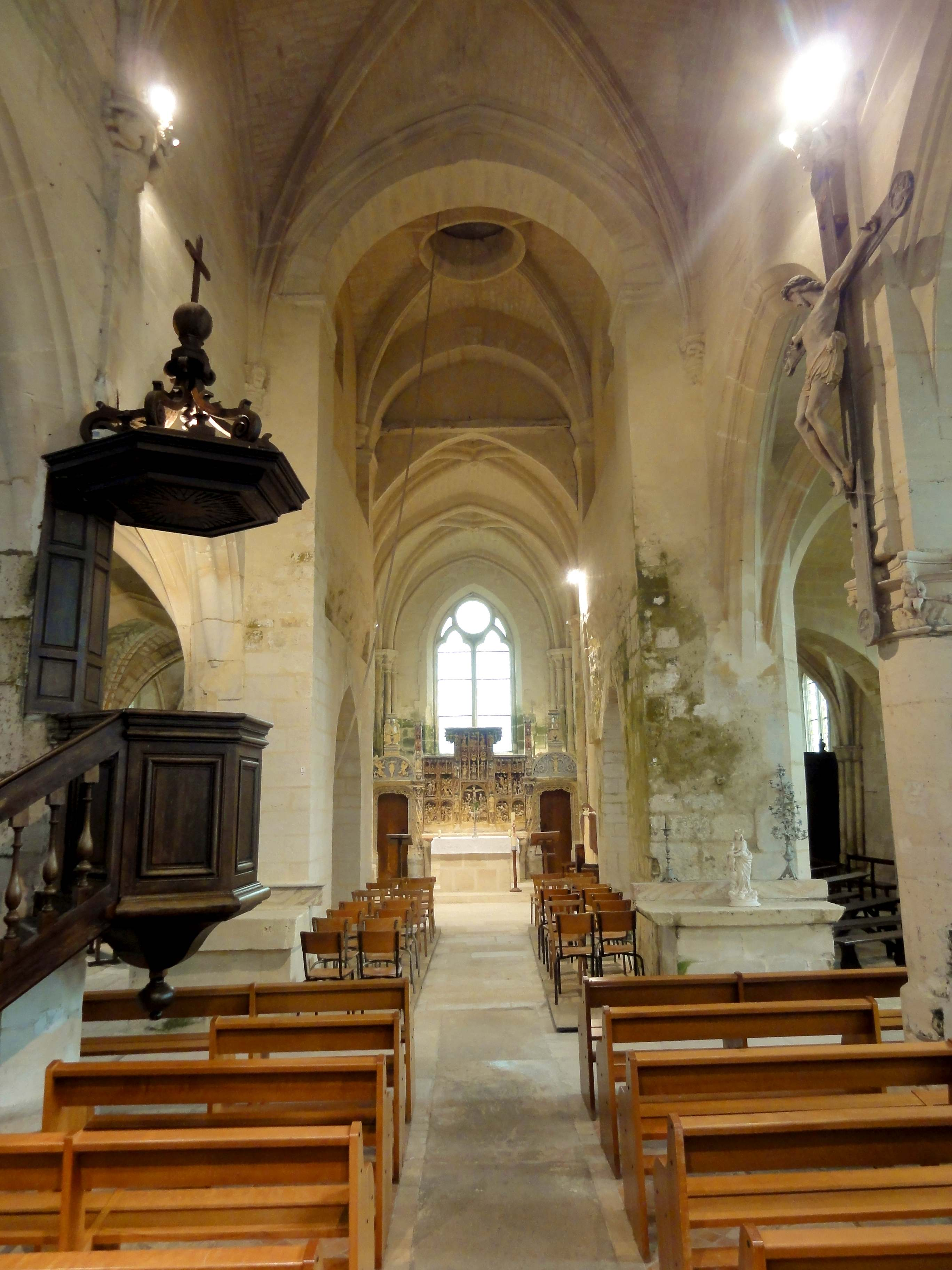
Nef, vue vers l'est.
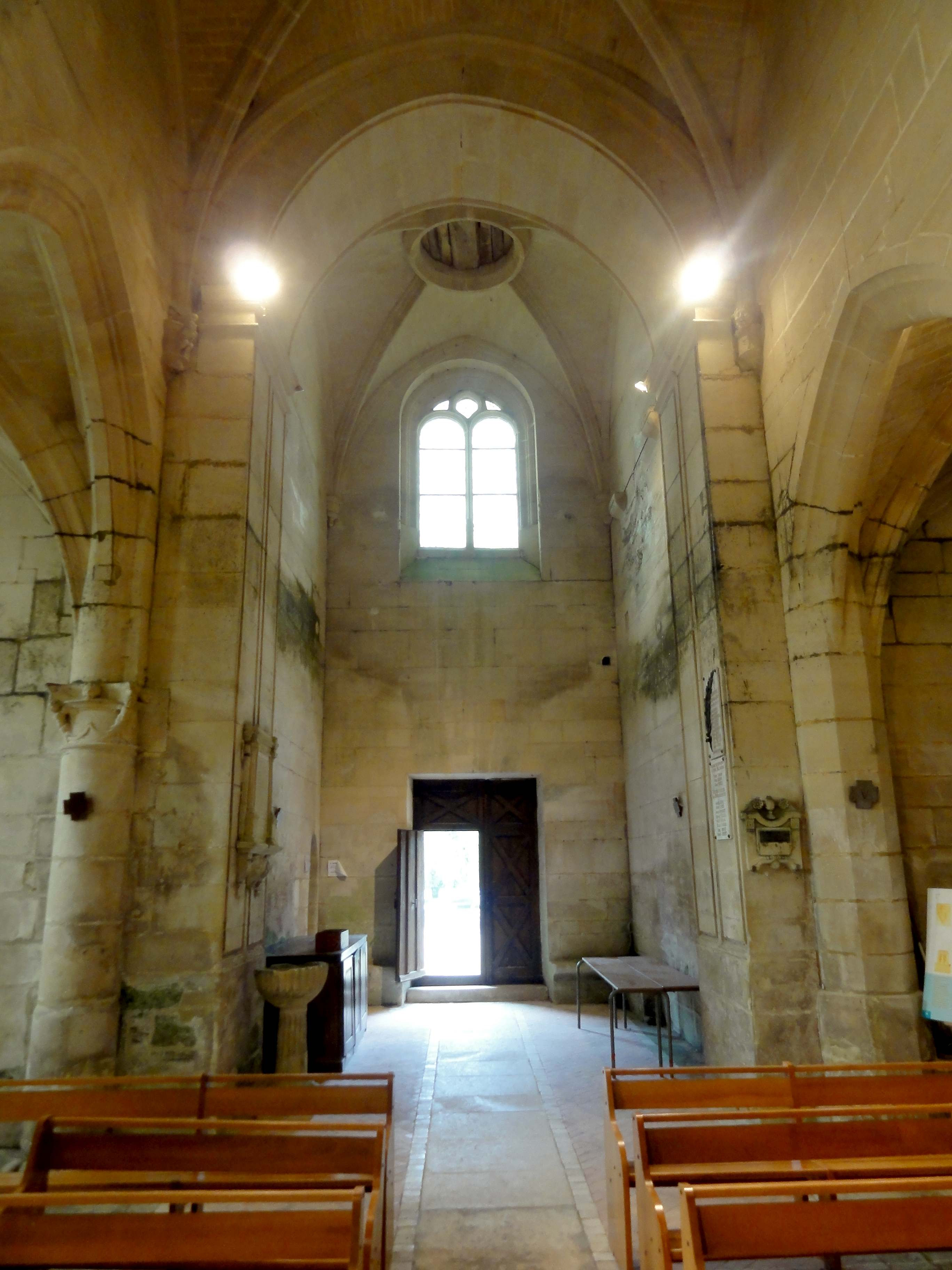
Nef, vue vers l'est dans le narthex.
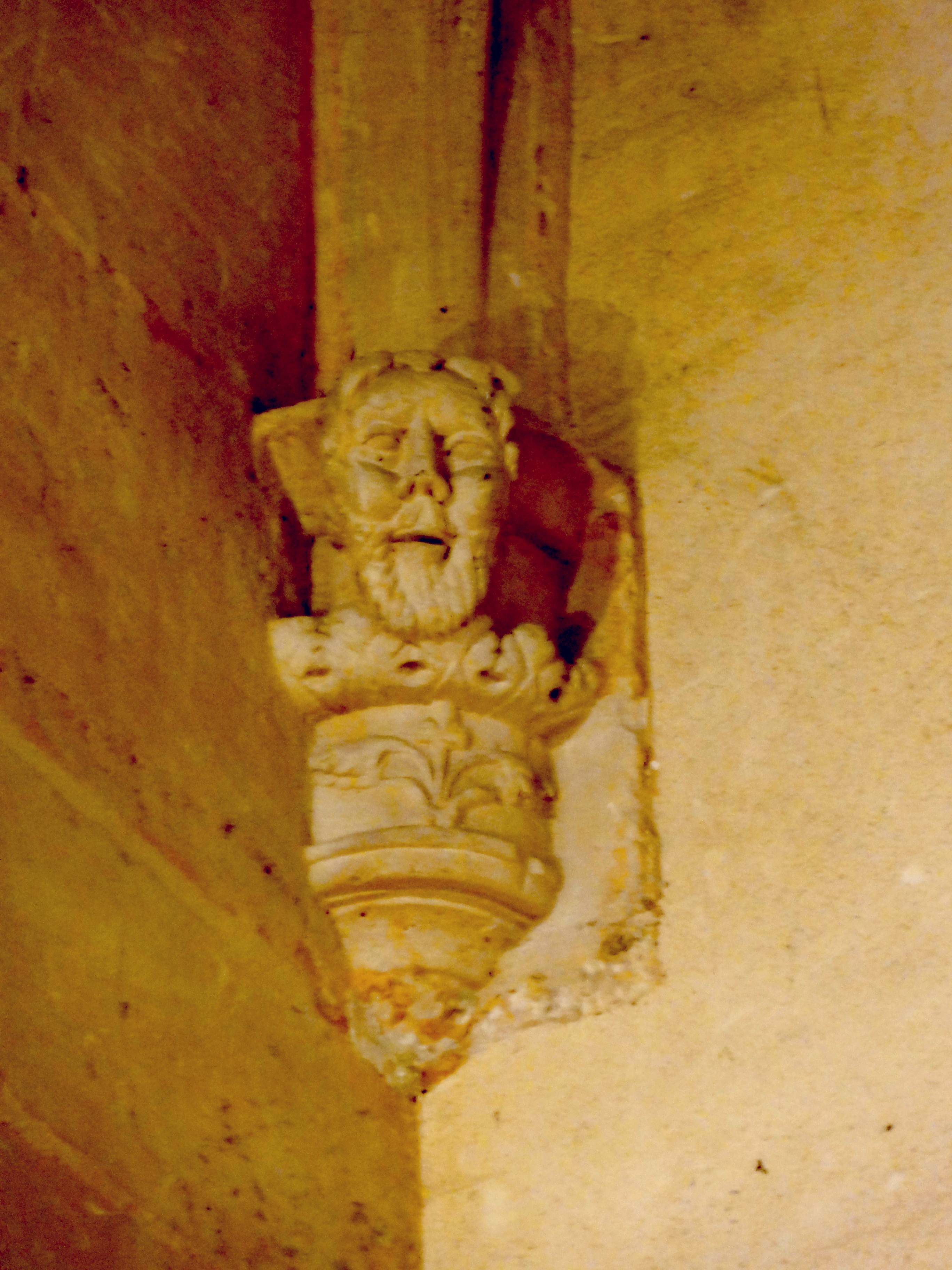
Cul-de-lampe dans l'angle nord-est.
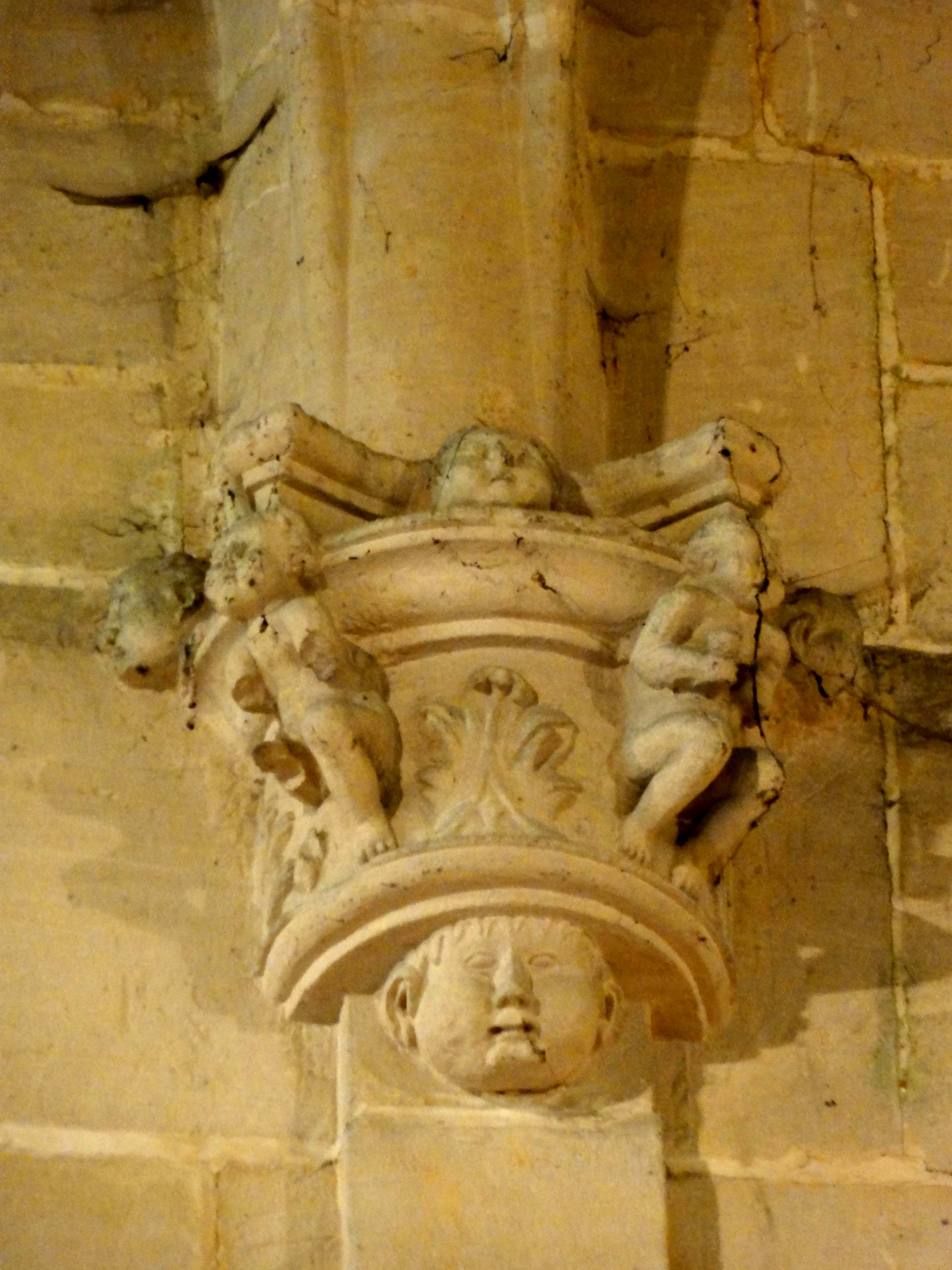
Cul-de-lampe au droit du mur latéral nord.
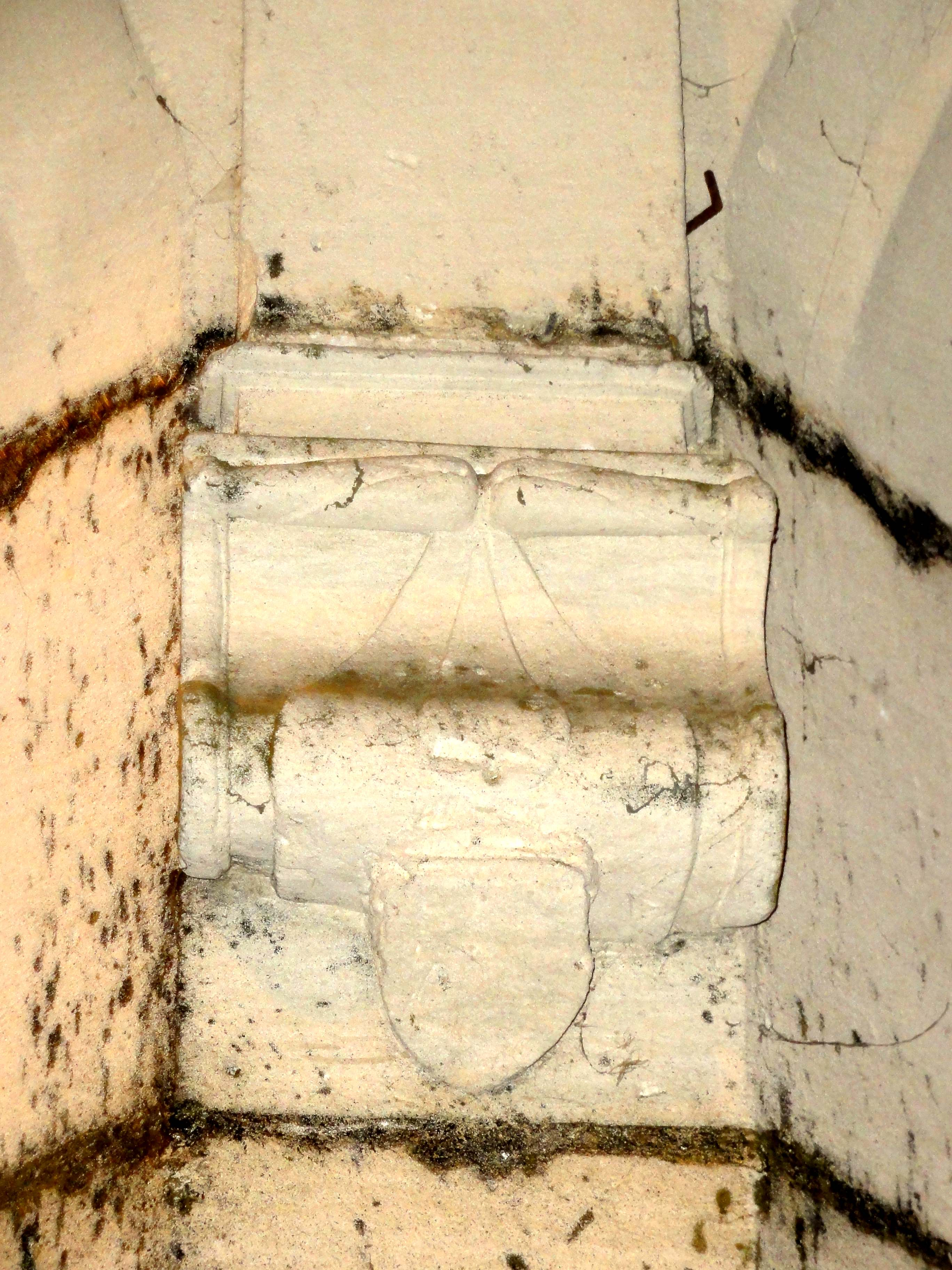
Console du 1er pilier des grandes arcades du nord.
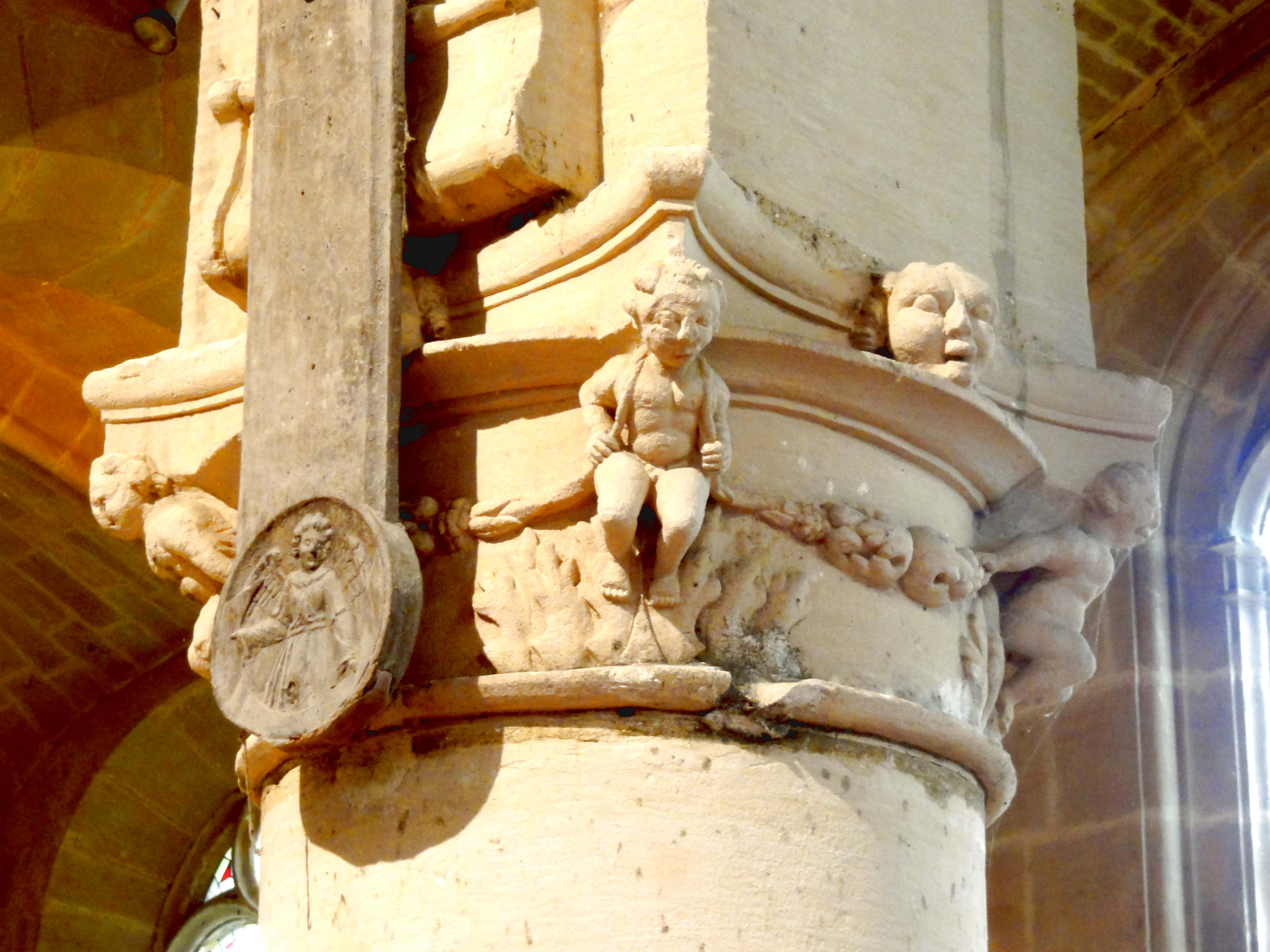
Chapiteau des piliers des grandes arcades du sud.

#### Bas-côtés

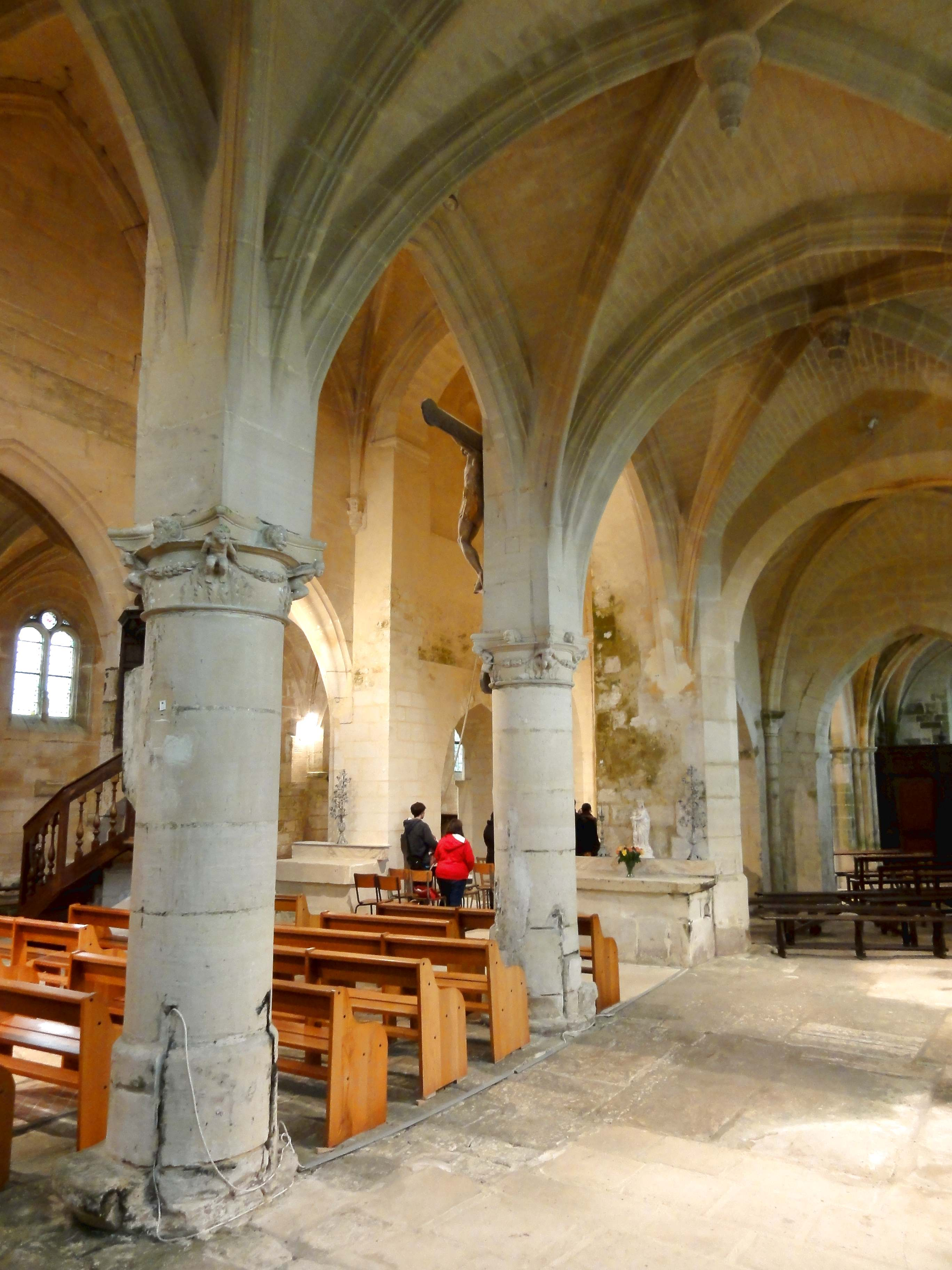
Bas-côté sud, vue par les grandes arcades.

Les deux bas-côtés se ressemblent beaucoup plus que ne le présagent les différences importantes des grandes arcades du nord et du sud. Ils n'atteignent que la moitié de la hauteur et largeur de la nef. Malgré l'absence de fenêtres dans celles-ci, le maître d'œuvre n'a pas accordé beaucoup de place aux surfaces vitrées. Les fenêtres s'inscrivent entièrement dans les lunettes des voûtes, et ont donc des soubassements importants. Elles sont beaucoup plus étroites que l'espace disponible ne l'aurait permis, et affichent un remplage de deux formes en plein cintre surmontées d'un oculus circulaire entre deux petits écoinçons ajourés. Les baies elles-mêmes sont également en plein cintre, contrairement aux voûtes et arcades. Leur pourtour est mouluré d'une gorge et d'une fine moulure concave, mais le seuil est en forme de doucine.
Les nervures des voûtes sont du même profil que dans la nef. Du côté opposé des grandes arcades vers la nef, elles se fondent dans des fûts cylindriques engagés, qui butent aussitôt sur des culs-de-lampe. Tant au droit des murs gouttereaux que dans les angles sud-ouest et sud-est du bas-côté sud, ils évoquent les culs-de-lampe des hautes-voûtes au nord de la nef, et les chapiteaux des grandes arcades du sud. Les motifs se déclinent en plusieurs variantes. Les génies devant la corbeille du cul-de-lampe du premier doubleau intermédiaire du sud se terminent ainsi en volutes feuillagées, en lieu et place des jambes. Dans l'angle sud-ouest, l'on trouve un tireur d'épine. Plus simples sont les culs-de-lampe dans les angles du bas-côté nord. Ici, les corbeilles sont lisses, et la sculpture se limite à une tête humaine, de facture réaliste, sous l'astragale. Toujours sur le plan des supports, l'on est frappé par le plan carré que les piliers du sud prennent au-dessus des chapiteaux. Ce parti paraît plus naturel dans la nef, puisque des bandeaux verticaux y établissent le lien visuel entre les retombées des hautes-voûtes et les chapiteaux du premier ordre. Mais l'implantation très basses des chapiteaux se justifie mal, et n'est pas d'un effet favorable, surtout dans le bas-côté.
Concernant les clés de voûte, seulement les deux premières du nord sont encore des disques sculptés en bas-relief répandus à la fin de la période flamboyante. La deuxième est ornée d'un écusson entouré d'une corde, et sur lequel est figuré un cœur percé d'une flèche. Les autres clés sont pendantes, et s'apparentent à leurs homologues de la nef. Aucune n'est remarquable ni pour la qualité de la sculpture, ni pour ses motifs. Les bas-côtés permettent aussi d'apercevoir les bases des piliers des grandes arcades, qui sont cachées par les bancs des fidèles dans la nef. Elles sont cependant abîmées, et leur nature ne peut plus être déterminée avec certitude. Au nord, les piliers comportent, en plus des bases proprement dites, une retraite après la deuxième assise, qui est amortie par un tore aplati et une doucine. Reste à signaler la manière dont les bas-côtés se raccordent aux croisillons. Au nord, l'arc-doubleau vers le croisillon est analogue aux grandes arcades de ce côté de la nef, et se fond au nord dans un pilier engagé au plan d'un demi-octogone. Au sud, l'arcade n'est pas moulurée, et suit un tracé en plein cintre, alors que le croisillon lui-même date du premier quart du XIIIe siècle, hormis sa fenêtre. Les piliers sont du même type qu'au nord.

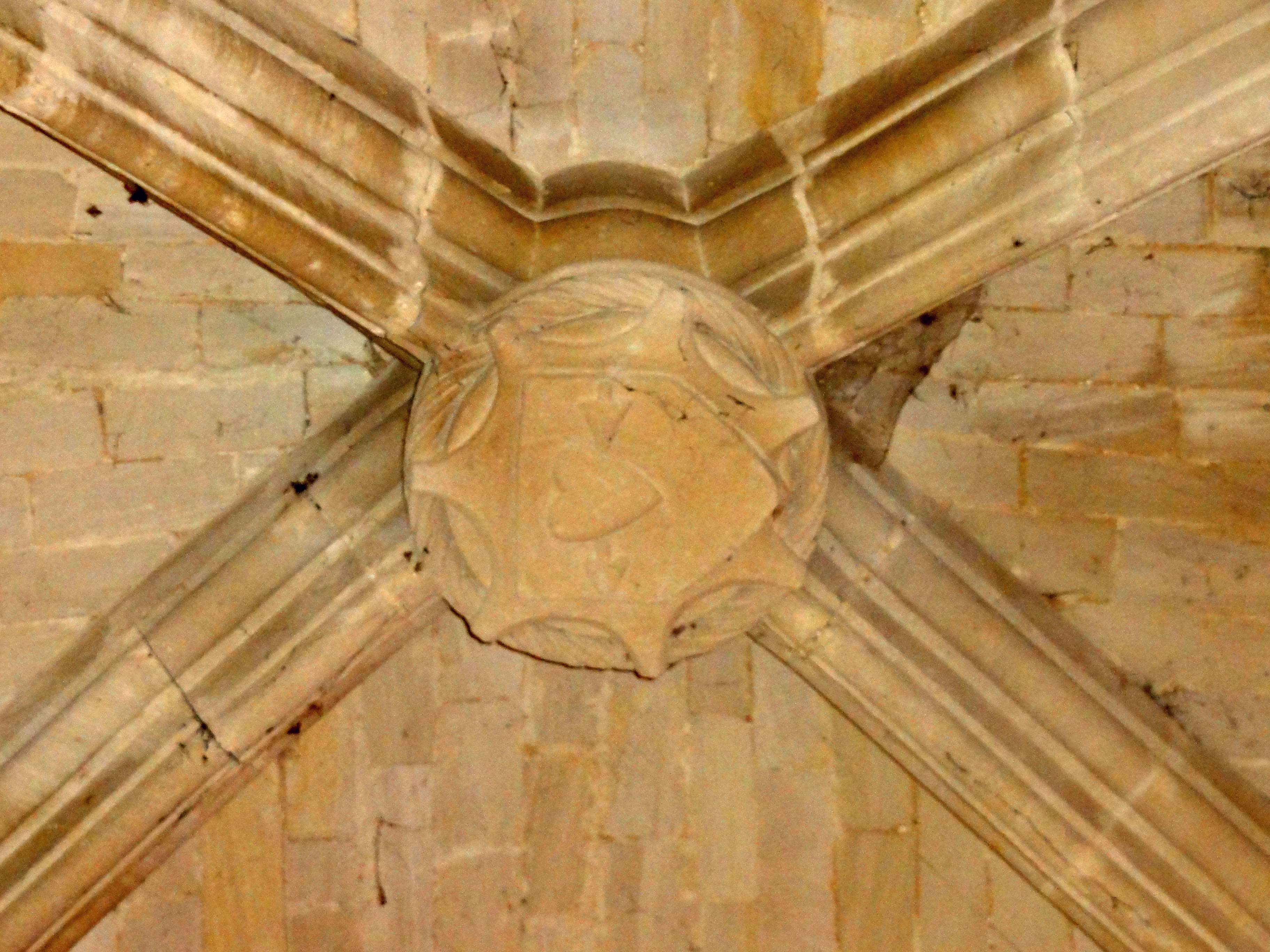
Bas-côté nord, clé de voûte de la 2e travée.
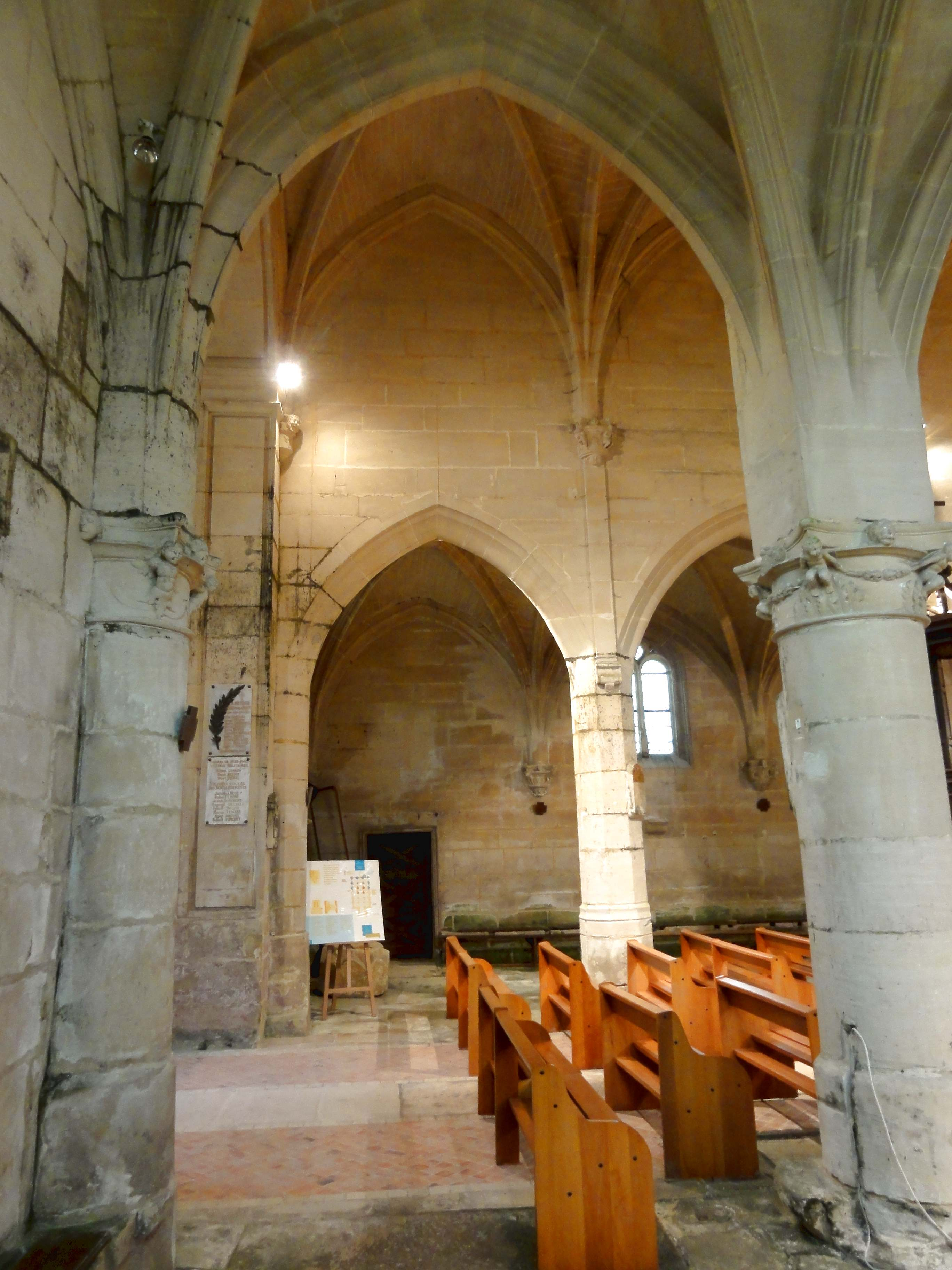
Bas-côté sud, vue par la 1re grande arcade.
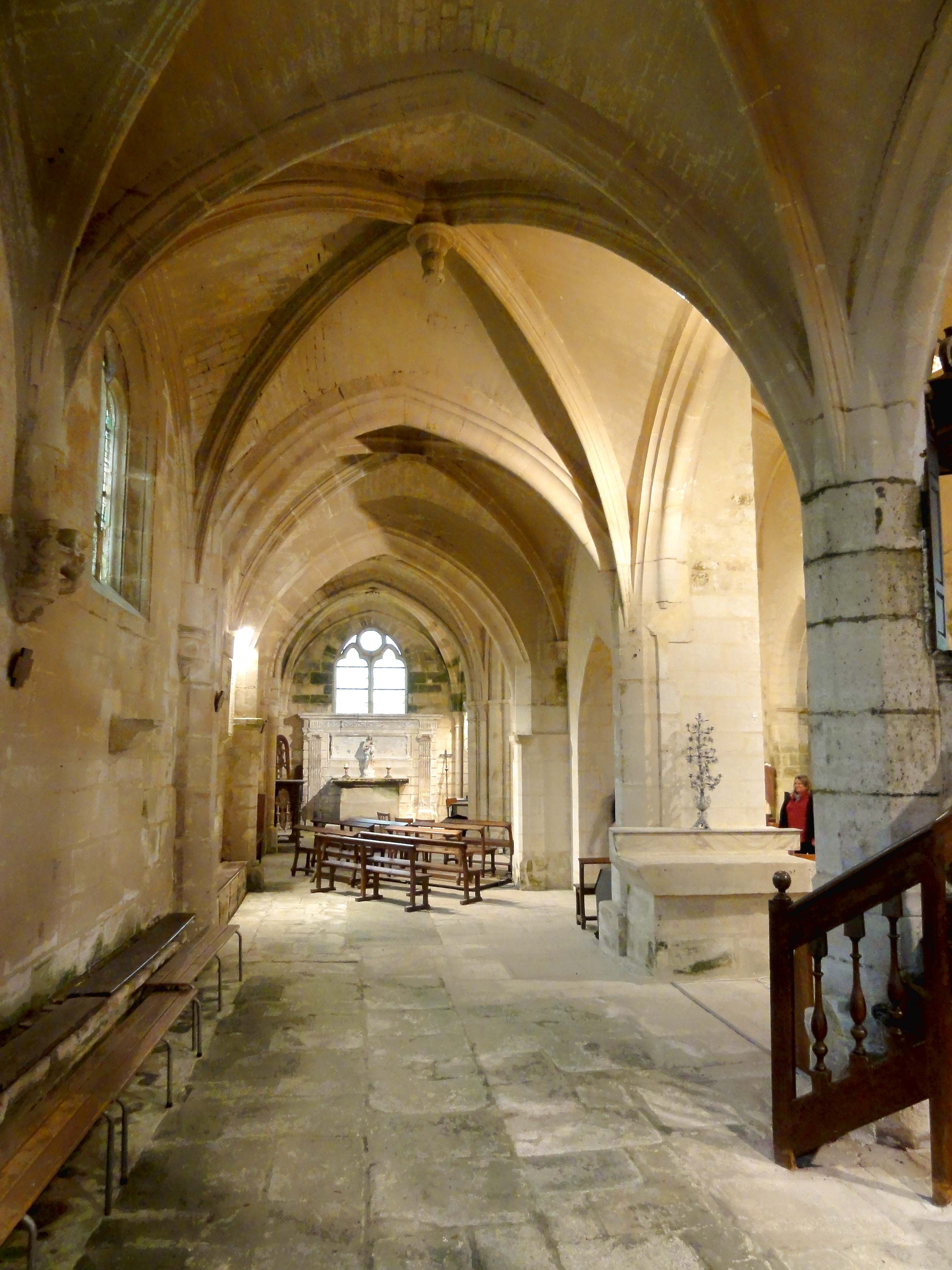
Bas-côté nord, 2e travée, vue vers l'est.
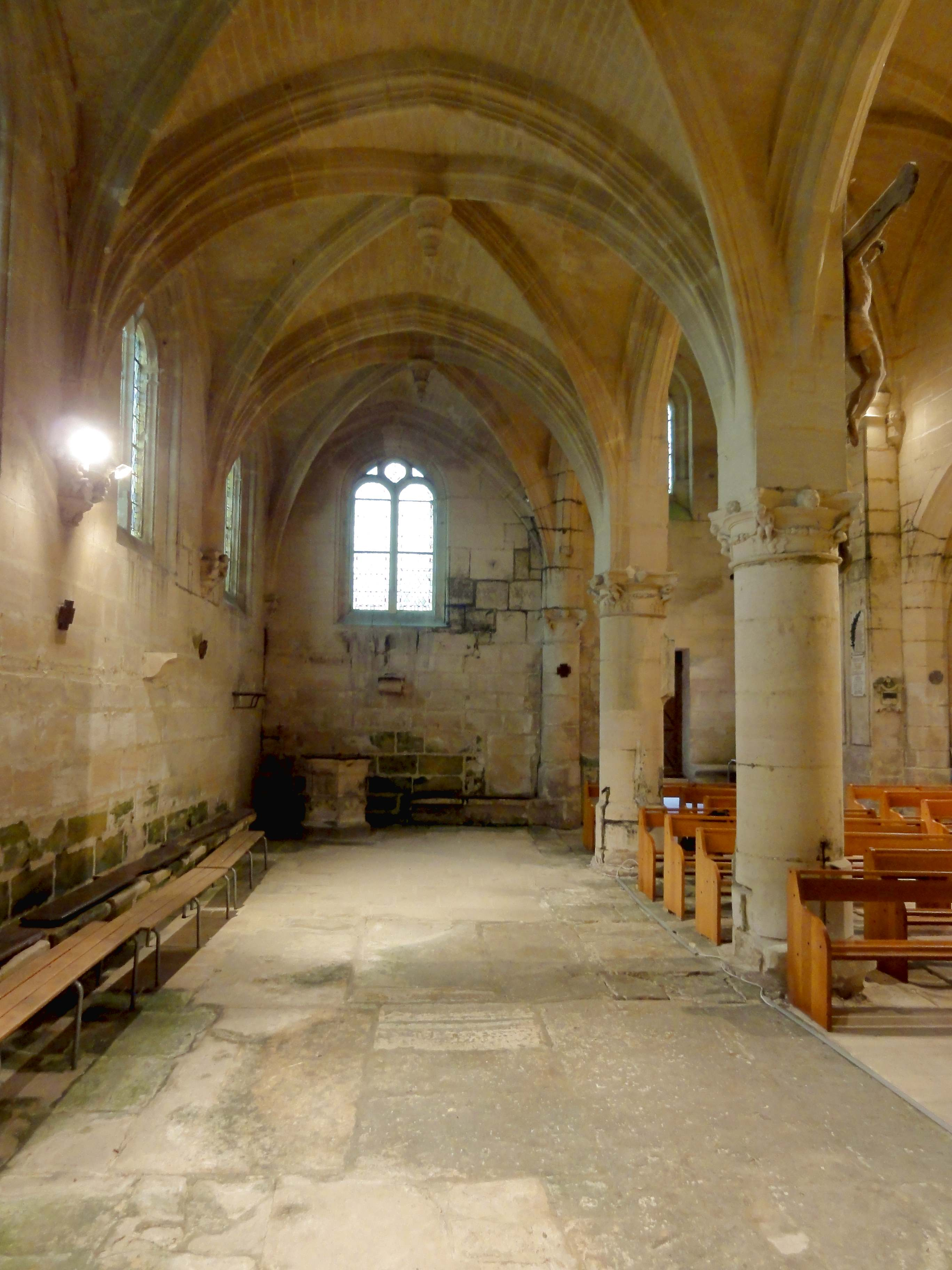
Bas-côté sud, 3e travée, vue vers l'ouest.
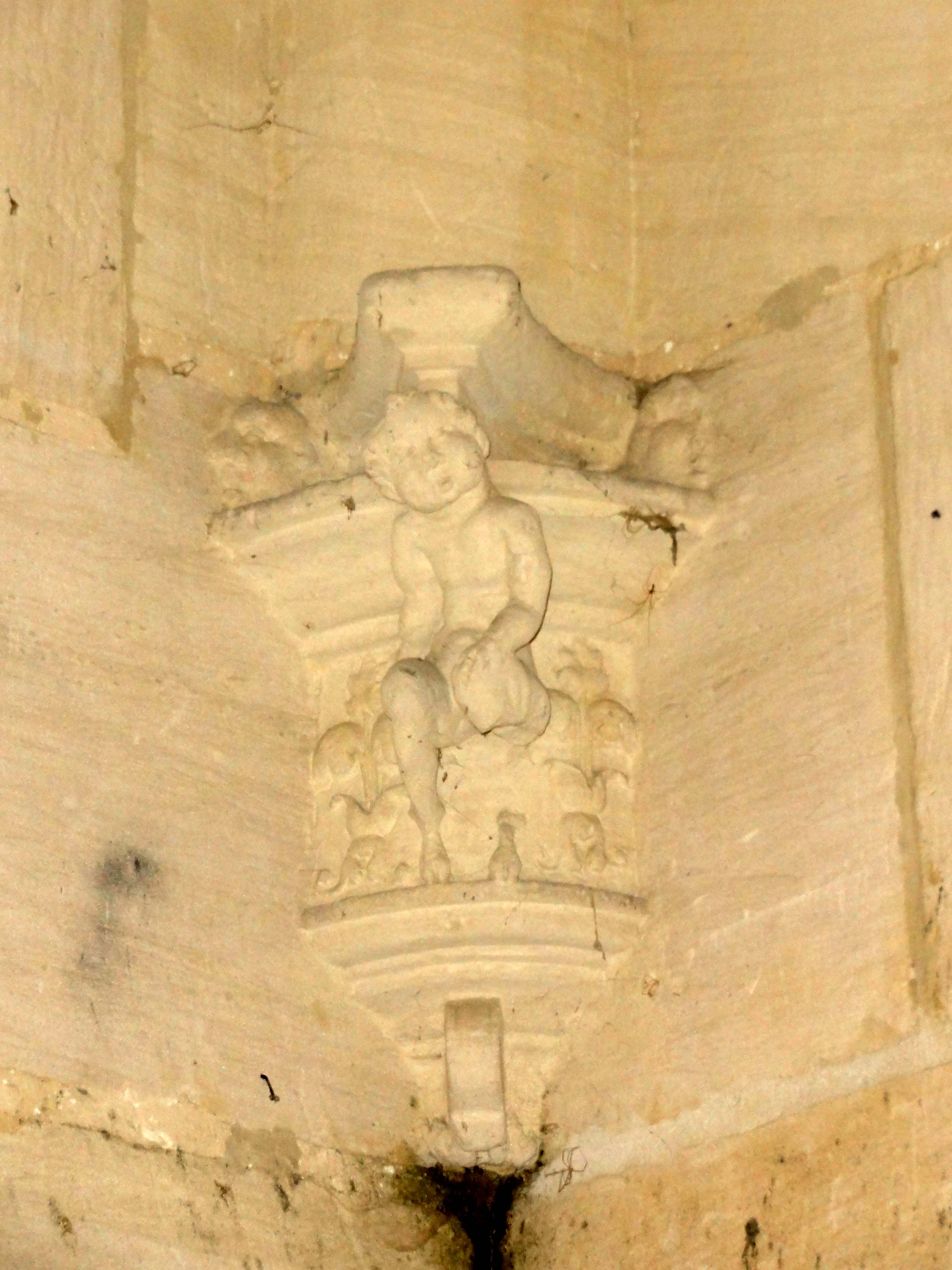
Bas-côté sud, cul-de-lampe au sud-ouest.
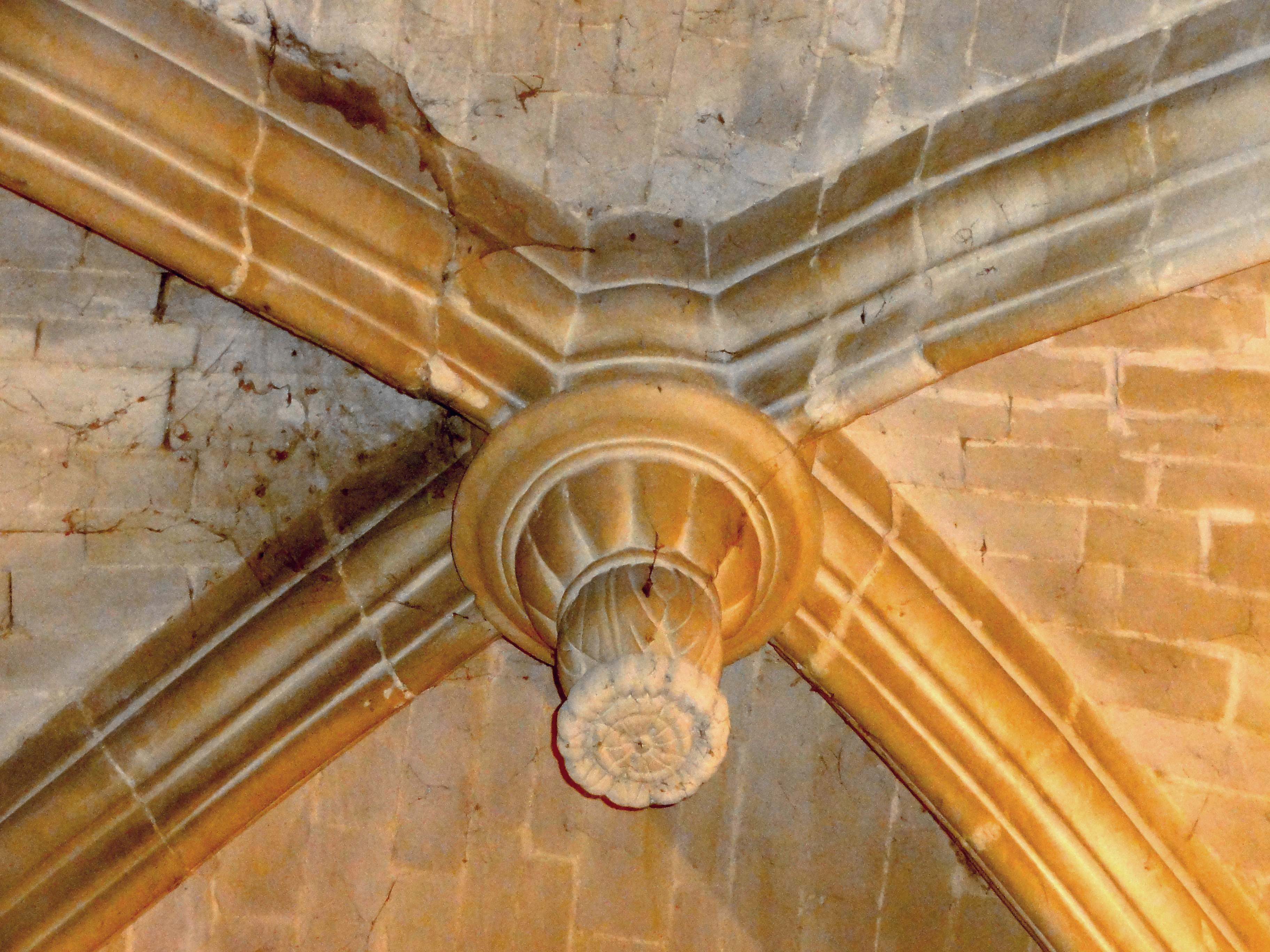
Bas-côté nord, clé de voûte de la 3e travée

#### Base du clocher gothique et chœur

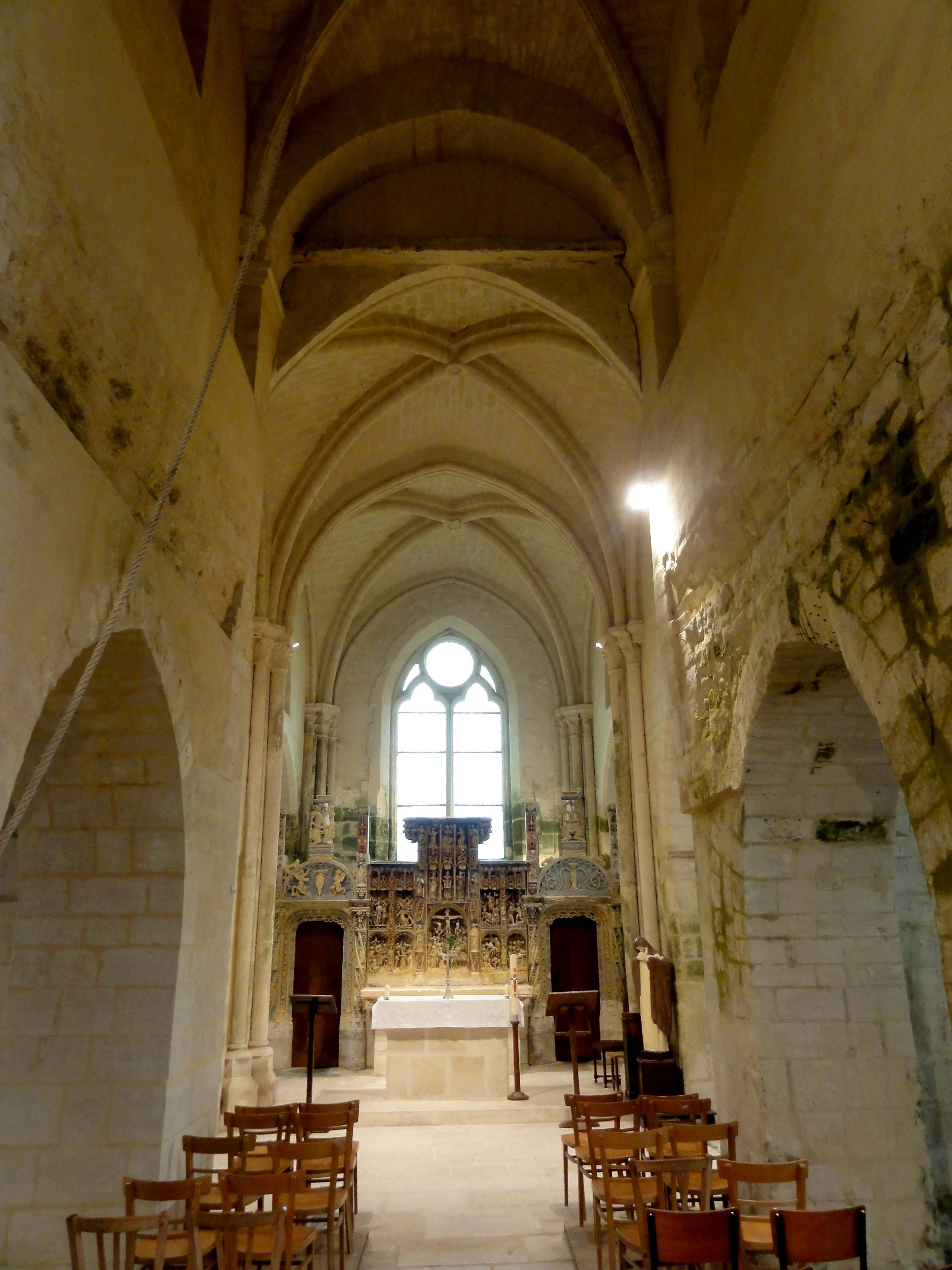
Base du clocher, vue vers l'est dans le chœur.

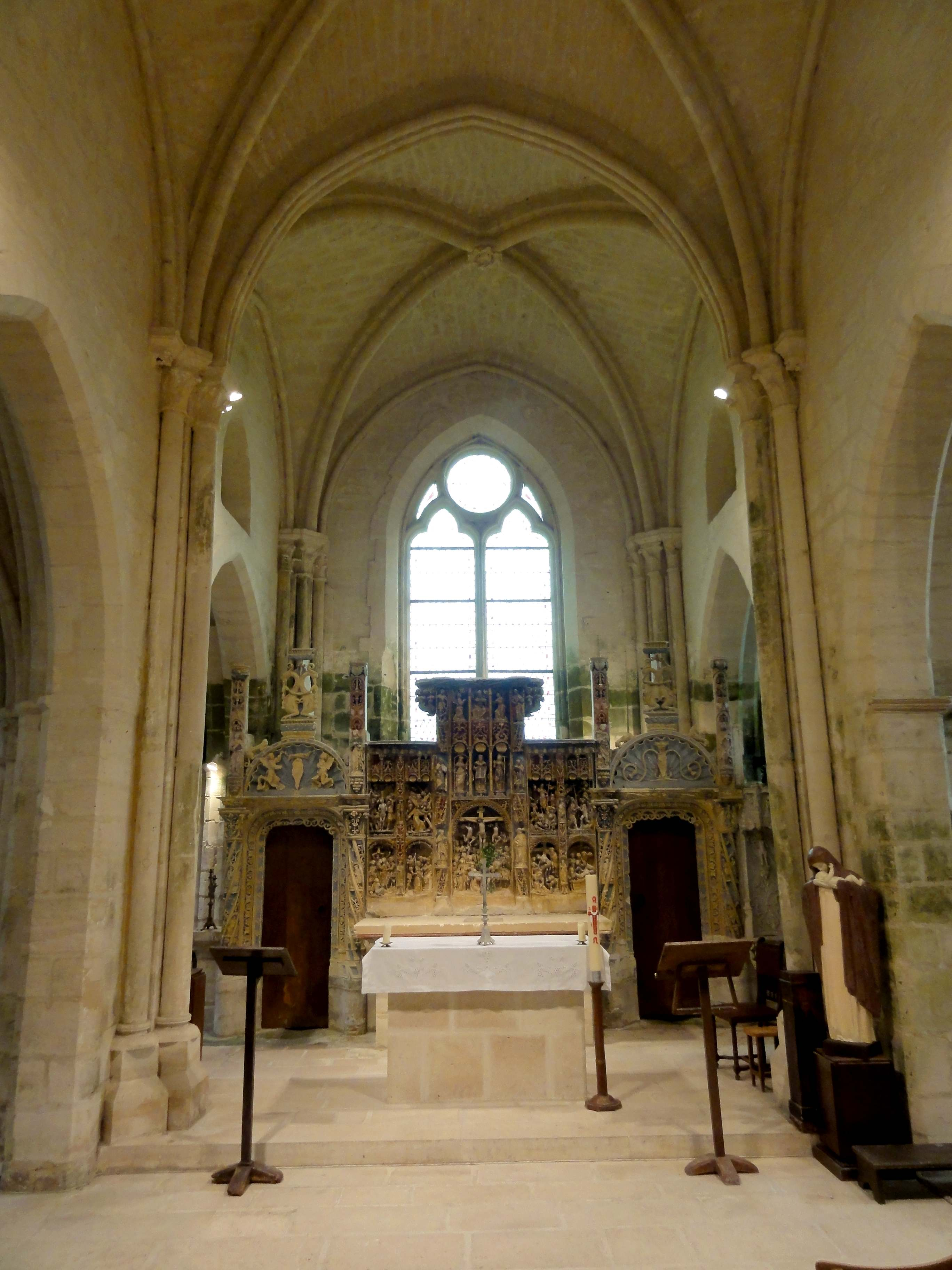
Chœur, vue vers l'est.

La base du clocher gothique atteint, depuis son exhaussement en 1609, la même hauteur que le narthex, mais est plus étroite. Elle s'ouvre par une épaisse arcade en plein cintre à arêtes vives, qui retombe sur des impostes moulurés. L'arcade orientale vers le chœur des années 1210 / 1220 est analogue. Le clocher repose non sur des piles, mais sur les épais murs latéraux au nord et au sud. Côté nef, des autels en maçonnerie s'appuient contre ces murs. Ils sont formés par deux assises en pierre de taille et une dalle débordante. Chacun des murs est percé d'une arcade en arc brisé relativement petite, à arêtes vives et sans supports. Une assise au-dessus des claveaux de l'arcade, l'appareil des murs présente ce qui ressemble à l'arrachement d'une voûte en berceau. Ces irrégularités n'étaient apparemment pas visibles avant la dernière restauration, car Louis Régnier n'en fait pas mention, et dit seulement que l'ancienne voûte devait être très basse. Elle était effectivement plus basse que leurs homologues des bas-côtés. Une voûte en berceau peut surprendre au troisième quart du XIIe siècle, quand le voûtement d'ogives s'est déjà largement généralisé dans la région. Mais la base du clocher peut être bien plus ancienne que l'étage de beffroi des alentours de 1175, et pendant les années 1140, certaines bases de clocher sont encore voûtées en berceau, par exemple à Belle-Église Labruyère, Néry, Serans. C'est avec Belle-Église que la ressemblance est la plus frappante. Les voûtes en berceau des croisillons et du chœur de Santeuil devraient dater de la même époque. La transformation de 1609 a largement amélioré la visibilité du sanctuaire depuis la nef, mais a malheureusement été exécutée sans souci esthétique, et le résultat est plutôt disgracieux. La voûte d'ogives actuelle ressemble à celle du narthex, et est également percé d'un trou de cloches.
Le chœur de style gothique primitif est une construction sobre mais soignée. Il est loin d'atteindre la hauteur de la base du clocher central et de la nef, et la partie supérieure de l'arcade orientale de la base du clocher est donc obturée par un mur. Initialement, ce chœur était à un seul niveau d'élévation, et ses murs latéraux étaient ajourés de lancettes uniques en arc brisé, dont la partie supérieure est encore visible au-dessus des arcades de la seconde travée. Selon Louis Régnier, le chevet devait primitivement posséder une fenêtre analogue, comme dans les chœurs contemporains de Boubiers et Hadancourt-le-Haut-Clocher. La fenêtre actuelle, plus large que l'ancienne, est équipée d'un remplage du XIVe siècle, qui se compose de deux lancettes à têtes trilobées surmontées d'un oculus circulaire entre deux écoinçons ajourés. Les meneaux sont garnis de tores, qui fusionnent aux points de rencontre. Le pourtour de la baie n'est pas mouluré, et les tores ne portent pas de chapiteaux. À peu près contemporaines de la baie du chevet sont les grandes arcades vers la chapelle latérale sud, qui est datable du début du XIVe siècle. Ces arcades, de même que celles qui leur font face au nord, sont d'une facture rustique tenant compte de leur datation de la période gothique rayonnante. Elles ne sont pas moulurées, et dépourvues de colonnettes à chapiteaux. Leurs arêtes sont simplement chanfreinées. Les deux arcades du sud et la deuxième arcade du nord retombent sur des impostes moulurées. Ce que le chœur conserve d'origine, sont les deux voûtes d'ogives et leurs faisceaux de trois colonnettes à chapiteaux, dans les angles et au nouveau du doubleau intermédiaire. Celui-ci est mouluré d'un filet entre deux tores. Les ogives et formerets sont monotoriques. Les clés de voûte sont de discrètes rosaces. Les chapiteaux se remarquent par de hauts tailloirs et des corbeilles de forme allongée, qui sont sculptées de crochets et de feuilles festonnées. Les nervures de certaines feuilles sont perlées, et d'autres feuilles sont percées de petits trous près de la bordure. Les chapiteaux réservés aux ogives sont implantés à 45° face à celles-ci. Au lieu de faire retomber les formerets sur les tailloirs des ogives au milieu des élévations latérales, l'architecte, qui ne voulait pas non plus encombrer le vaisseau par des faisceaux de cinq colonnettes, a opté pour de petits culs-de-lampe. L'on obtient ainsi la particularité que le même formeret retombe sur une colonnette à chapiteau qui lui est réservé dans les angles, mais sur un cul-de-lampe à l'intersection des travées.

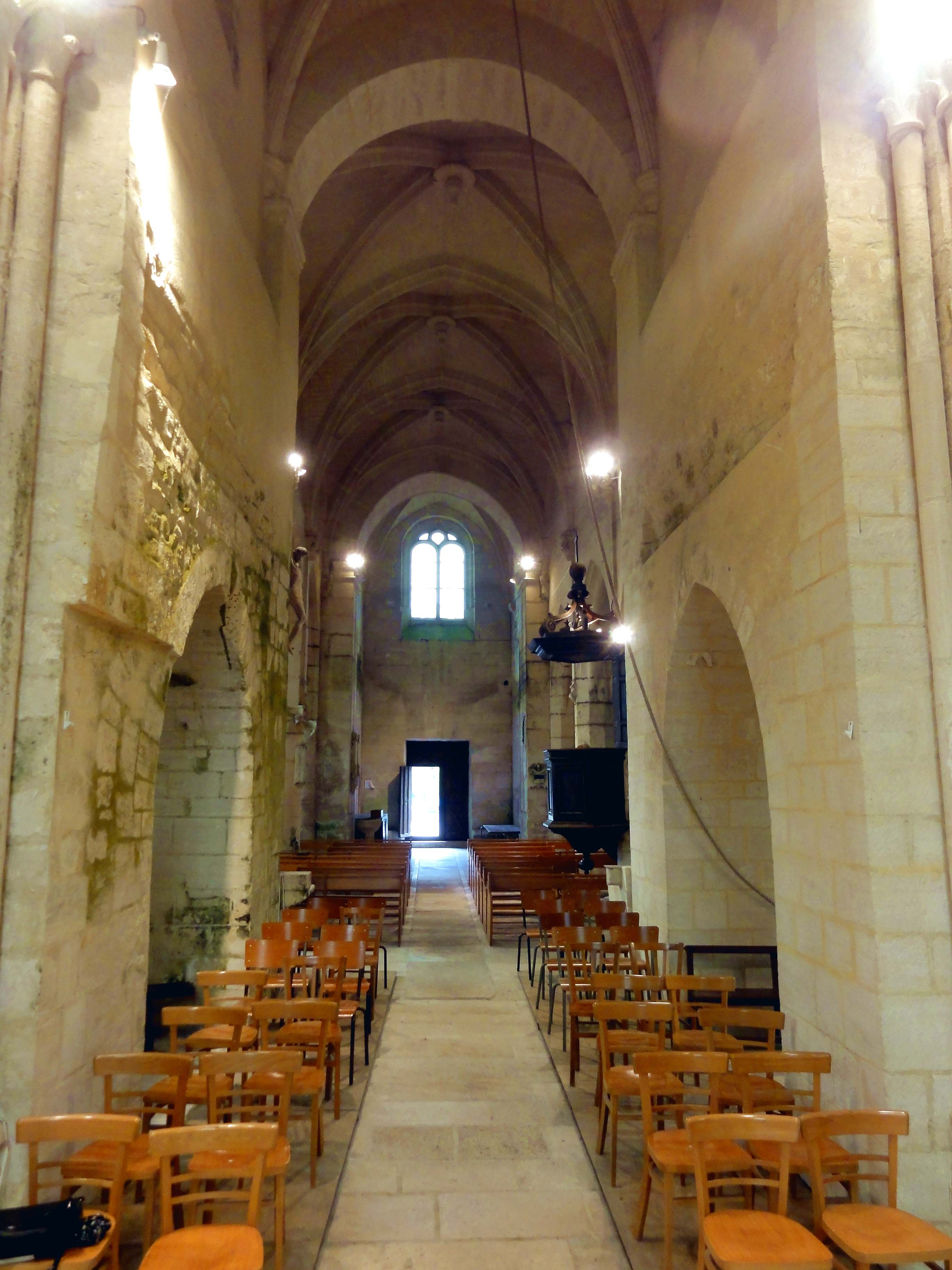
Base du clocher, vue vers l'ouest.
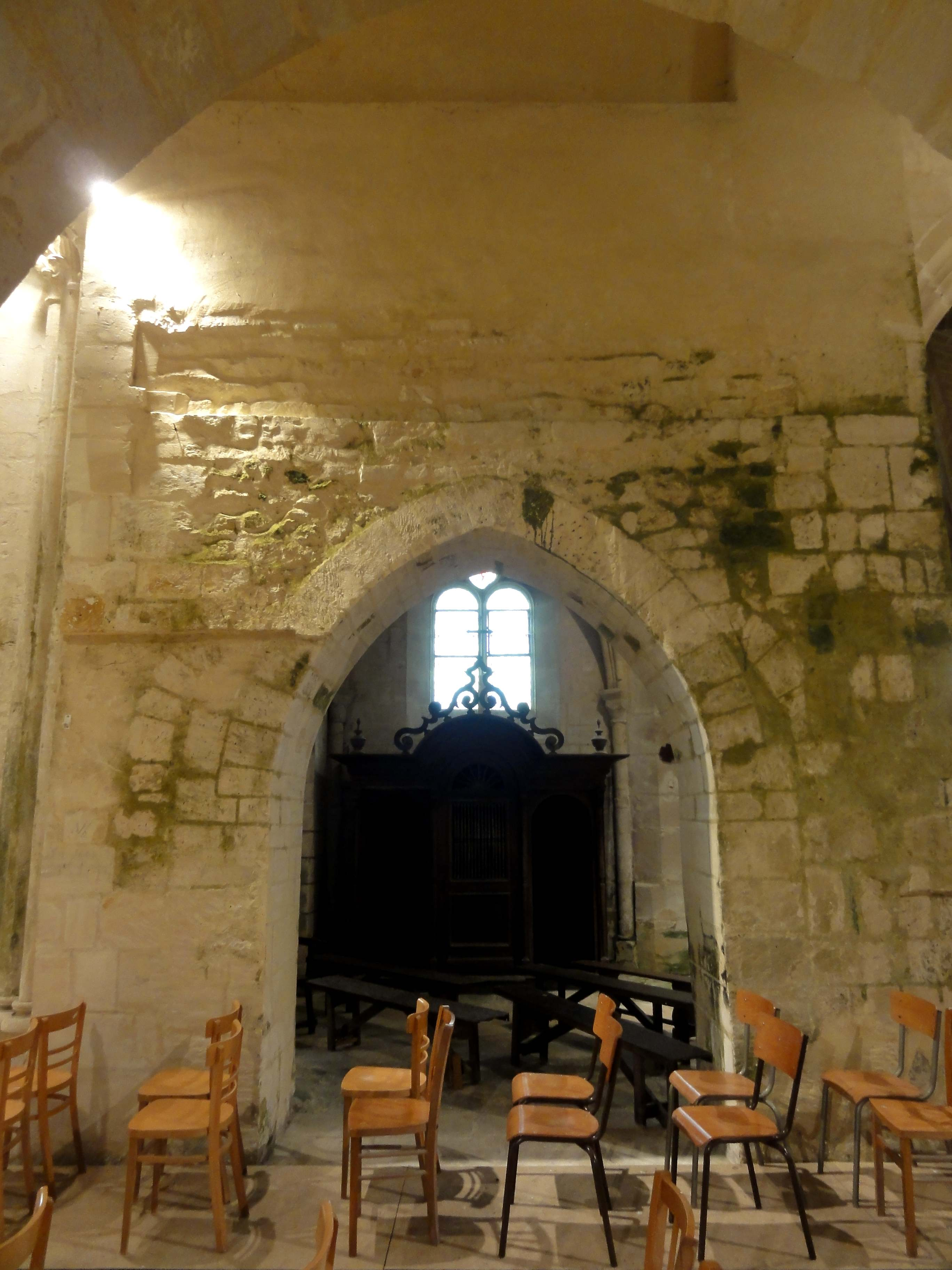
Base du clocher, vue vers le sud.
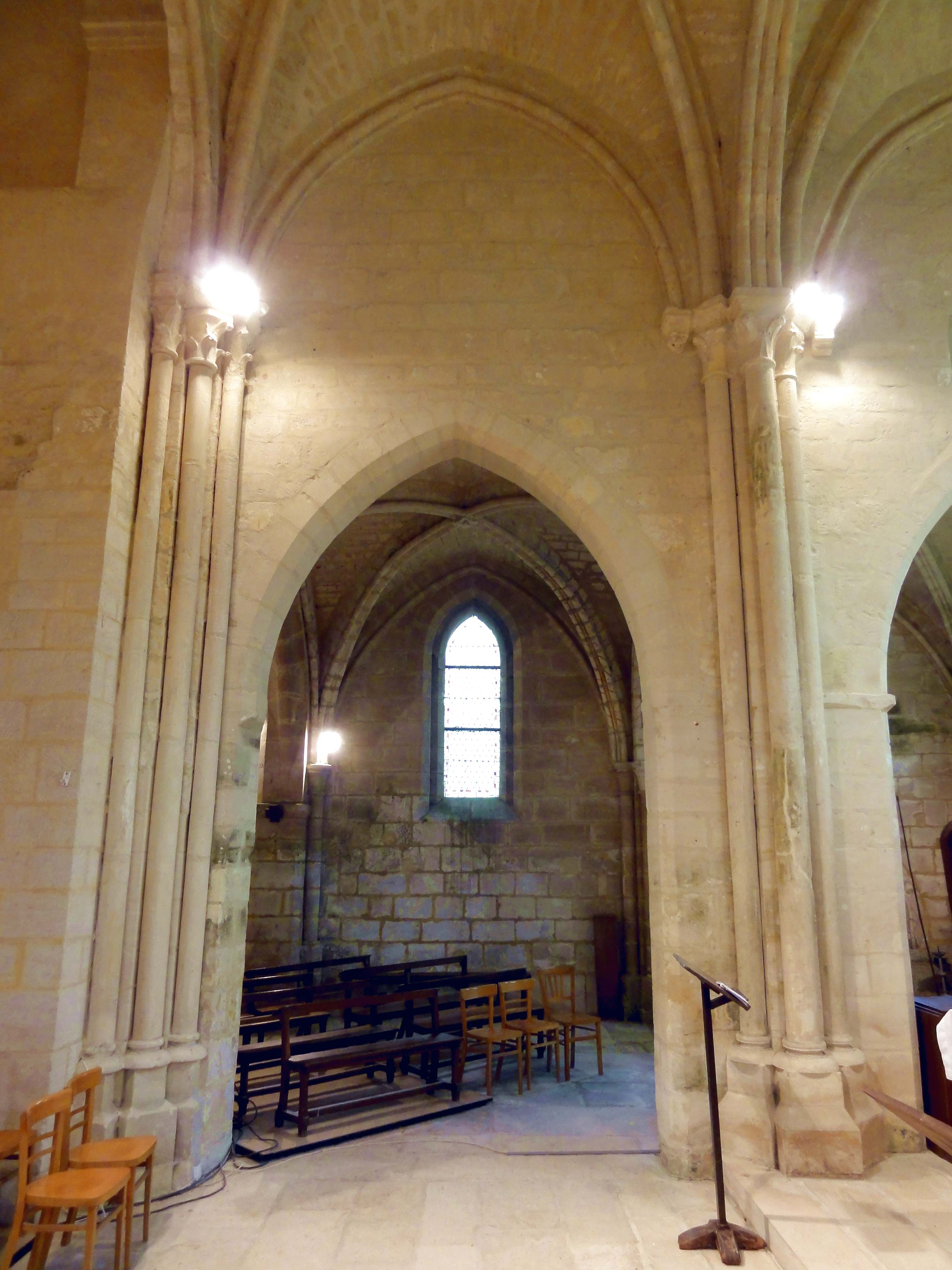
Chœur, 1re travée, élévation nord.
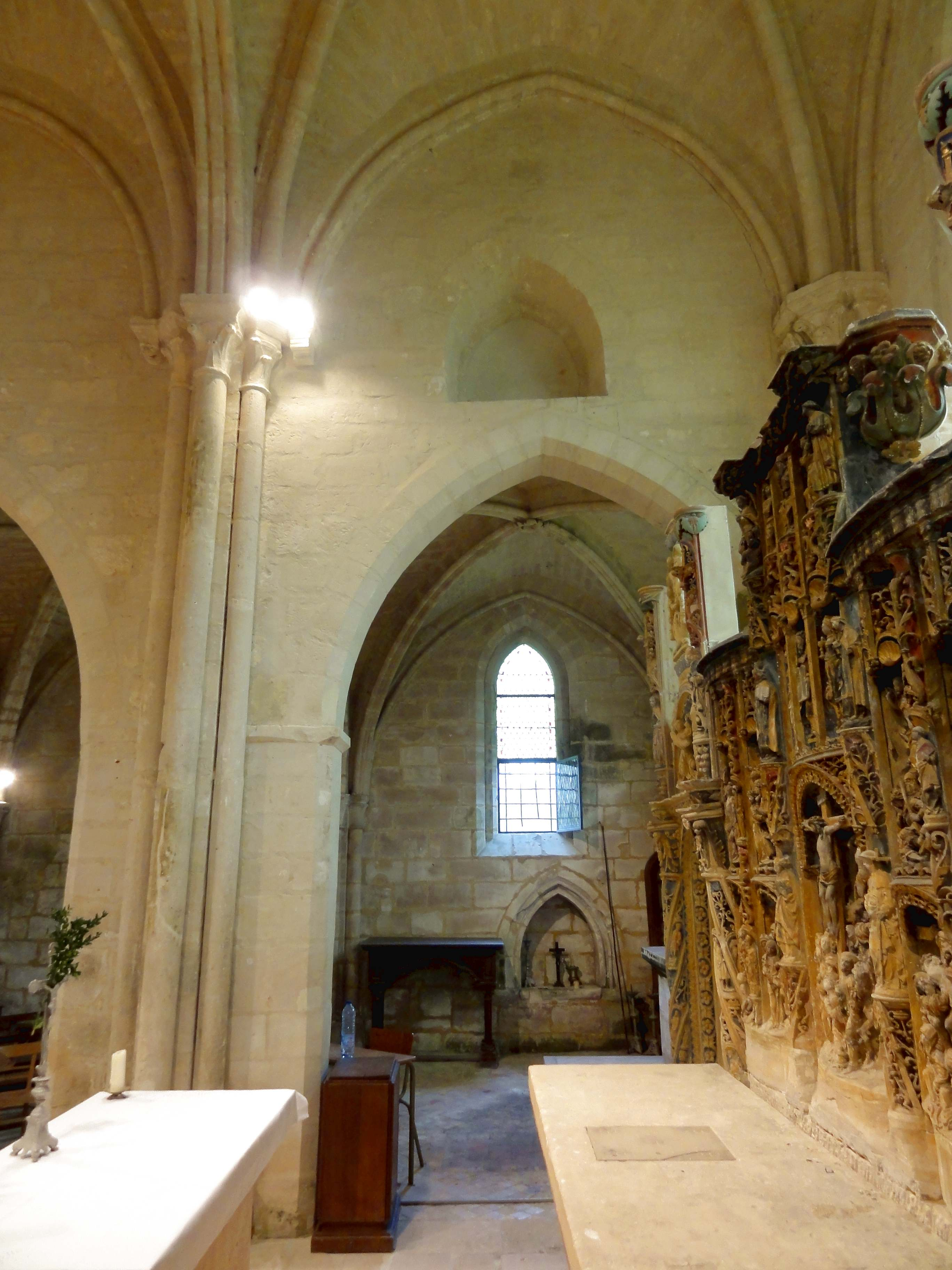
Chœur, 2e travée, élévation nord.
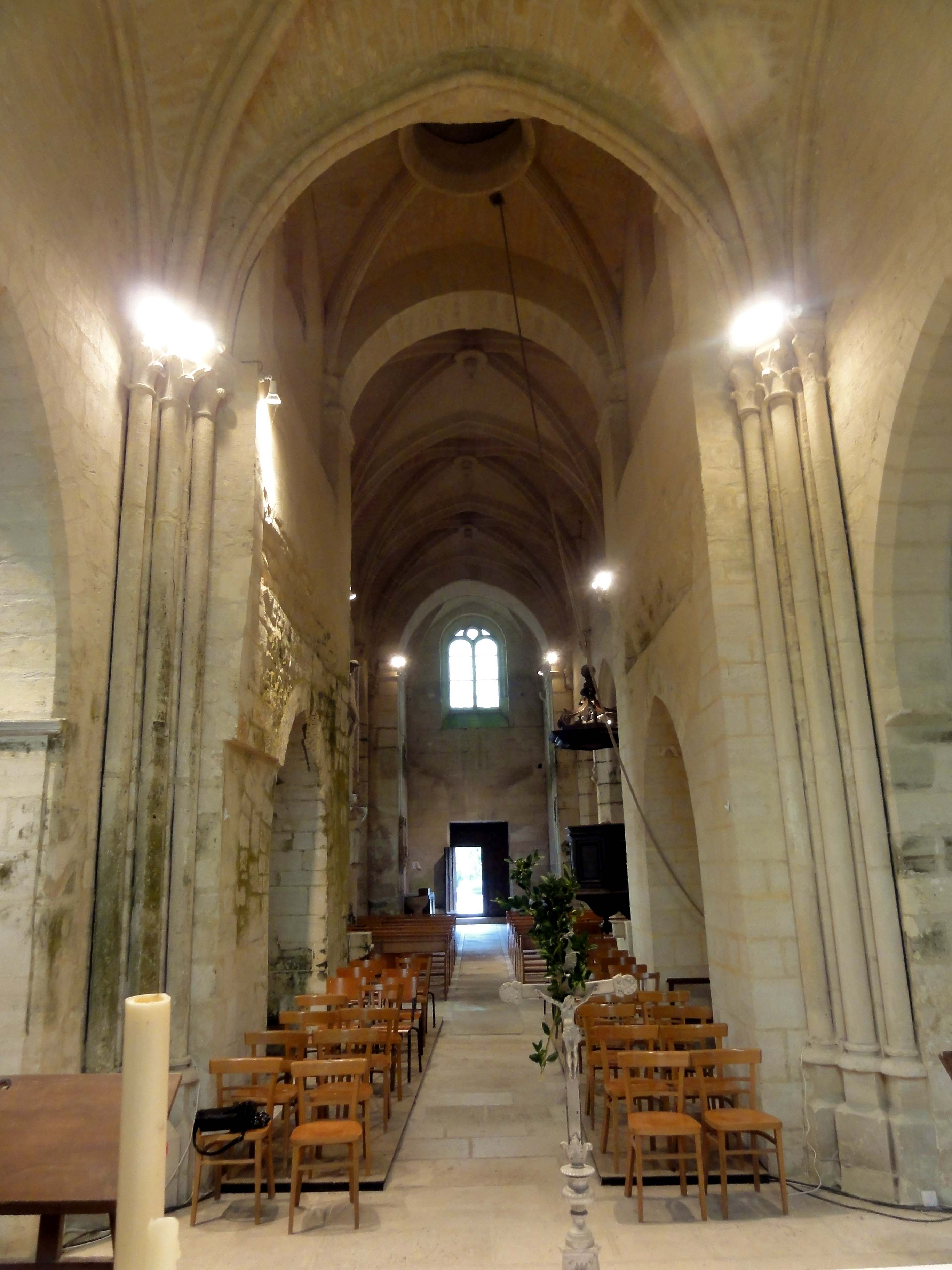
Chœur, vue vers l'ouest dans la base du clocher.
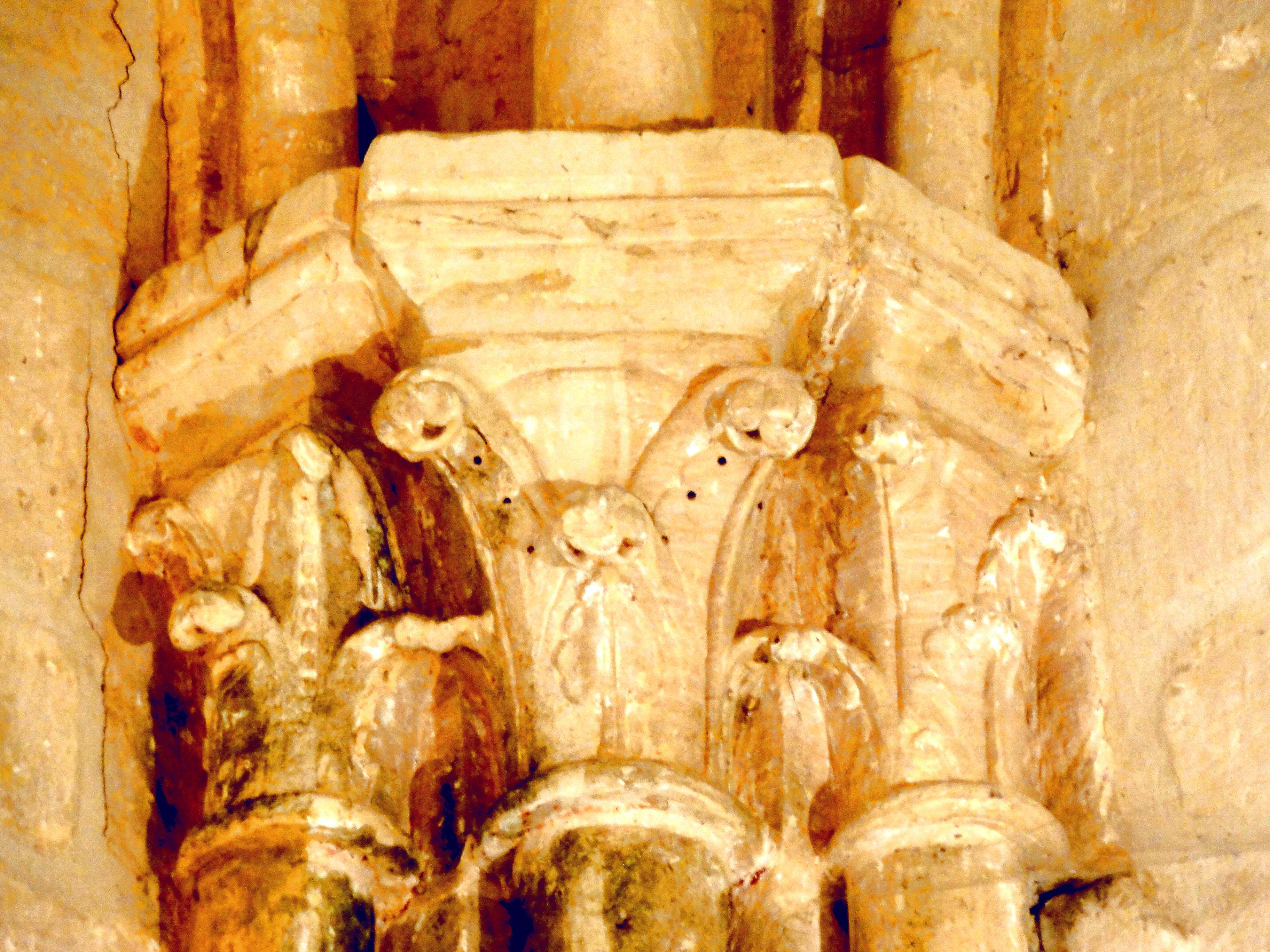
Chœur, chapiteaux à gauche du chevet.

#### Croisillon et chapelle latérale nord

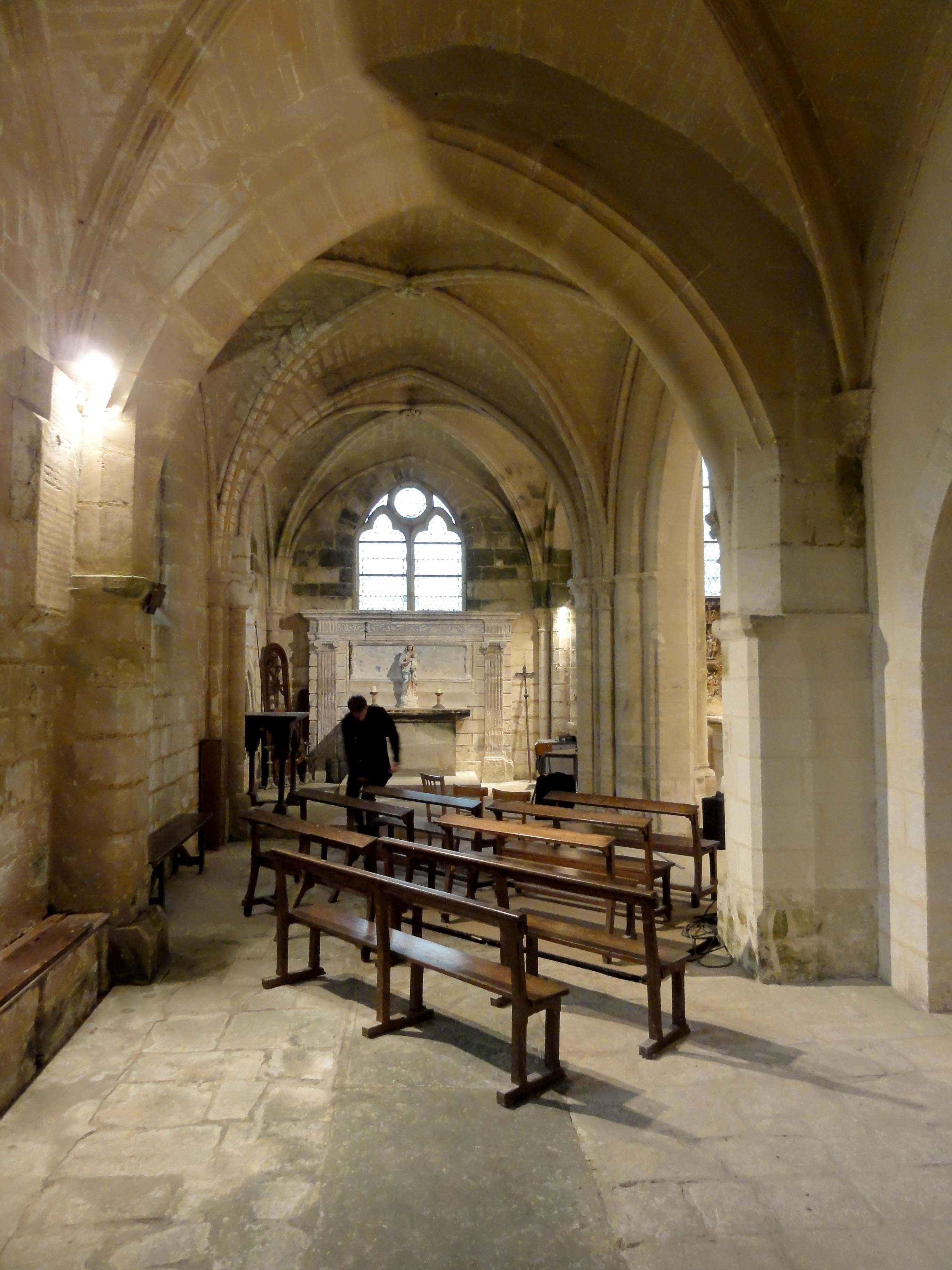
Croisillon, vue vers l'est.

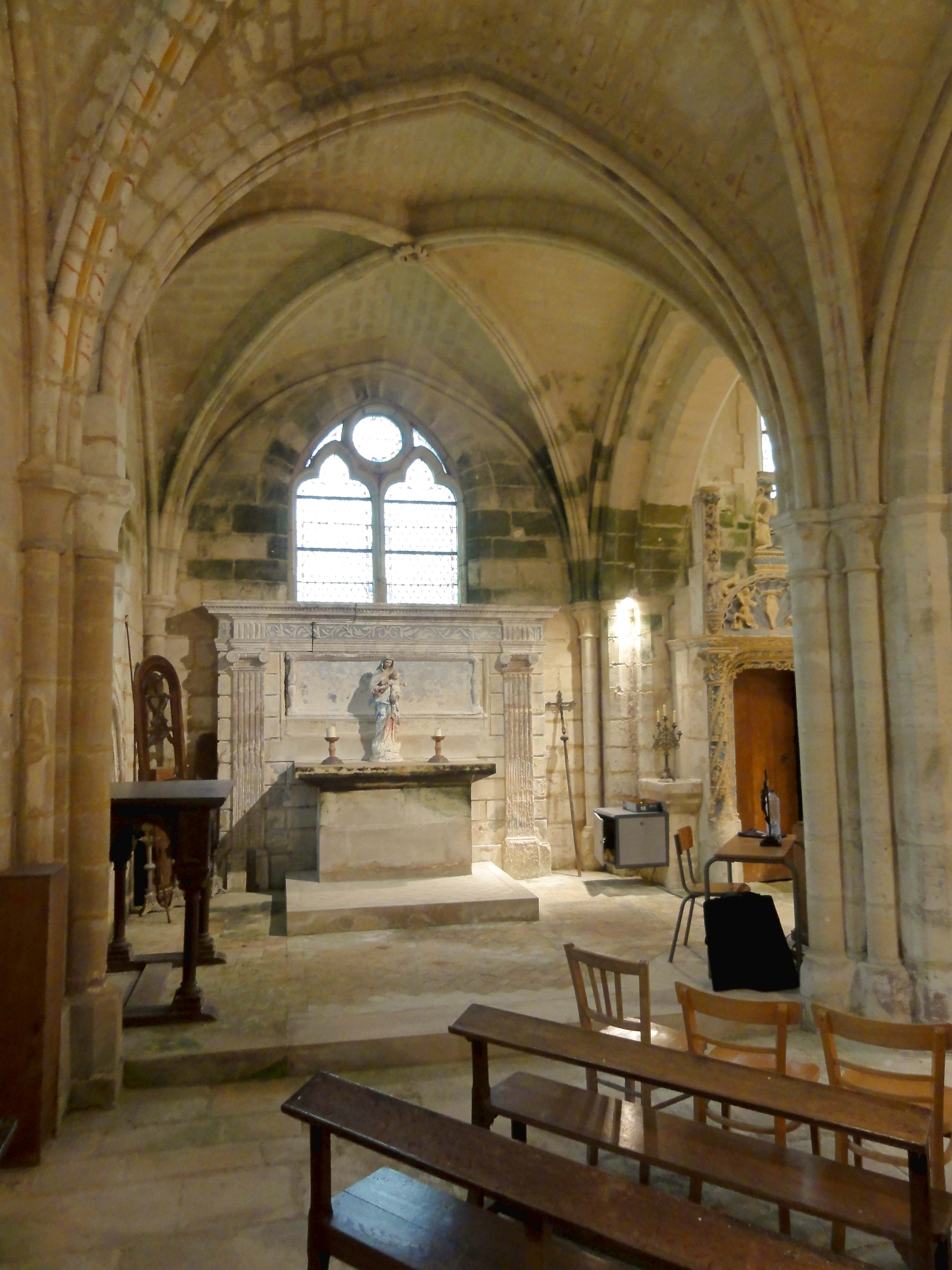
Collatéral, vue vers l'est.

Malgré l'existence de deux croisillons, l'église Saint-Quentin ne possède pas de transept unifié, car la petite dimension des arcades sommaires vers la base du clocher gothique cloisonne l'espace. En plus, la croisée du transept est beaucoup plus élevée que les croisillons et montre un caractère tout à fait différent de deux ci, ce qui est par ailleurs fréquemment le cas dans les églises à clocher central de la région. La reconstruction des bas-côtés les a assimilés aux bas-côtés de la nef ou aux collatéraux du chœur plutôt qu'à la croisée du transept. En l'occurrence, le croisillon nord se présente comme une travée supplémentaire du bas-côté nord, et le croisillon sud a tout au moins les dimensions des travées des bas-côtés. Depuis le bas-côté de la nef, le croisillon s'ouvre donc par un doubleau analogue aux grandes arcades de la nef, et il communique avec le collatéral du chœur par un doubleau identique. Ses fûts au plan d'un demi-octogone retombent toutefois assez rapidement sur des piliers carrés aux angles taillés en biseau, qui ne sont pas autres que les restes du mur oriental du croisillon avant l'adjonction de la chapelle. La clé de voûte est orné d'un disque sculpté d'une rosace très simple. Ce qu'il y a d'intéressant dans le croisillon sont les quatre culs-de-lampe de la voûte dans les angles. Ils sont sculptés de têtes humaines, dont la plupart tirent des grimaces.
La chapelle de deux travées ou le collatéral au nord du chœur ne présente pas de différences stylistiques notables avec celui-ci. Le doubleau intermédiaire est du même profil. Les ogives accusent une fine arête entre deux tores, ce qui est l'un des profils les plus courants pour cet usage à la première période gothique. Les clés de voûte sont de petites rosaces, dont la deuxième est « tournante » (suggérant un mouvement de rotation), comme quelques exemplaires dans les bas-côtés de Trumilly ; le croisillon nord d'Ableiges, le croisillon sud de Montgeroult ; la chapelle de la Vierge de Condécourt, les chapelles nord de Brenouille et Glaignes ; les chœurs de Borest, Courcelles-sur-Viosne et Sarcelles ; etc. Ce parti n'apparaît pas avant les années 1210 / 1220. Comme souvent dans les bas-côtés, les colonnettes à chapiteaux sont moins nombreuses que dans le vaisseau central. Ainsi, les ogives et formerets se partagent une même colonnette, et l'on trouve donc une colonnette unique dans les quatre angles, et des faisceaux de trois colonnettes au milieu des élévations latérales, mais sans culs-de-lampe supplémentaires pour les ogives. Les tailloirs des chapiteaux sont carrés, aux angles abattus. Leur profil très sommaire se résume à une plate-bande et un chanfrein. Les crochets des chapiteaux sont tous identiques. Au nord, la plupart des chapiteaux a perdu sa sculpture. Louis Régnier écrit que la sculpture n'aurait pas été exécuté, mais cette erreur d'appréciation vient sans doute des couches de badigeons qui devaient encore recouvrir les chapiteaux avant la restauration. Quant aux fenêtres, l'on trouve les dernières lancettes simples de l'église du côté nord, et une fenêtre à remplage gothique rayonnant du début du XIVe siècle au chevet. Reste à signaler une piscine liturgique dans le soubassement de la deuxième fenêtre du nord. Sa niche est agrémentée d'une double archivolte torique. Sans que l'on en décèle la moindre trace, un caveau est ménagé sous la chapelle, perpendiculairement à l'axe de l'édifice. Il mesure deux mètres de largeur pour trois mètres de longueur, et est voûté en berceau.

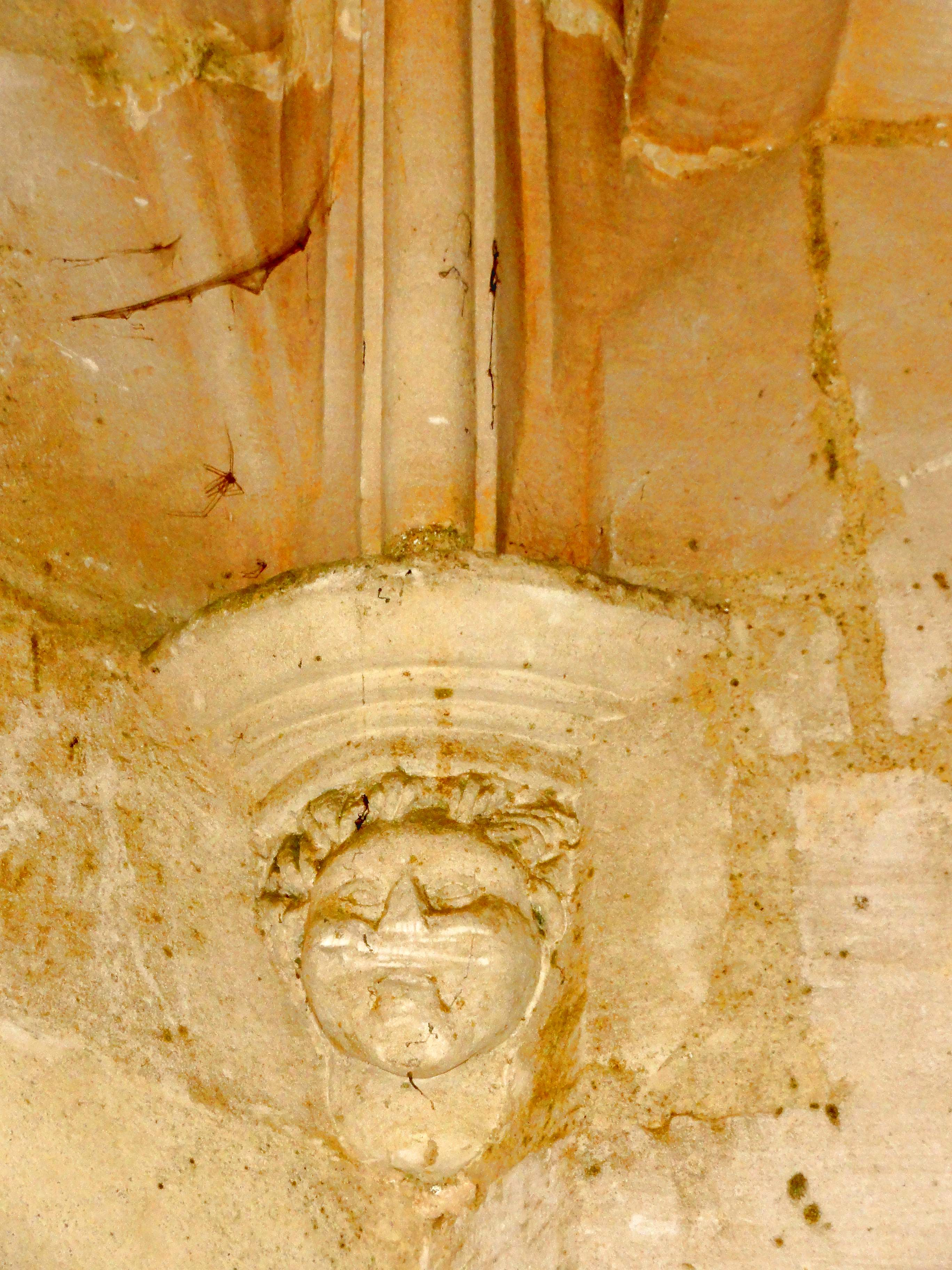
Croisillon nord, cul-de-lampe.
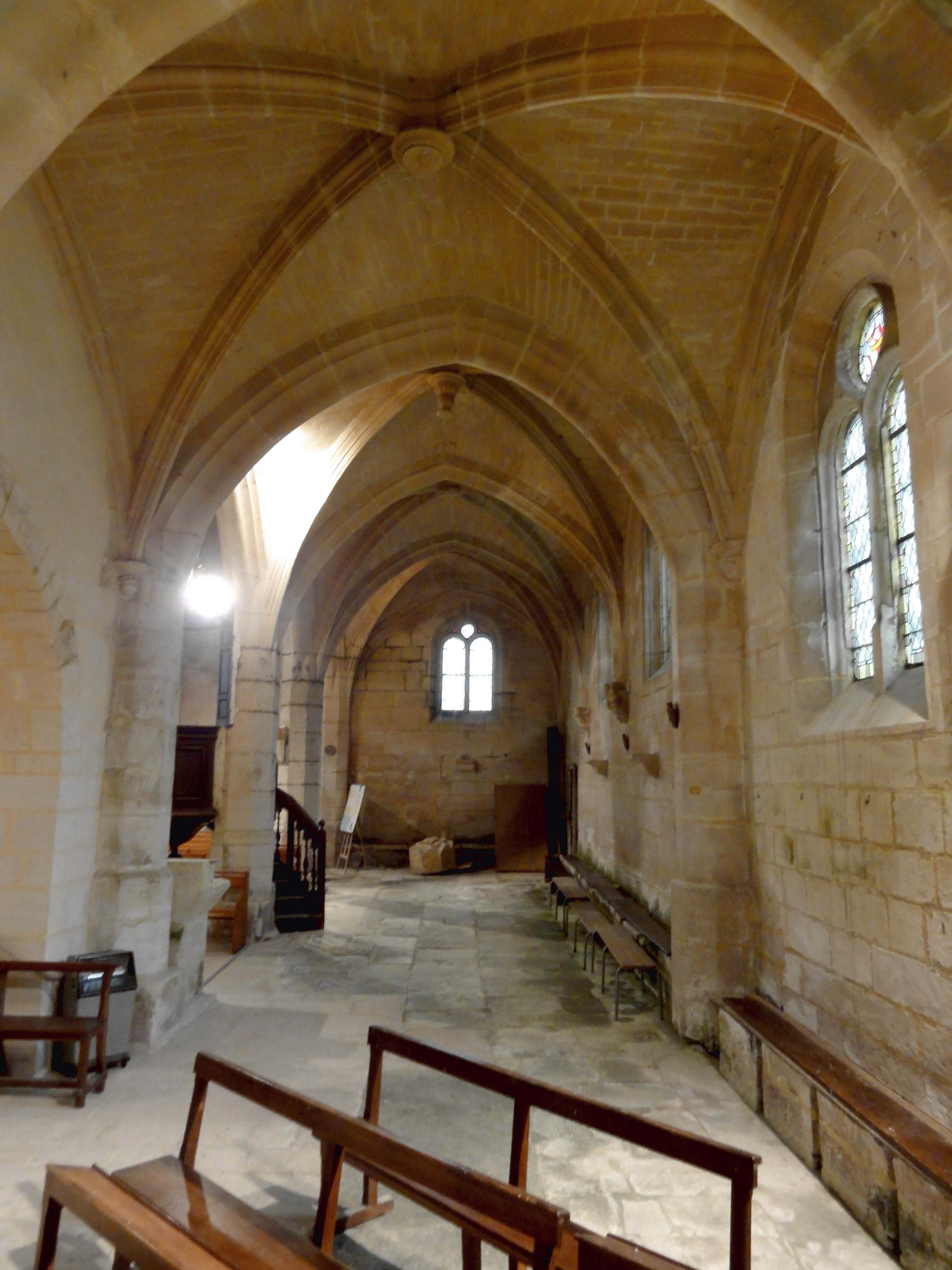
Croisillon nord, vue vers l'ouest.
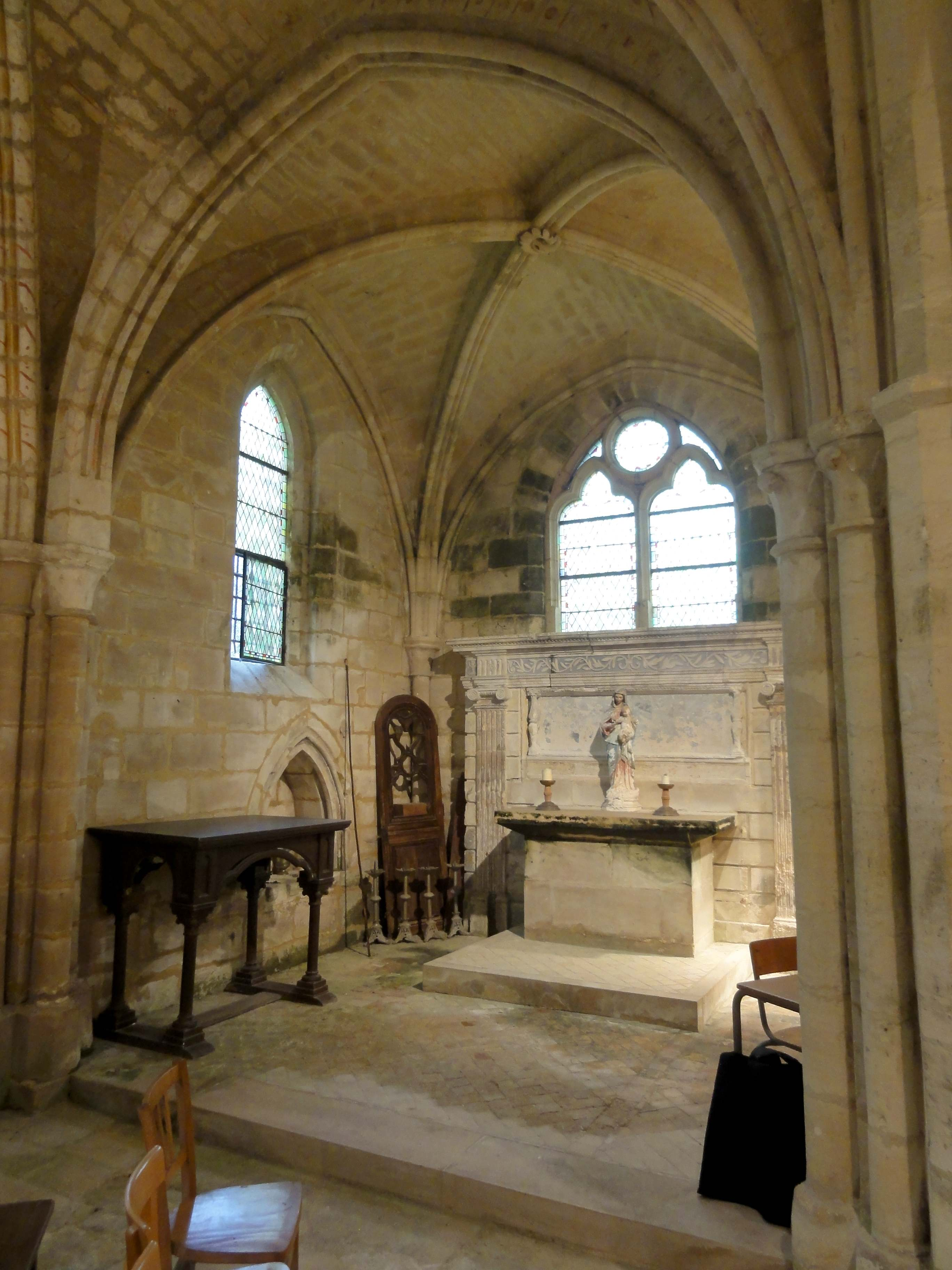
Collatéral nord, vue vers le nord-est.
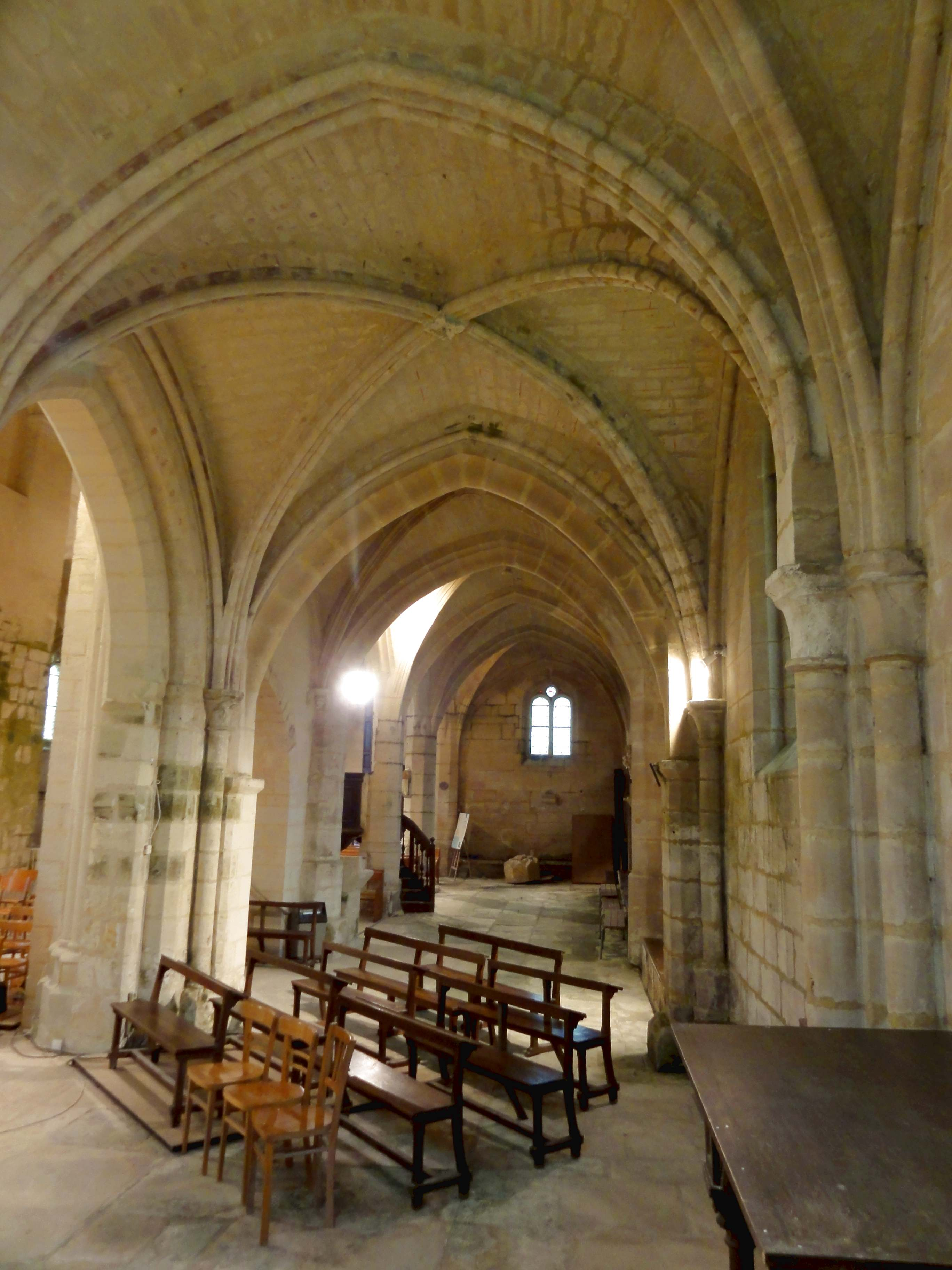
Collatéral nord, vue vers l'ouest.
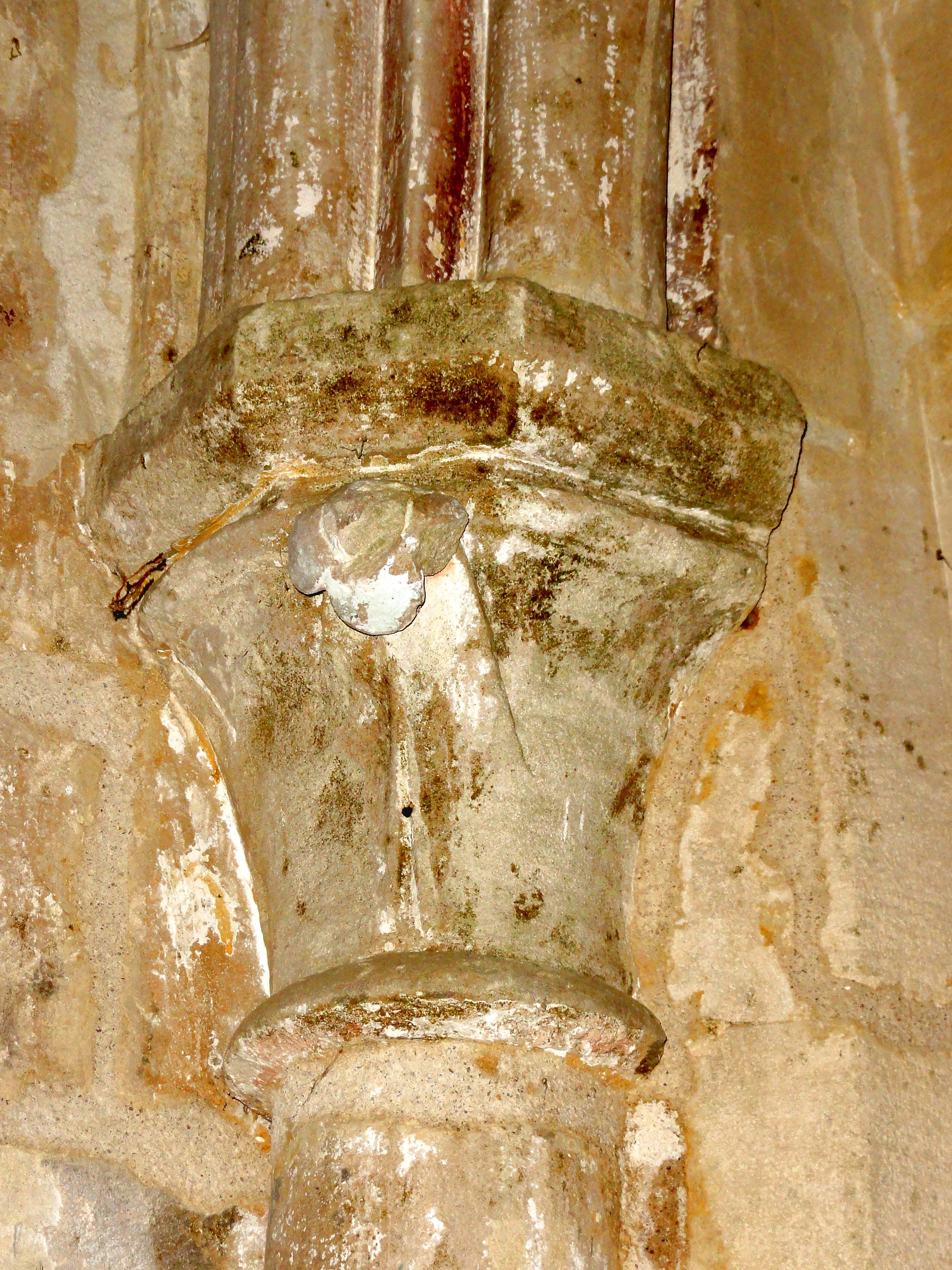
Collatéral nord, chapiteau dans l'angle sud-est.
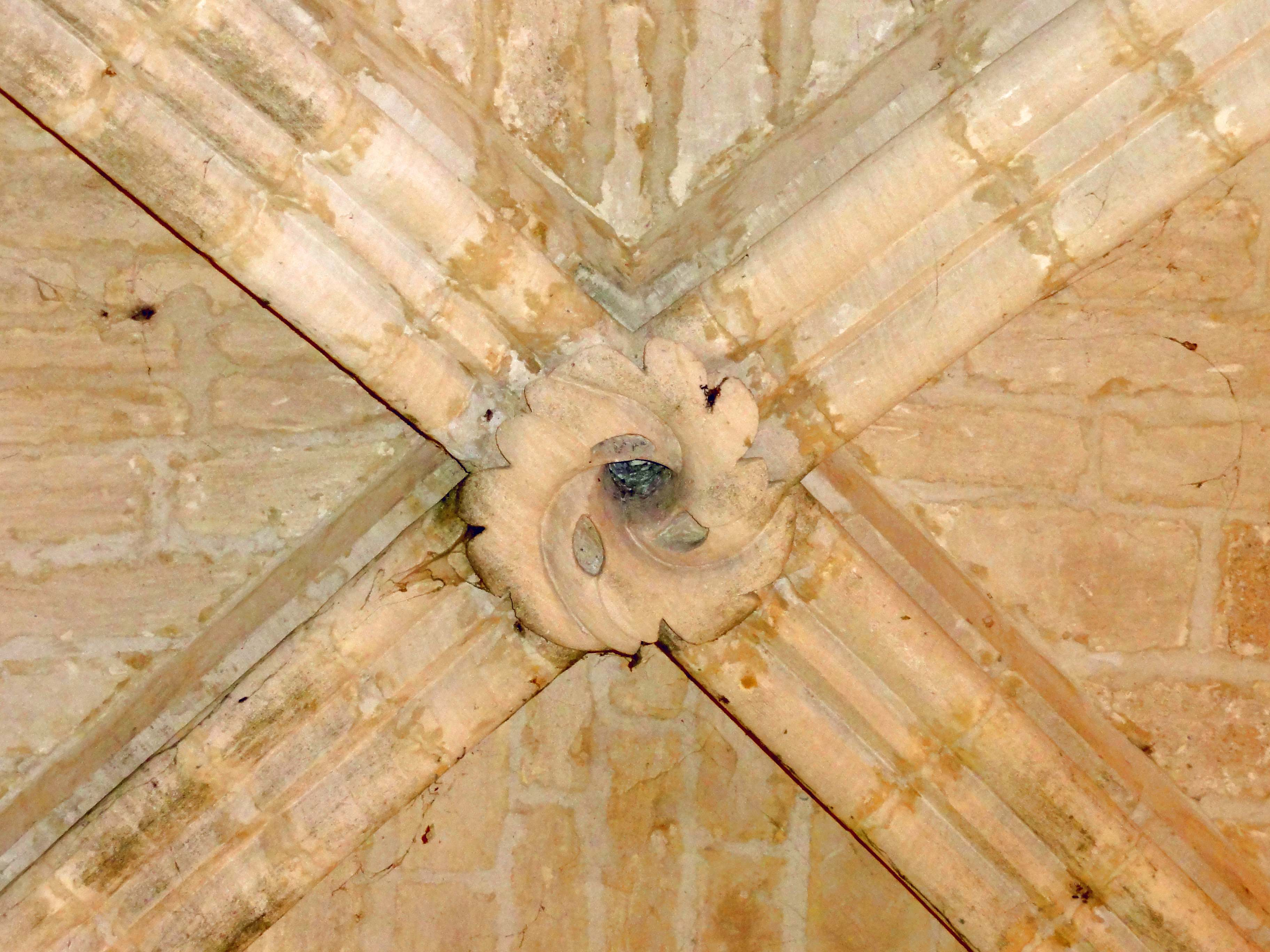
Collatéral nord, clé de voûte de la 2e travée.

#### Croisillon et chapelle latérale sud

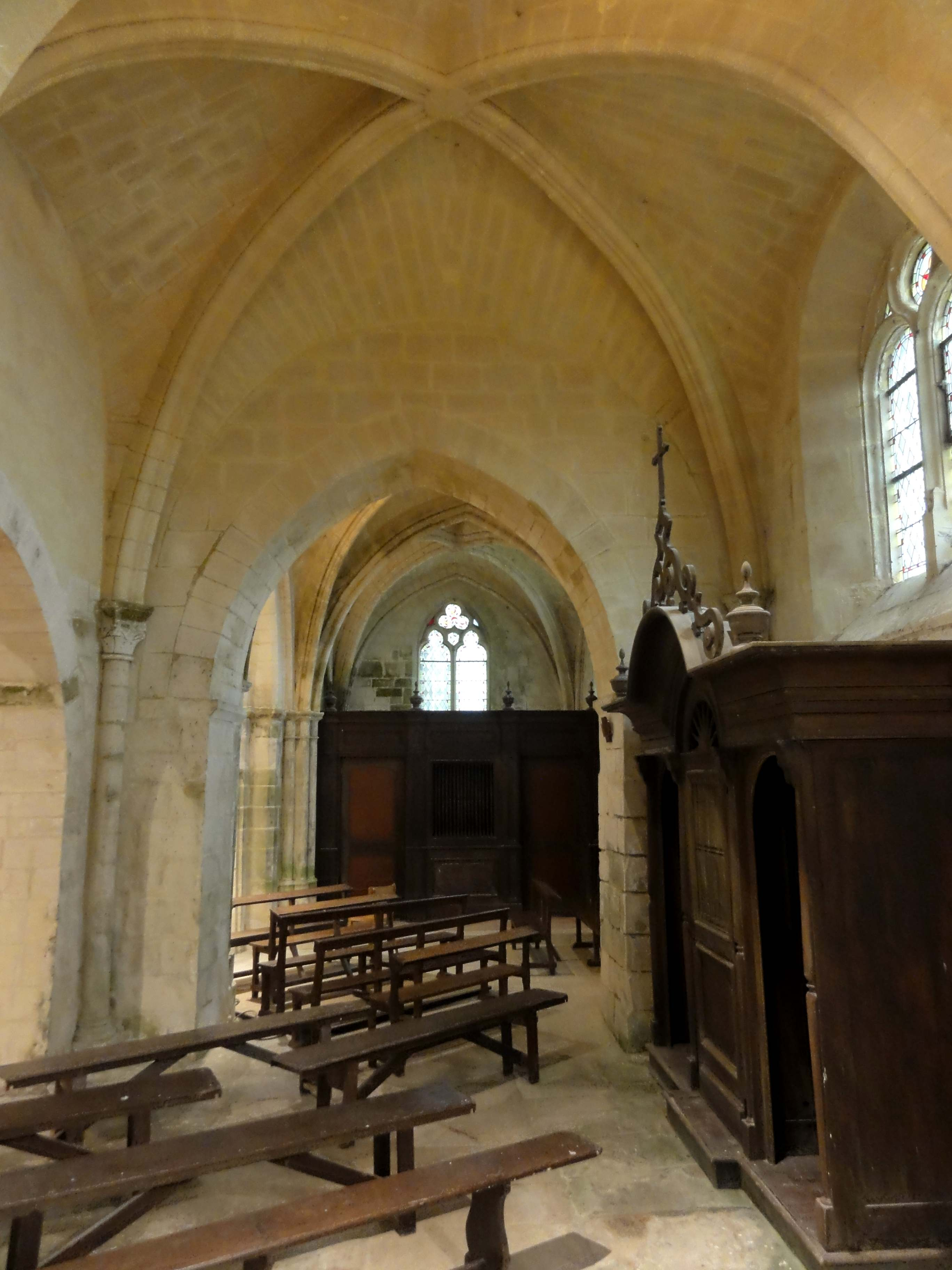
Croisillon, vue vers l'est.

Le croisillon sud diffère stylistiquement des travées adjacentes, au moins en ce qui concerne la voûte. En effet, la fenêtre a été refaite vers le milieu du XVIe siècle, à l'instar de celle du croisillon nord et des baies latérales du collatéral sud, et les trois arcades vers le bas-côté de la nef, la base du clocher et le collatéral sont dénuées de caractère. La première est en plein cintre ; la dernière retombe sur des impostes profilés d'une plate-bande et d'un chanfrein. Elle daterait, selon Louis Régnier, d'origine, soit de la période du chœur, mais l'auteur ne précise pas pourquoi il y aurait eu une arcade à cette époque, puisque le chœur était primitivement dépourvu de chapelles latérales. L'époque concrète du croisillon sud reste à déterminer. Le profil des ogives, qui est d'une fine arête entre deux tores, apparaît aussi dans le collatéral nord, et est en usage dès la fin de la période romane. Il ne fournit donc pas un indice utile. La clé de voûte a perdu sa sculpture. L'absence de formerets, et surtout le léger bombement de la voûte, sont des signes de son ancienneté. C'est également le cas des hauts tailloirs, et des motifs des chapiteaux. Ce ne sont pas des feuilles rudimentaires, comme le dit Louis Régnier, mais tout au contraire des palmettes, des feuilles d'eau et des volutes d'un dessin recherché, quoiqu'à faible relief. Ici encore, le badigeonnage ancien a dû altérer les observations de l'auteur. En conclusion, il convient d'assigner au croisillon sud une époque proche de celle de la base du clocher, et antérieure à celle de l'étage de beffroi, ou règnent déjà les chapiteaux de crochets nettement gothiques, soit le milieu ou le troisième quart du XIIe siècle,.
La chapelle du Sacré-Cœur n'abrite aujourd'hui plus d'autel ou de statue. Elle est d'un style rayonnant assez rustique. Il se manifeste surtout par le réseau de la baie orientale, qui est du type qui a fourni le modèle pour les baies au chevet du chœur et de la chapelle de la Vierge, et par l'affinement tout relatif et la multiplication des fûts de colonnette qui en résulte en principe. En l'occurrence, le maître d'œuvre n'a peut-être pas assimilé les préceptes stylistiques de son époque, car les fûts ne sont pas plus minces que dans le collatéral nord, qui appartient encore à la première période gothique. Pourtant, il y a maintenant un fût pour chaque élément à supporter, comme à la période romane et au début de l'architecture gothique. L'on trouve donc des faisceaux de trois colonnettes dans les angles, et des faisceaux de cinq colonnettes à l'intersection des deux travées. L'aplatissement des tailloirs, dont le profil se résume une fois de plus à une plate-bande et un chanfrein, reflète la tendance à la période rayonnante. Les tailloirs correspondant au doubleau sont « à bec » (en pointe). On ne peut pas se prononcer sur la sculpture des chapiteaux à l'ouest et au milieu des élévations latérales : elle a été effacée, mais non sans laisser de traces. Dans les angles près du chevet, l'on voit des crochets assez grossiers dépassant le tailloir, et des petites feuilles découpées. Également caractéristiques de la période rayonnante sont les clés de voûte, qui représentent des rosaces formées par de maigres feuillages. Le profil des ogives et du doubleau intermédiaire est d'un tore aminci en amande entre deux baguettes.

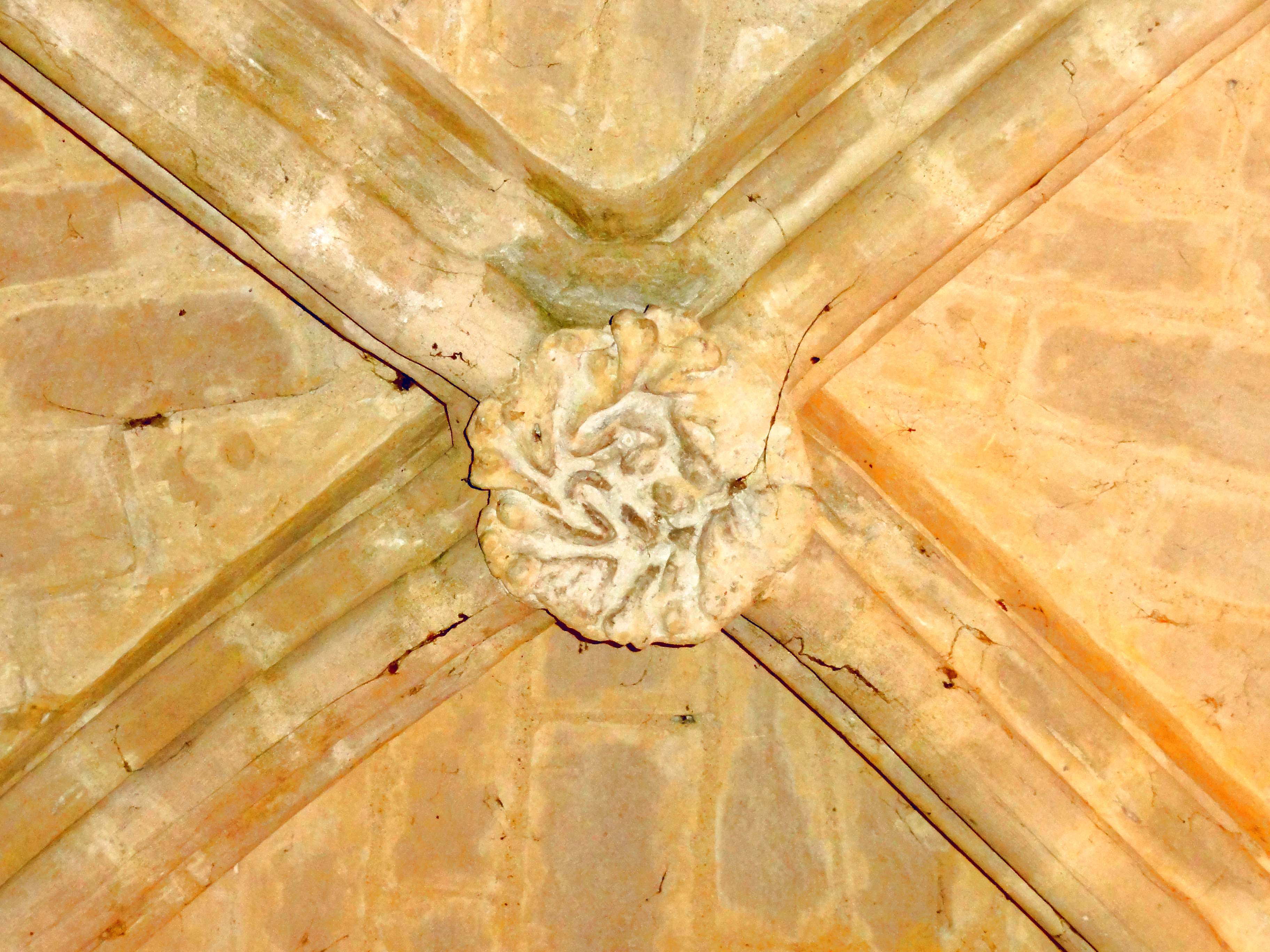
Collatéral sud, 1re travée, clé de voûte.
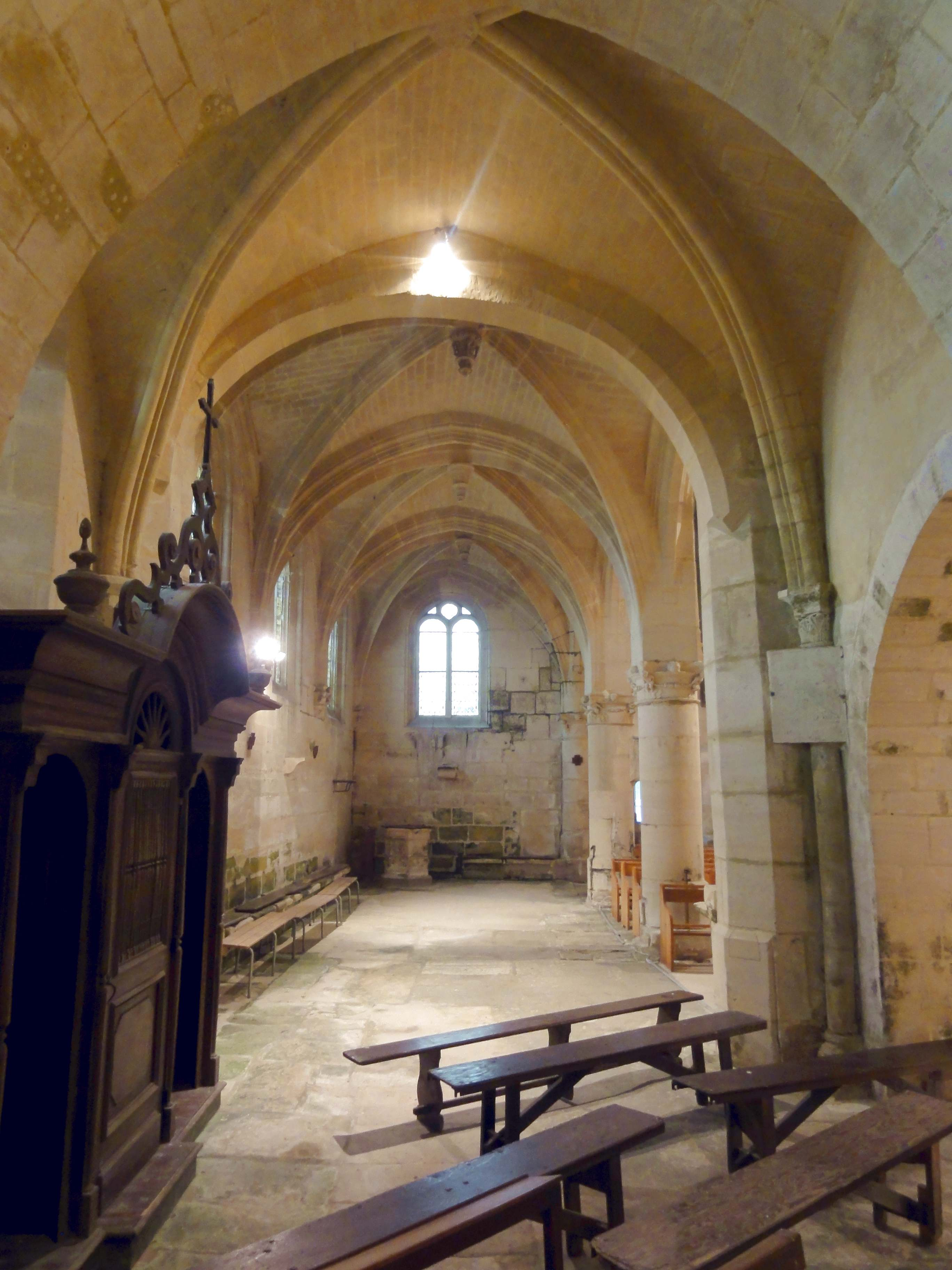
Croisillon sud, vue vers l'ouest.
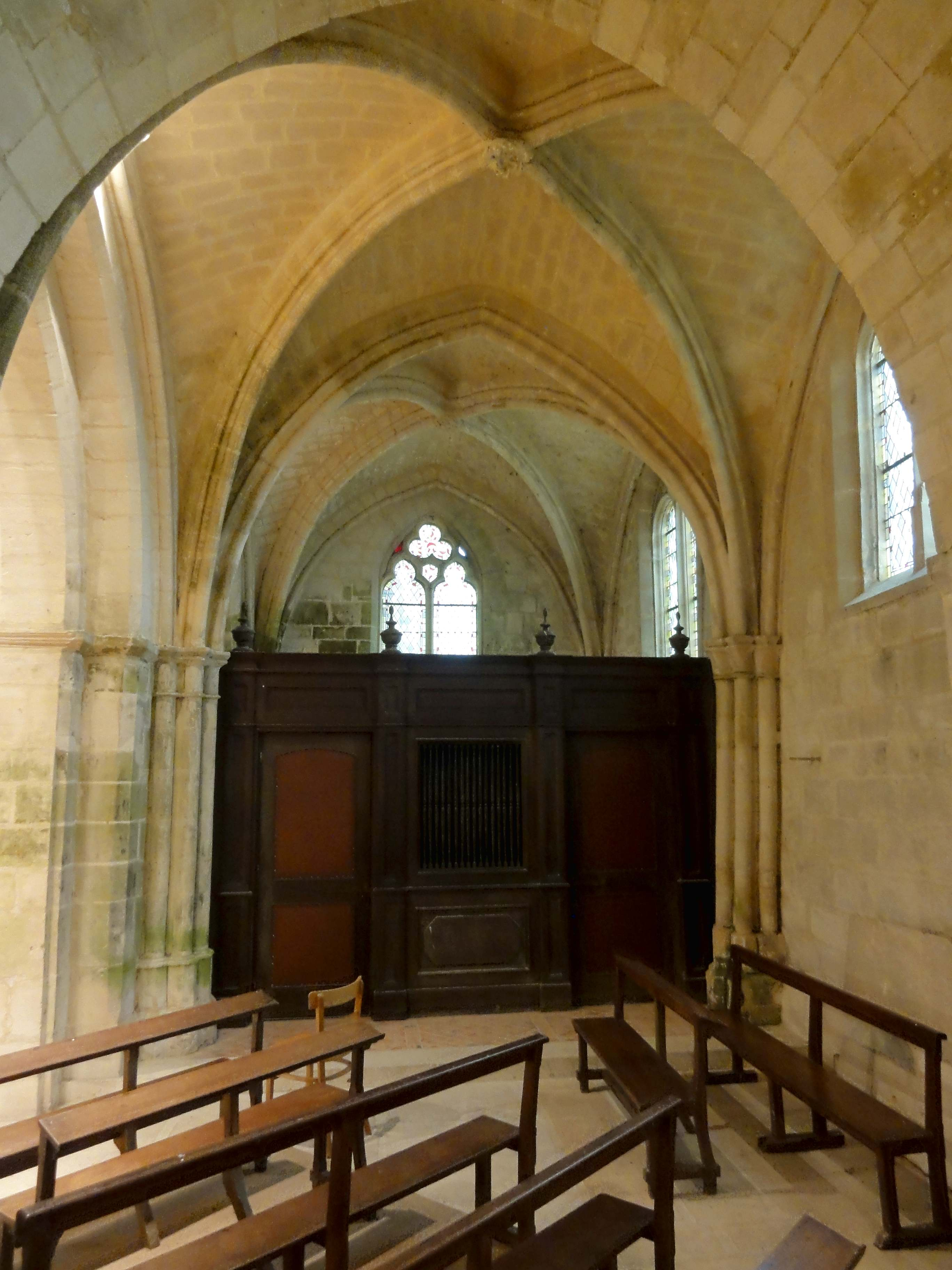
Collatéral sud, vue vers l'est.
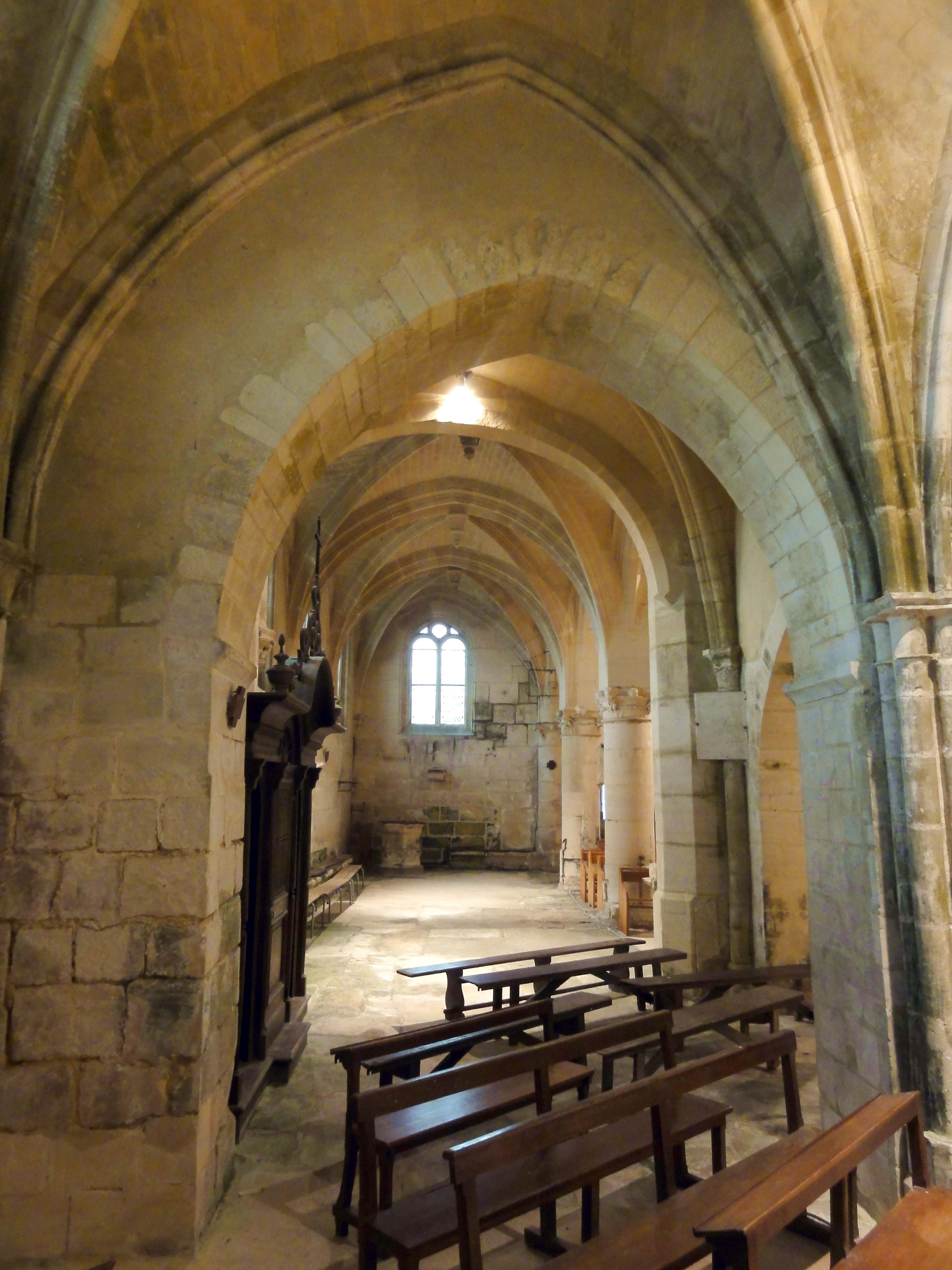
Collatéral sud, vue vers l'ouest dans le croisillon.
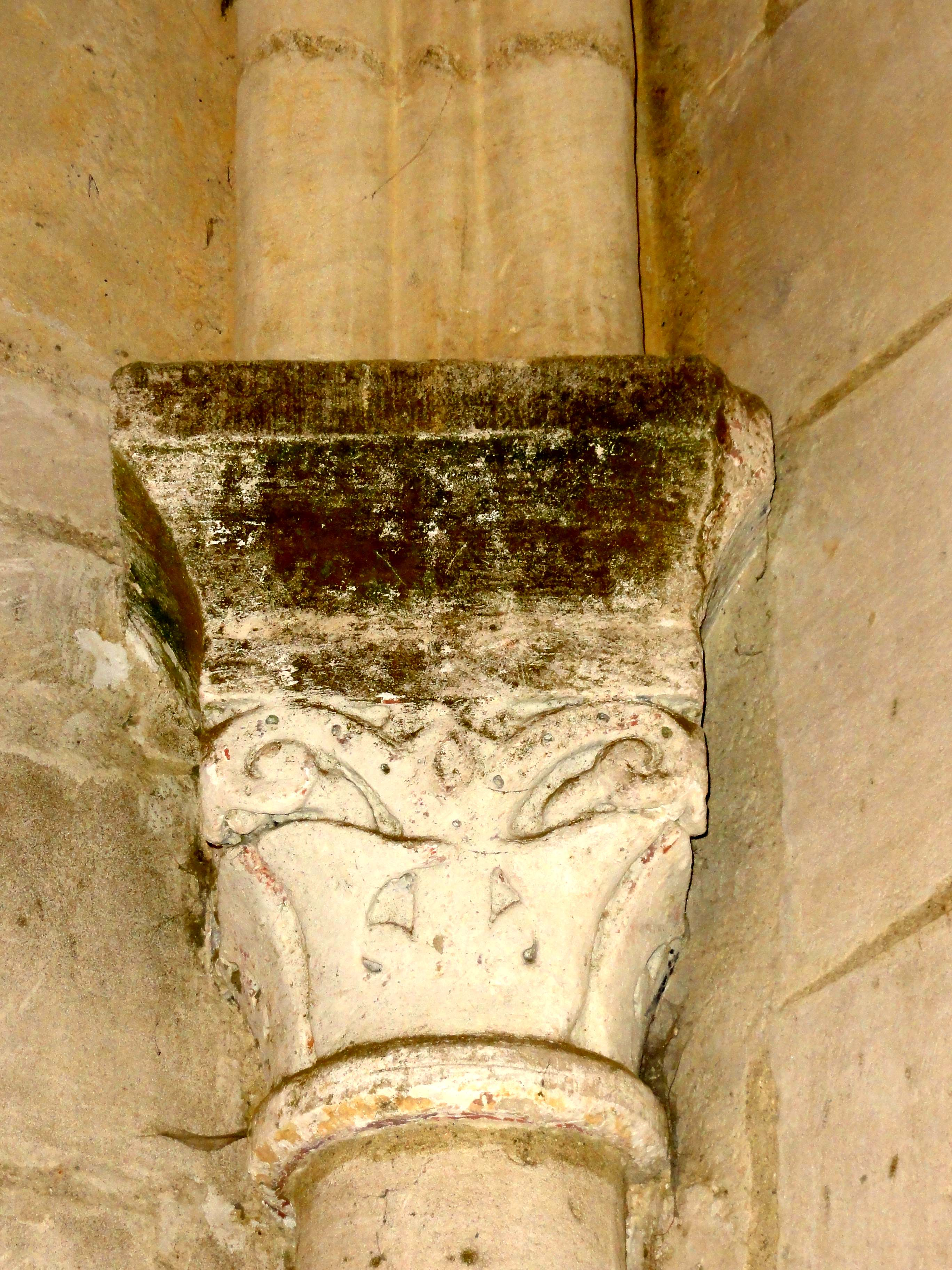
Croisillon sud, chapiteau dans l'angle nord-est.
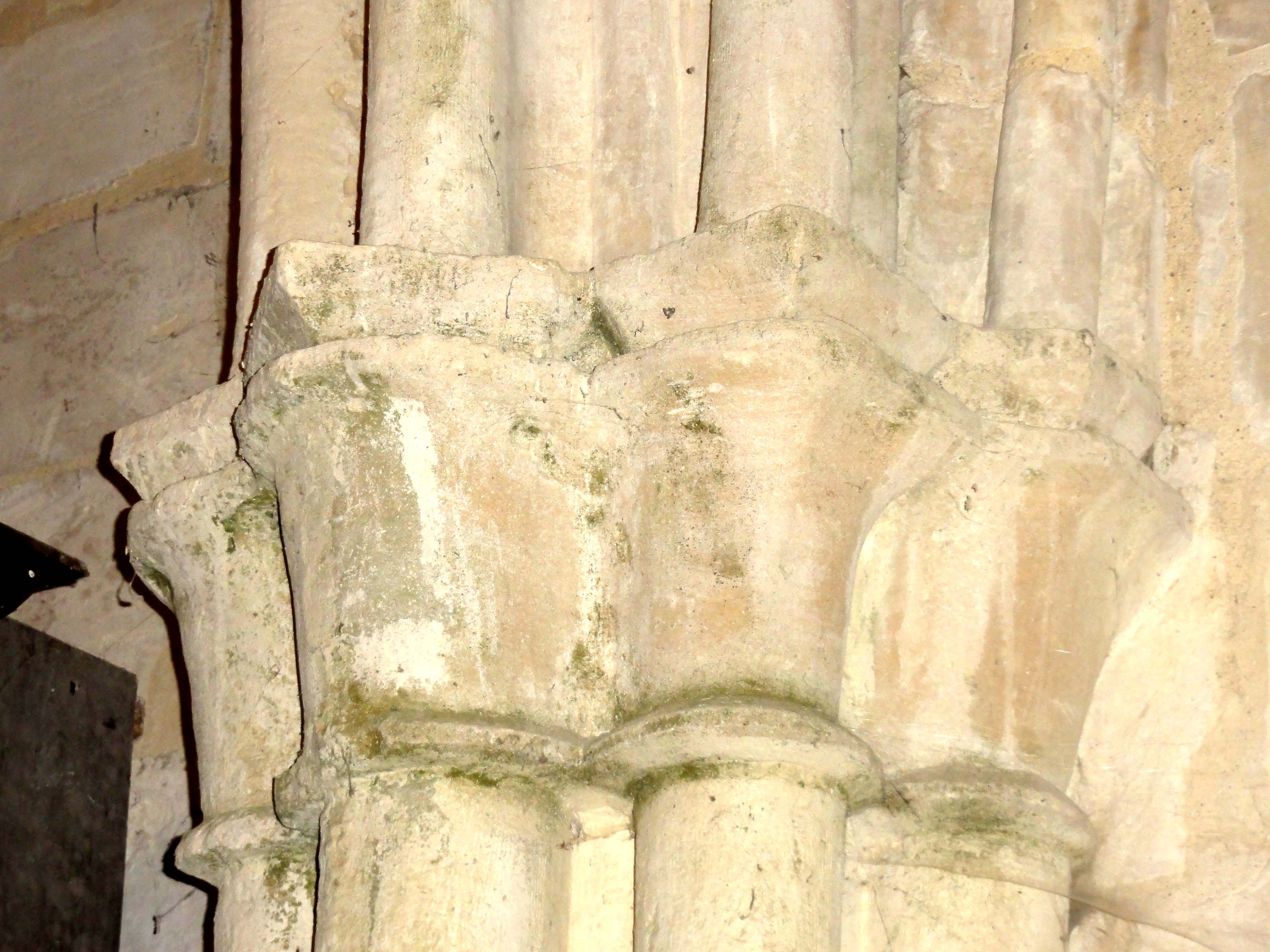
Collatéral sud, chapiteaux au milieu du mur sud.

### Extérieur

#### Clocher-porche

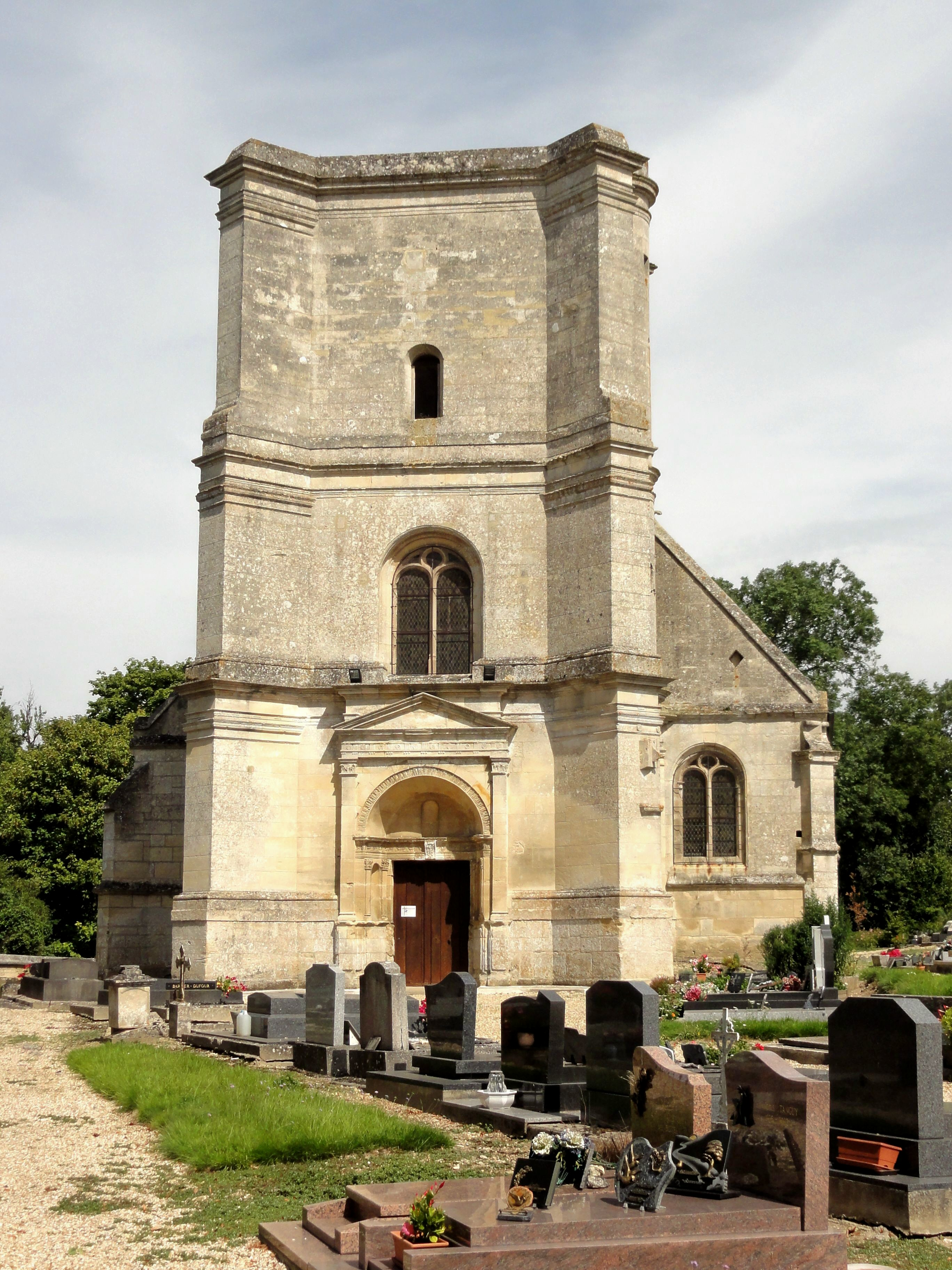
Clocher-porche, côté ouest.

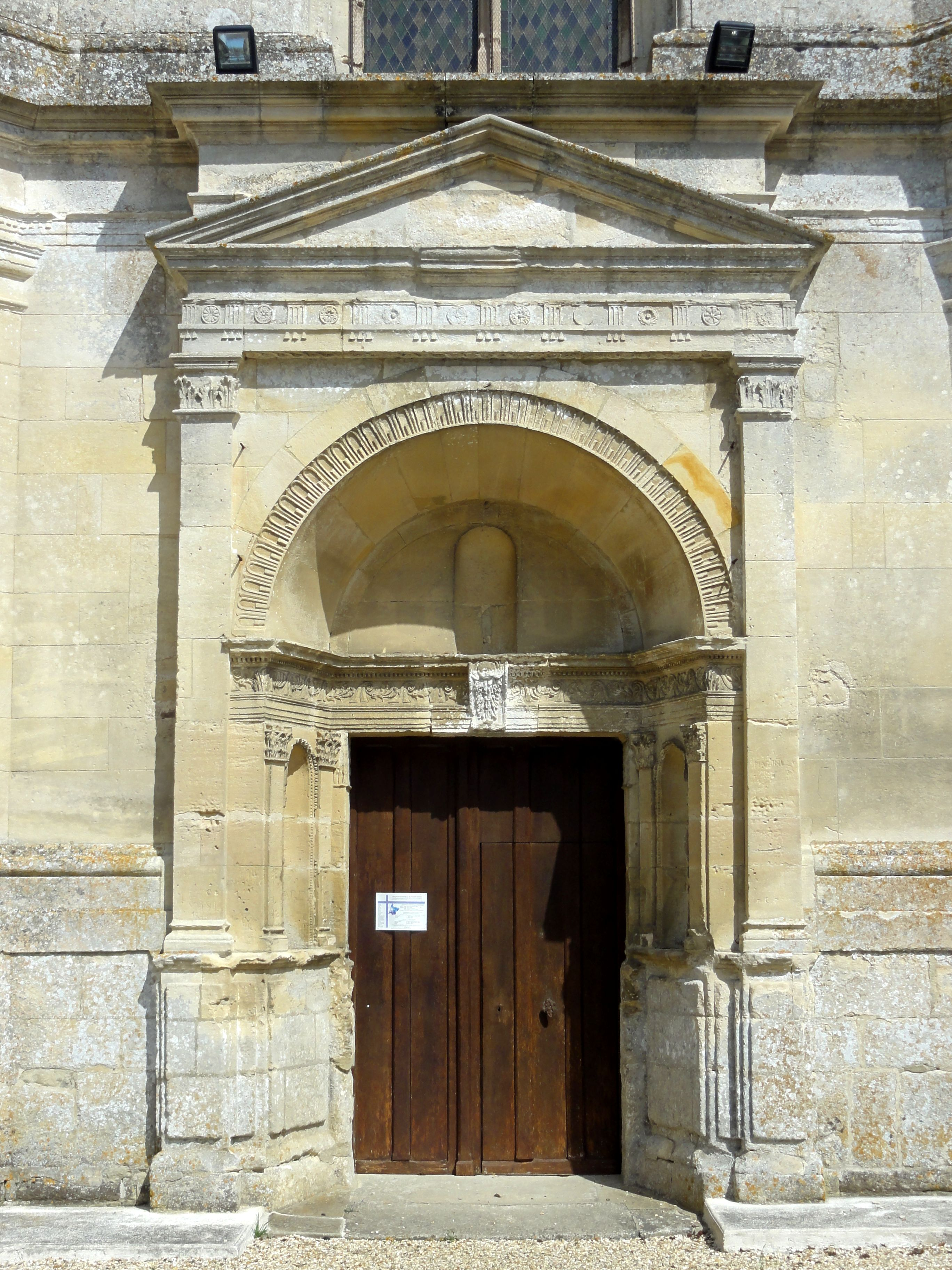
Portail occidental.

Les pierres calcaires ayant servi à la construction de l'église ont été extraites de carrières locales. Elles sont d'une excellente qualité, dures et d'un grain très fin. Sur le clocher-porche de la Renaissance, les pierres de taille sont d'une grosseur importante, et l'on note le caractère parfait de l'appareil, avec des joints très minces. Le clocher n'était pas prévu dans le projet de reconstruction de la nef des années 1540, car son mur oriental se colle devant un pignon sommé d'un crucifix. La sobre tour est flanquée de quatre contreforts obliques, conformément à un parti fréquent depuis le second quart du XVIe siècle, qui est plus couramment appliqué aux bas-côtés qu'aux clochers. Ces contreforts sont fortement saillants, et représentent en effet environ un tiers de la largeur des murs de la tour proprement dite. Au sud, le contrefort sud-ouest s'accompagne d'une tourelle d'escalier cylindrique, qui monte jusqu'à la plate-forme sommitale. Le clocher est subdivisé horizontalement en trois niveaux, soit le rez-de-chaussée avec le portail occidental et deux étages intermédiaires. L'étage de beffroi et le couronnement n'ont pas été construits. À Chaumont-en-Vexin, église qui possède un clocher de la même époque, le couronnement manque également. Chaque étage se termine par un entablement composé seulement de multiples strates de modénature, sans la moindre frise sculptée, et sans denticules. L'architrave n'est présente que sur les contreforts, et manque sur les murs de la tour. La scansion horizontale est complétée par un bandeau lisse, un tore et un listel après les premières assises ainsi qu'au début du premier étage intermédiaire, et par un bandeau lisse en bas du dernier étage. À ce niveau, les contreforts présentent une retraite. Le clocher est pauvre en fenêtres, ce qui rajoute à son aspect très massif. Hormis quelques ouvertures de différentes types dans la tourelle d'escalier, dont un œil-de-bœuf soigneusement décoré, il n'y a qu'une fenêtre au-dessus du portail, munie d'un remplage Renaissance standard de deux formes en plein cintre surmontées d'un oculus, et une petite baie en plein cintre par face au niveau de l'étage supérieur,.
Seul le portail a bénéficié d'un effort décoratif accru. Pour les blocs sculptés ou moulurés, l'on s'est servi d'une pierre plus tendre, qui a moins bien résisté aux intempéries. La porte rectangulaire à double vantail est enfoncée dans une niche, dont les montants sont obliques. La niche est cantonnée de deux pilastres lisses aux chapiteaux inspirés de l'ordre corinthien. Les pilastres supportent un entablement dorique, dont la frise est sculptée de triglyphes alternant avec des rosaces ou patères à ombilic, et un fronton triangulaire, derrière lequel se détache l'avant-corps faiblement saillant appliqué à la façade pour donner la profondeur voulue au portail. Le centre du fronton devait jadis arborer un bas-relief, dont ne reste que l'arrachage. La niche s'ouvre par une arcade en plein cintre guilloché, qui a apparemment été refaite lors d'une restauration, de même que le tympan nu au-dessus du portail, agrémenté seulement d'une niche à statue vide. Le linteau prend la forme d'un entablement, qui se poursuit sur les deux montants de la niche, et est sculpté de postes alternant avec des palmettes, et muni d'une corniche à denticules. Une petite niche à statue en plein cintre est ménagée dans chacun des montants. Elle est cantonnée de deux pilastres corinthiens, et son pourtour est sculpté d'un rang d'oves et de dards, et d'un rang de perles. L'on voit que la superposition des ordres n'est pas respectée (dorique, ionique, corinthien). Les niches évoquent celles de Saint-Gervais et Vétheuil (portail sud). Louis Régnier porte un jugement peu flatteur sur l'œuvre de Jean Grappin : « Ce produit d'une période brillante partout ailleurs est ici empreint d'une véritable décadence […]. Bien que la fabrique se soit adressée à un maître d'une habiletée incontestée, il nous paraît que Jean Grappin n'a pas donné dans la circonstance tout ce que l'on était en droit d'attendre de lui. Les moulures sèches et sans vigueur qui traversent les différents étages, le petit avant-corps au fond duquel est pratiquée la baie d'entrée […], la frise formée de postes d'une composition médiocre, tout cela n'offre rien qui sorte de l'ordinaire. Si nous ne nous trompons, nous sommes en face d'une œuvre hâtive, conçue et exécutée avec rapidité, et en outre, visiblement selon la préoccupation d'une économie imposée »,.

#### Clocher en bâtière central

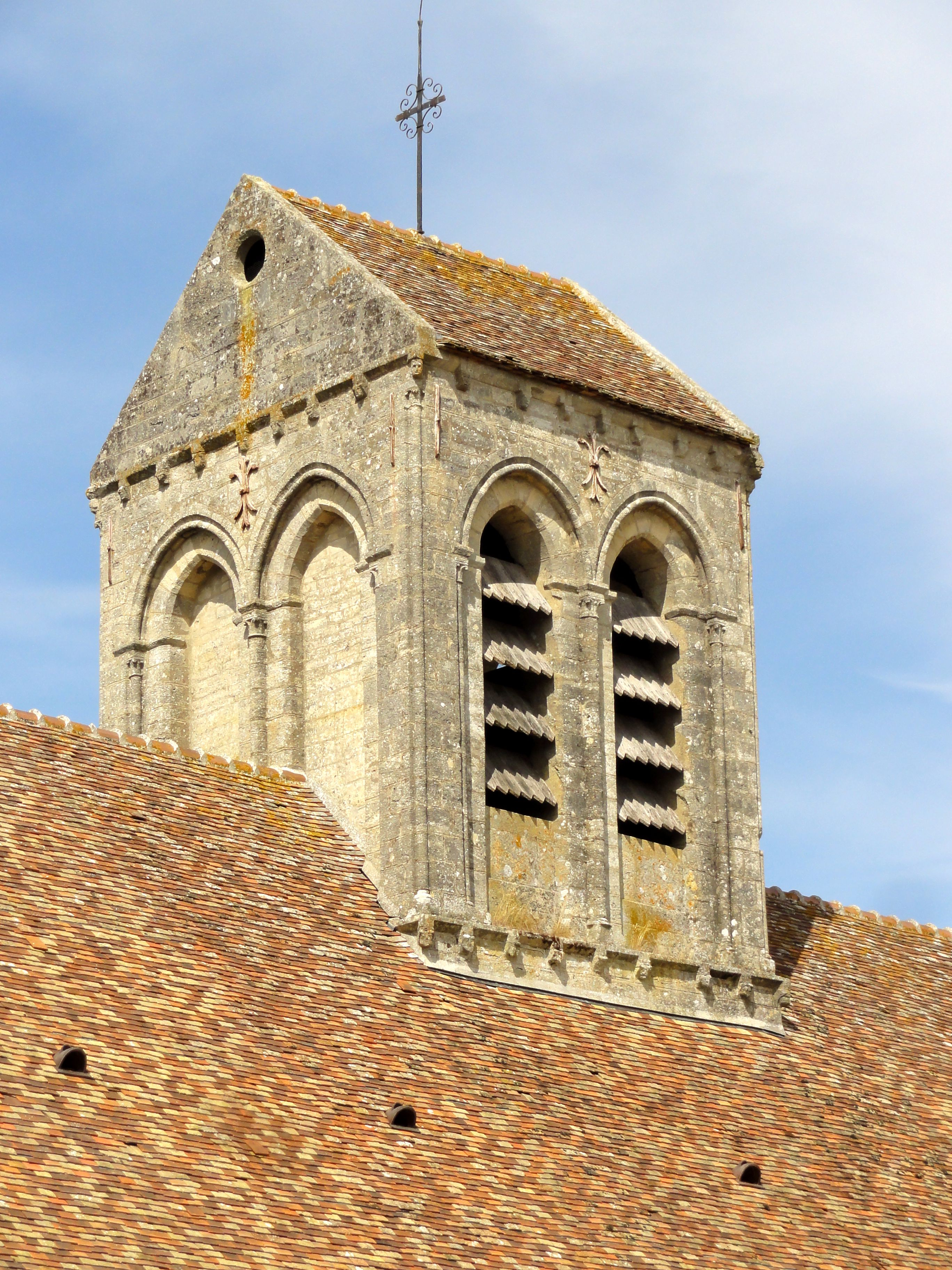
Clocher gothique.

Du clocher gothique des alentours de 1175, seul l'étage de beffroi émerge des combles, mais le clocher possède en réalité un étage intermédiaire entièrement dissimulé par la large toiture du XVIIe siècle. Il est épaulé par deux contreforts plats par angle, dont les sommets sont visibles du côté nord, et chacune de ses faces est percée d'une petite baie en plein cintre. L'arc brisé règne sur l'étage de beffroi. Nucourt possède l'un des premiers clochers du Vexin où l'arc brisé fait son apparition. On peut le considérer comme prototype des clochers d'Auvers-sur-Oise, Cléry-en-Vexin, Delincourt, Fay-les-Étangs, Grisy-les-Plâtres, Oinville-sur-Montcient, Osny, Saint-Ouen-l'Aumône, Vaudancourt et Vétheuil. L'architecture est assez élégante, mais le tracé des arcs des baies n'est pas toujours régulier, et les dimensions restreintes de la tour par rapport à la toiture lui enlèvent son caractère élancé. Le décor est très dépouillé. L'étage prend appui sur une tablette biseautée reposant sur neuf à dix corbeaux par face, qui sont simplement moulurés ou sculptés de têtes grimaçantes. Aux angles, les modillons sont placés obliquement. Chaque angle de l'étage est flanqué d'une grêle colonnette appareillée, qui s'achève par un chapiteau de crochets immédiatement sous le modillon d'angle de la corniche supérieure. Chaque face de l'étage de beffroi est ajourée de deux baies abat-son géminées, qui sont à double archivolte. Le rang de claveaux supérieur est mouluré d'un tore, tandis que le rouleau inférieur a seulement les arêtes chanfreinées. Les deux rangs de claveaux retombent sur une tablette biseautée. Il n'y a pas de supports correspondant au rang de claveaux inférieur, mais le rouleau supérieur retombe sur de fines colonnettes à chapiteaux, qui disposent de tailloirs moulurés, en plus de la tablette déjà signalée. Les chapiteaux sont également sculptés de crochets. Le diamètre des fûts appareillés dépasse à peine celui des colonnettes d'angle. Il n'y a guère à dire des deux pignons du toit en bâtière, qui sont simplement percés d'un oculus circulaire en haut.

#### Élévations latérales et chevet

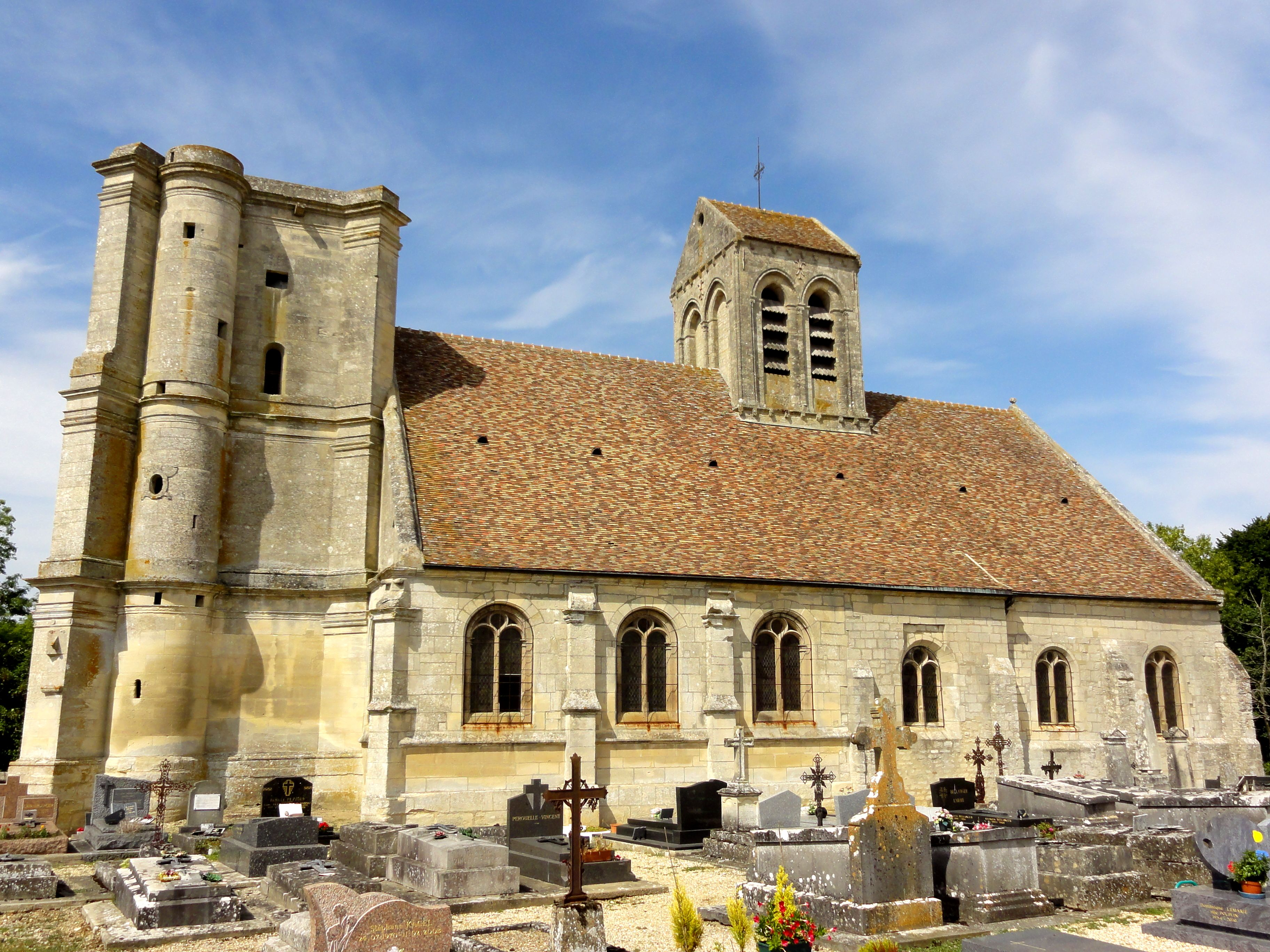
Vue depuis le sud.

Les élévations latérales et le chevet sont bâtis en pierres de moyen appareil assez régulier, sauf les parties basses des croisillons, qui sont bâties en moellons irréguliers noyés dans un mortier. Des traces de reprises assez nettes sont visibles autour des baies latérales refaites à la Renaissance, et autour de la baie du chevet du vaisseau central, mais pas autour de la baie orientale de la chapelle latérale nord, qui est pourtant postérieure à l'époque de construction (vers 1225 / 1230). Tant au nord qu'au sud, les murs se terminent par une discrète corniche constituée de plusieurs fines moulures. Elle doit être contemporaine de la toiture actuelle, que Louis Régnier date du XVIIe siècle. Les angles de la façade sont épaulés par un unique contrefort biais, conformément à l'usage depuis les années 1540, mais seulement les contreforts du bas-côté sud sont amortis par une console renversée. Ils sont également scandés par un larmier à mi-hauteur, qui se situe au-dessus du larmier en doucine qui marque ici la limite des allèges. Le croisillon sud conserve ses deux contreforts plats d'allure romane. Ils n'atteignent que les deux tiers de la hauteur du mur, se retraitent une fois par un fruit, et s'achèvent par un glacis. Assez curieusement, les contreforts des deux chapelles latérales et du chœur appartiennent à un type pas très éloigné de ce modèle. Contrairement à l'usage à partir des années 1220 environ, ils ne présentent pas de larmier au niveau des retraites, et le larmier du glacis sommital est peu prononcé. Il n'y a pas non plus de larmier à la limite des allèges, mais les murs se retraitent ici grâce à un fruit. Il paraît donc que les murs extérieurs des collatéraux sont à peine postérieurs au vaisseau central du chœur, et que le voûtement aurait été exécuté avec un certain retard, notamment au sud (début du XIVe siècle). Au chevet, l'on note surtout la tourelle d'escalier cylindrique et l'ancien pignon du vaisseau central, qui est moins élevé que le large pignon du XVIIe siècle. Le clocher gothique était donc mieux mis en valeur avant la construction de l'actuelle toiture unique.

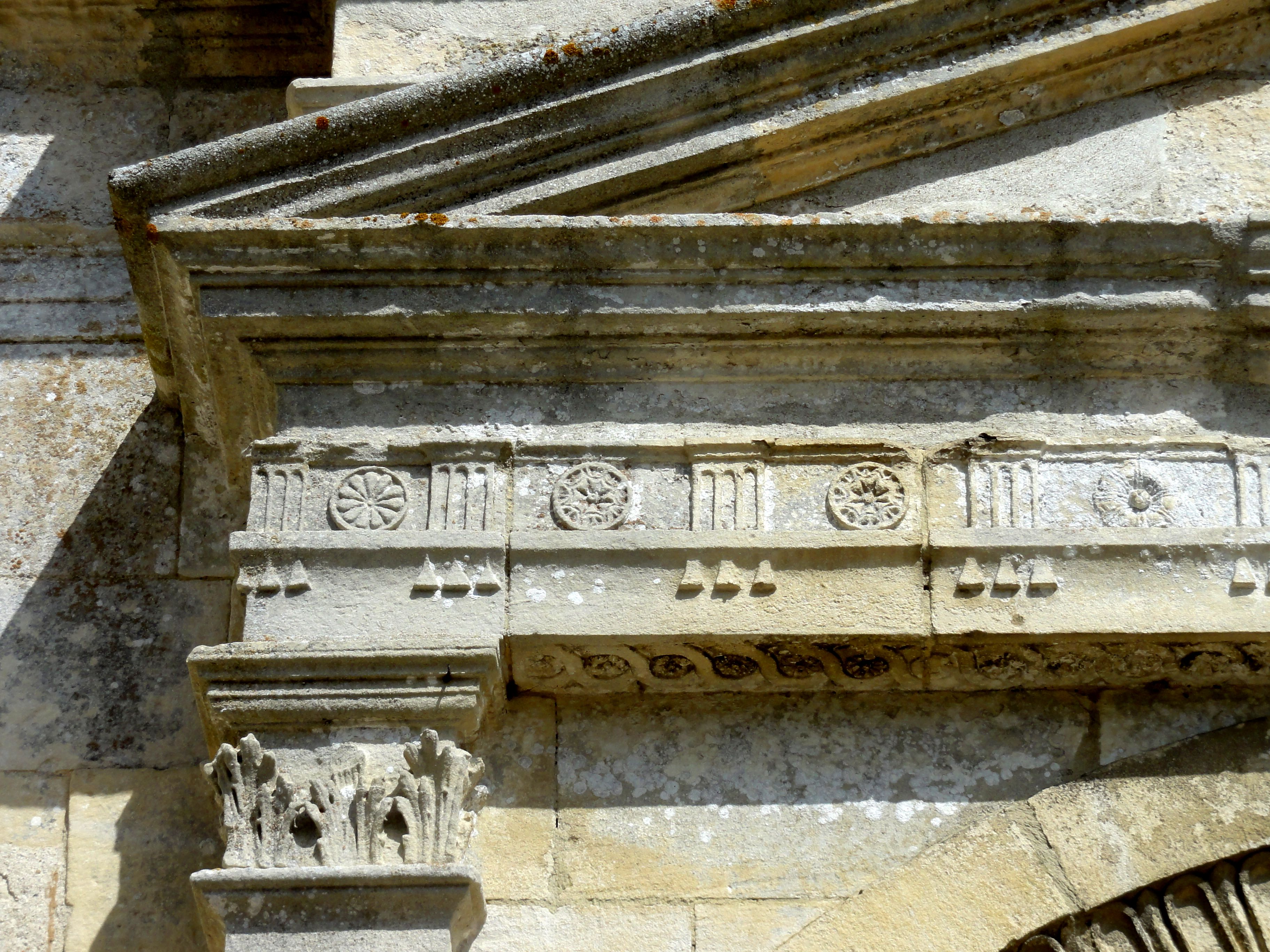
Entablement du portail.
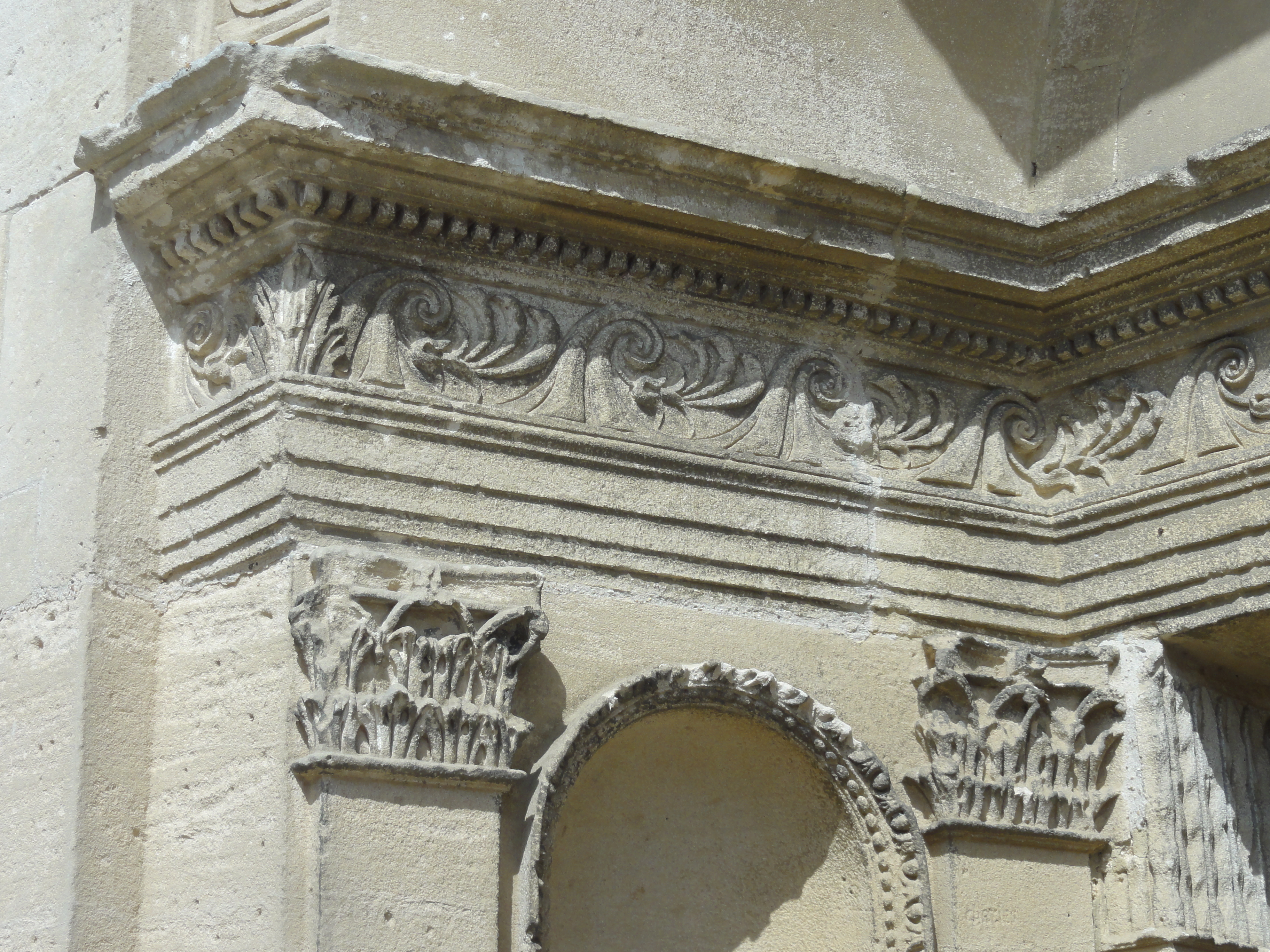
Décoration des niches.
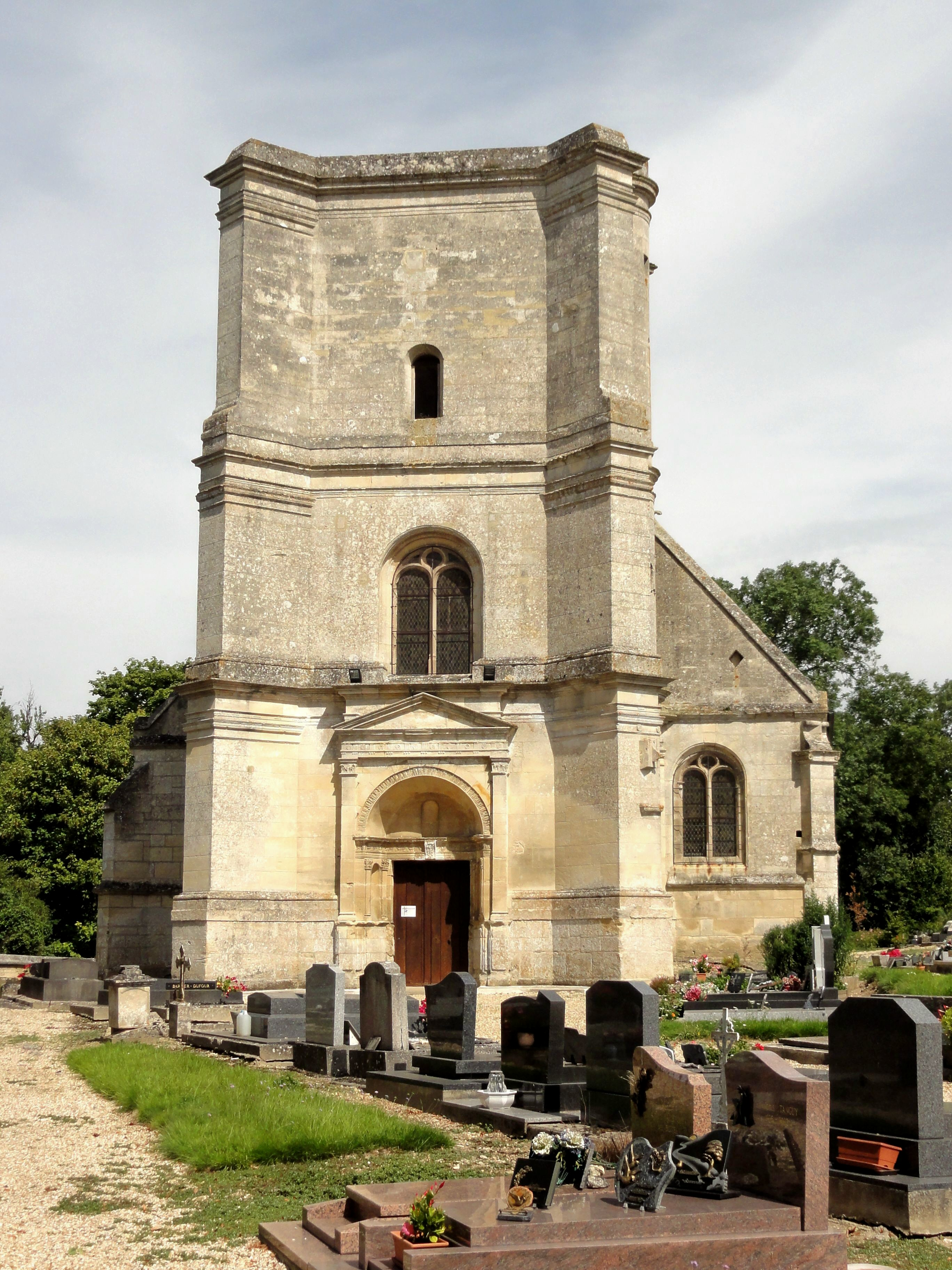
Clocher-porche.
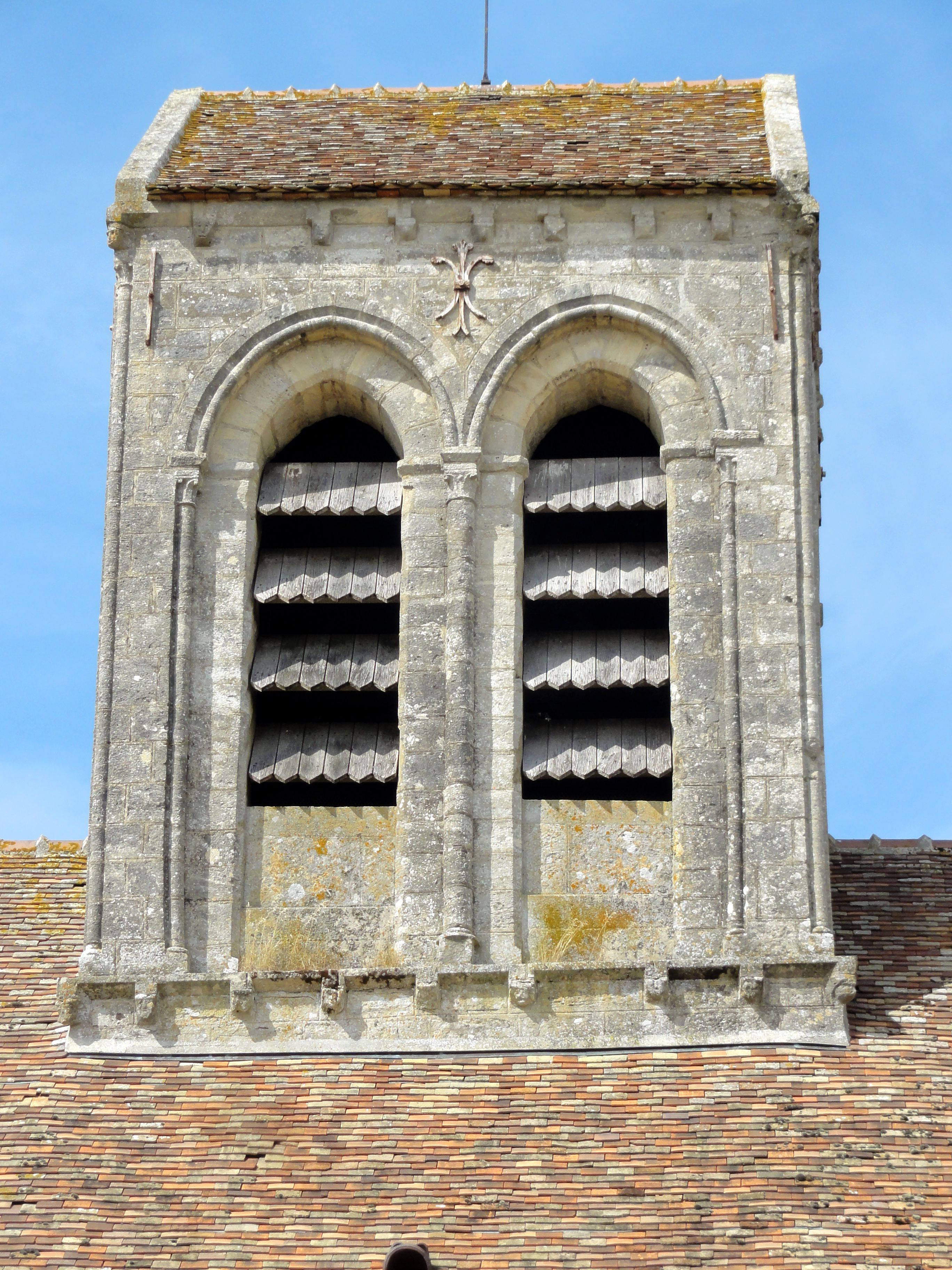
Clocher central.
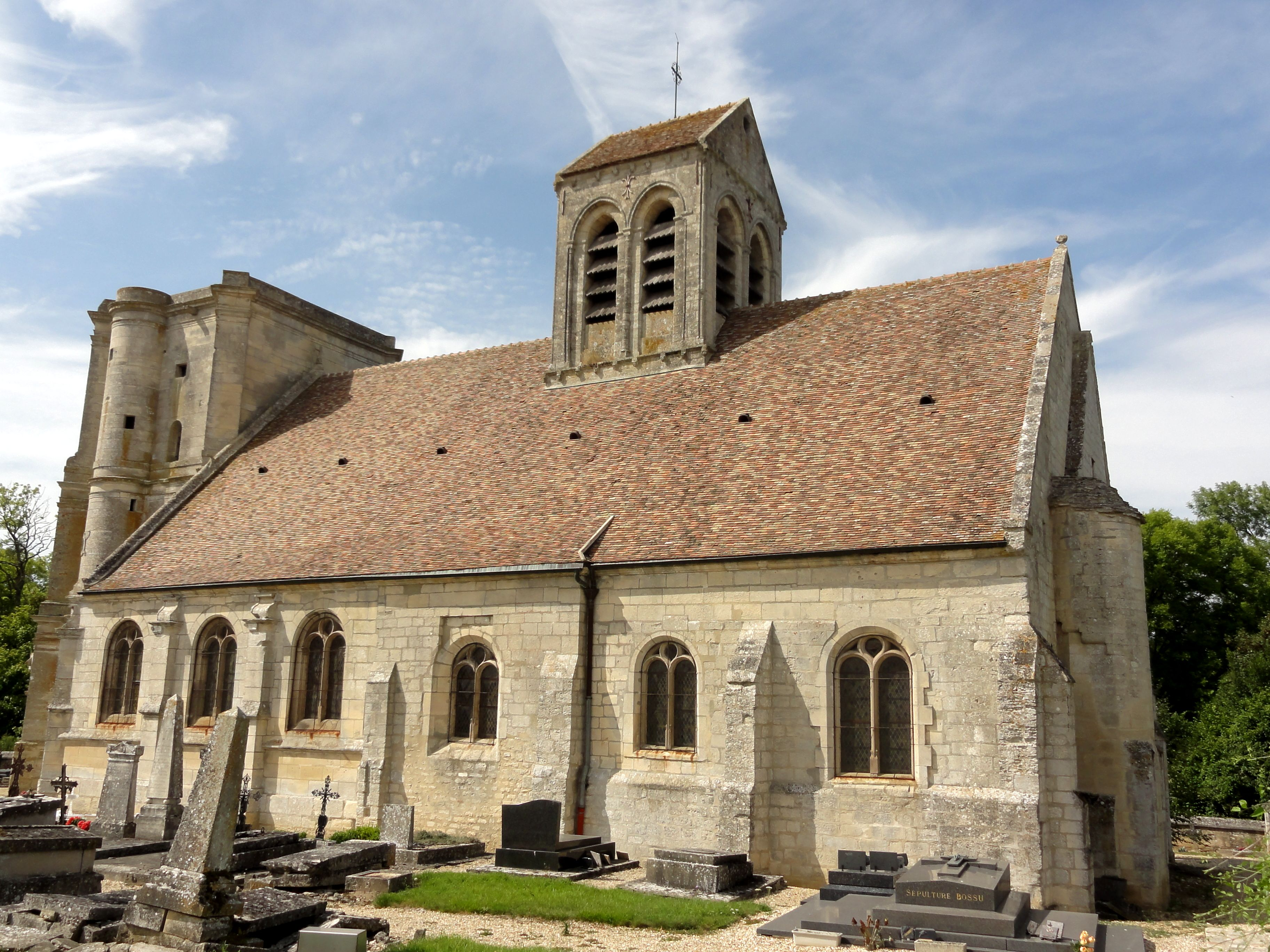
Vue depuis le nord-est.
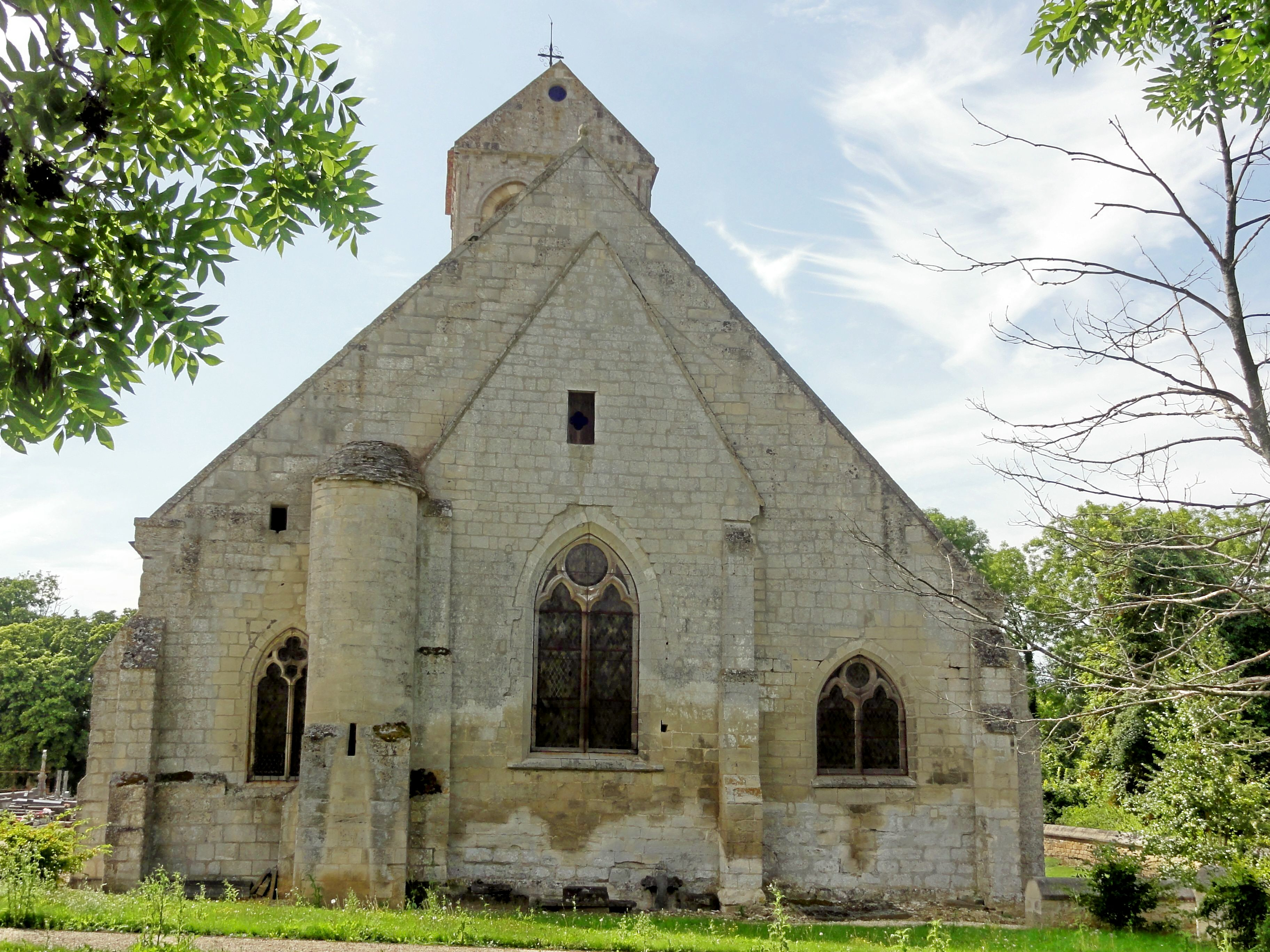
Chevet.

## Mobilier

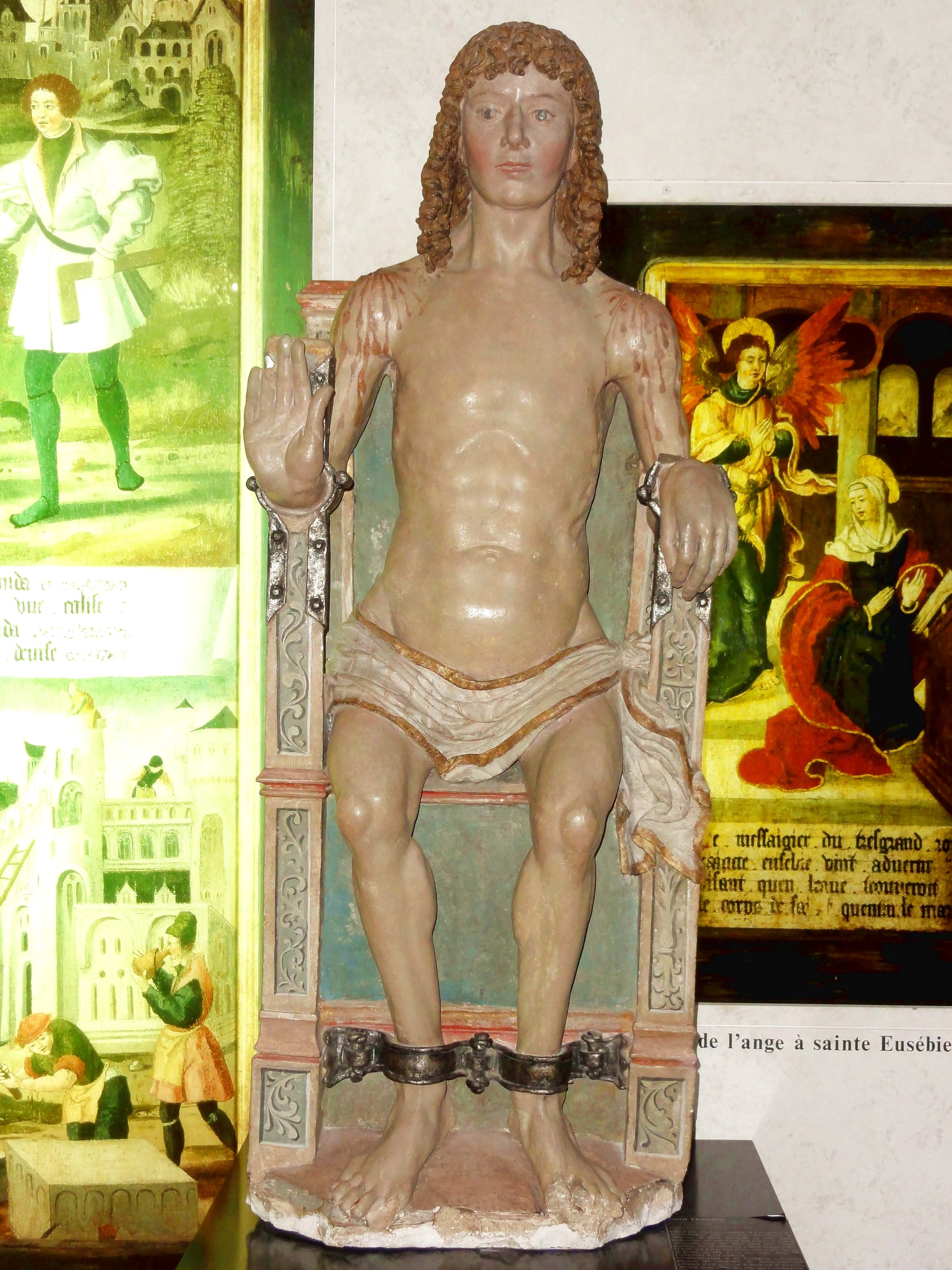
Statue de saint Quentin, patron de l'église, installée sur une chaise de torture.

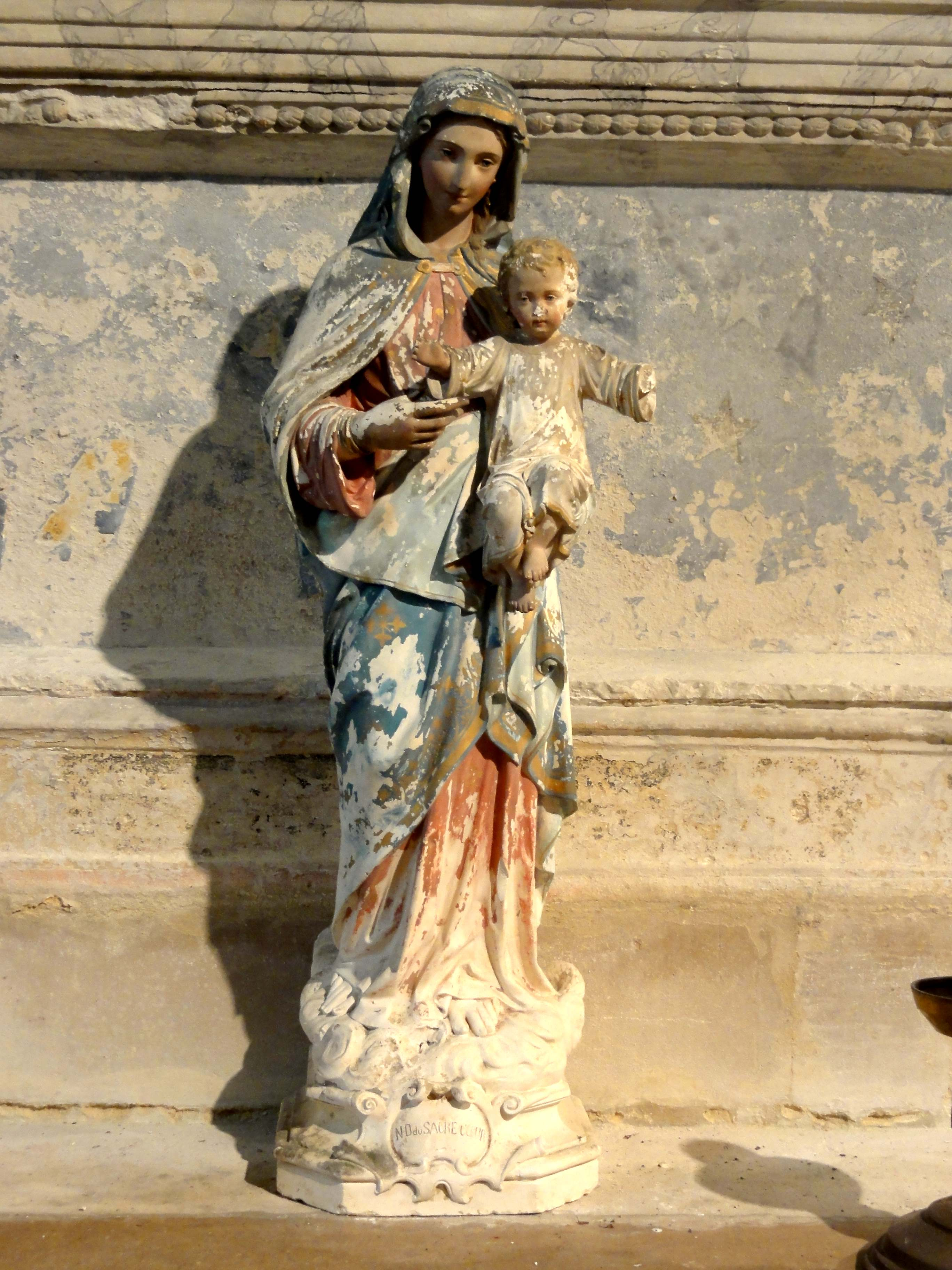
Vierge à l'Enfant.

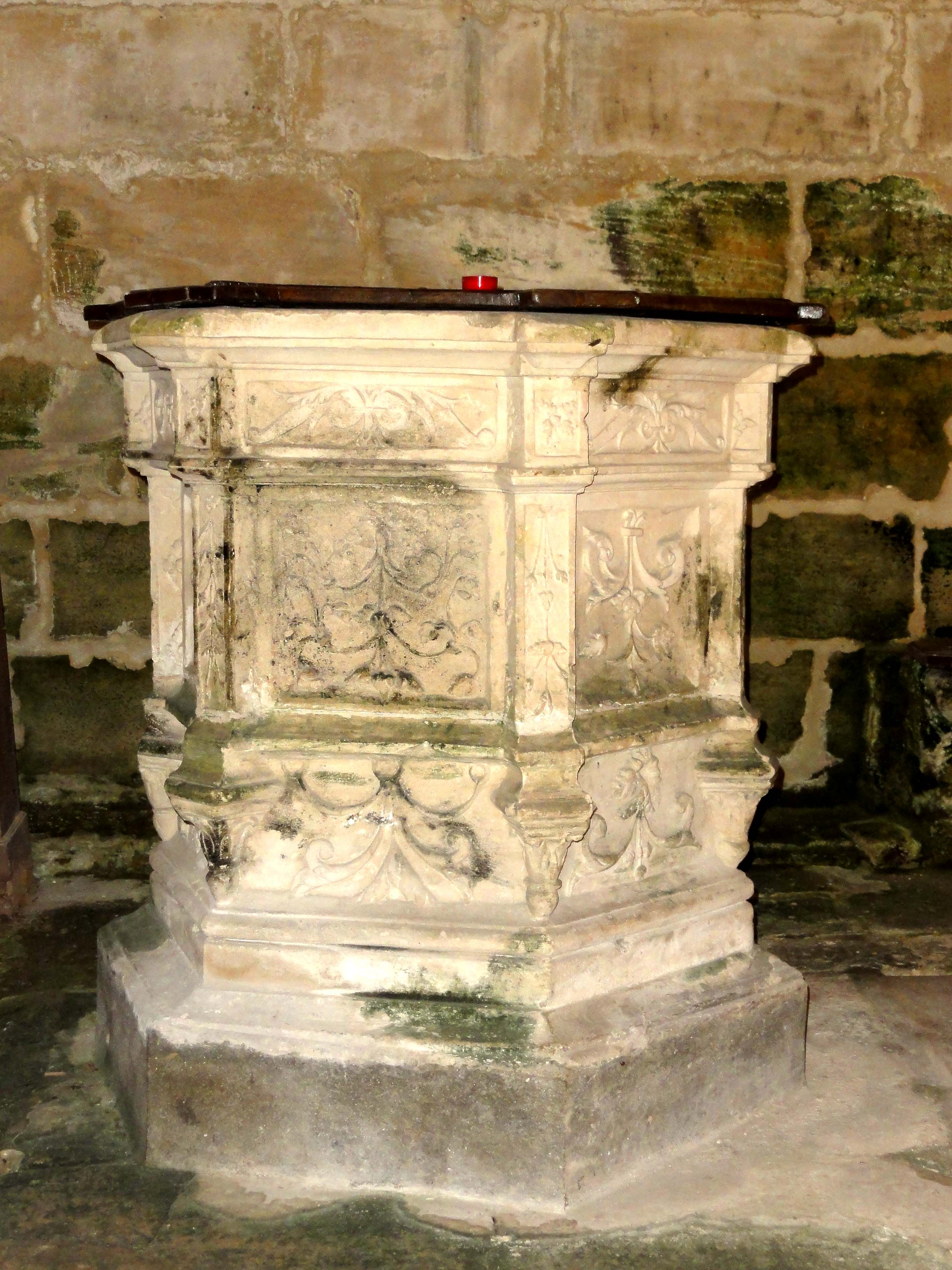
Fonts baptismaux.

Parmi le mobilier de l'église, dix-sept éléments sont classés monument historique au titre objet, dont treize statues, un retable en pierre et ses trois volets peints, les fonts baptismaux, un lutrin, et une plaque funéraire. Parmi les statues, deux sont exposées au musée du Vexin français à Théméricourt. Toutes les autres statues, sauf la Vierge à l'Enfant et le Christ en croix, les volets du retable et le lutrin sont mis en dépôt au musée Tavet-Delacour de Pontoise. La plaque funéraire est actuellement déposée, mais plusieurs autres plaques de fondation et épitaphes sont encore encastrées dans les murs de l'église.

### Statues
- Le Christ en croix en bois qui est accroché au-dessus du deuxième pilier au sud de la nef provient de l'ancienne poutre de gloire. Il mesure environ 160 cm de hauteur, et date du dernier quart du XVIe siècle. Il manque l'avant-bras gauche, et les sceptres que les deux personnages devaient probablement tenir. Le classement au titre objet remonte à février 1915[20].
- Deux anges tenant un calice, provenant également de la poutre de gloire, sont en bois peint. Ils mesurent 40 cm de hauteur, et datent de la seconde moitié du XVIe siècle. Le classement de l'ensemble est intervenu en septembre 1981[21].
- La Vierge à l'Enfant est en pierre tendre. Sa polychromie est moderne. Elle mesure 125 cm de hauteur, et date de la fin du XVe siècle. La statue est posée sur un socle octogonal, qui est formé de deux moulures entre lesquelles court une tige de feuilles frisées. Un écusson aux armoiries grattées orne le devant du socle qui est en pierre tendre. Classée en février 1915, elle a été restaurée en 1991[22].
- La statue de saint Quentin assis sur une chaise de torture du style de la Renaissance est en pierre tendre, et a été repeinte. La hauteur est de 90 cm, et la datation du dernier quart du XVIe siècle. Classée en février 1915, elle a été restaurée en 1991[23], et est actuellement exposée au musée du Vexin français.
- La statue de sainte Barbe est en pierre tendre. Sa polychromie est moderne. Elle mesure 110 cm de hauteur, et date du dernier quart du XVe siècle. Classée en février 1915, elle a été restaurée en 1991[24], et est actuellement exposée au musée du Vexin français.
- Le groupe sculpté de sainte Catherine d'Alexandrie foulant des pieds l'empereur Maximien Hercule est en pierre polychrome. Il mesure 95 cm de hauteur, et date de la seconde moitié du XVIe siècle. Son classement est intervenu en juin 1969[25].
- La statue de saint Antoine l'Ermite, avec comme attributs le cochon et des flammes sous ses pieds, est en pierre polychrome. Elle mesure 92 cm de hauteur, et date de la seconde moitié du XVIe siècle. Son classement est intervenu en juin 1969[26].
- La statue de saint Denis est en bois polychrome. Elle mesure 90 cm de hauteur, et date du premier quart du XVIe siècle. Son classement remonte à février 1915[27].
- La statue d'un saint évêque, en pierre polychrome, mesure 90 cm de hauteur, et date du dernier quart du XVe siècle. Son classement remonte à février 1915[28].
- La statue d'une sainte non identifiée, en pierre polychrome, mesure 94 cm de hauteur, et date de la seconde moitié du XVIe siècle. Le classement de l'ensemble est intervenu en septembre 1981[29].

### Mobilier liturgique et divers
- L'aigle-lutrin, en bois taillé, mesure 190 cm de hauteur, et date de la première moitié du XVIIIe siècle. Il a été classé en novembre 1966, et a été mis en dépôt depuis[30].
- La plaque de fondation de frère Jean-Jacques, chapelain, est en marbre noir. Elle mesure 70 cm de hauteur pour 60 cm de largeur, et date de 1621. L'épitaphe est encadrée de deux petits pilastres, que surmonte une guirlande avec des fleurettes et des coquilles. La plaque a également été classée en novembre 1966, et est actuellement déposée pour restauration[31].
- Les fonts baptismaux sont en pierre calcaire blanche tendre. La grande cuve baptismale de 85 cm repose directement sur une épaisse dalle de pierre légèrement débordante. Les deux sont de plan octogonal. Chaque angle de la cuve est accosté de deux pilastres. Tant les pilastres que les faces de la cuve s'organisent en trois registres, dont le registre supérieur est le moins important, et le registre médian, le plus important. Il est placé en léger retrait par rapport aux deux autres. Les registres sont délimités les uns des autres par des successions de diverses moulures. Au niveau du registre inférieur, les pilastres butent sur un cul-de-lampe sculpté de feuilles arrondies. Sinon, les pilastres et les panneaux de la cuve sont sculptés d'arrangements végétaux simples et de volutes. Deux plaques de fondation bénéficiant d'un encadrement architecturé, et au moins quatre autres épitaphes sans décoration restent cependant toujours en place dans l'église.
- Le retable de pierre de la chapelle de la Vierge a la même hauteur que les colonnettes à chapiteaux, et a donc le mérite de ne pas obturer la fenêtre du chevet, qui s'inscrit entièrement dans la lunette de la voûte. Il date de 1649[32]. Au-dessus de l'autel de pierre, analogue à ceux de la nef, le retable comporte un panneau rectangulaire allongée, qui est cantonné de deux balustres, et surmonté d'un rang de perles. En bas du panneau, court une frise qui devait initialement être peinte de rinceaux ou autres motifs. À gauche et à droite de l'autel, le retable arbore un pilastre ionique cannelé, qui supporte une section d'entablement à glyphes. Ces deux sections d'entablement se superposent à un entablement continu, qui termine l'ensemble du retable, et partagent avec lui la corniche. L'entablement principal est orné d'un rang de perles sur l'architrave, d'une frise de branches et feuilles d'olivier sur la métope, et d'un rang de denticules sur la corniche. Les parties non sculptées ou non moulurées du retable sont agrémentées de bossages. Il y a des restes de la polychromie ancienne, qui se fait discrète avec un fond bleu clair pour le panneau allongée derrière la Vierge à l'Enfant et les rameaux d'olivier. Ce retable n'est pas classé au titre objet, mais est classé au titre immeuble avec l'église, dont il fait partie.

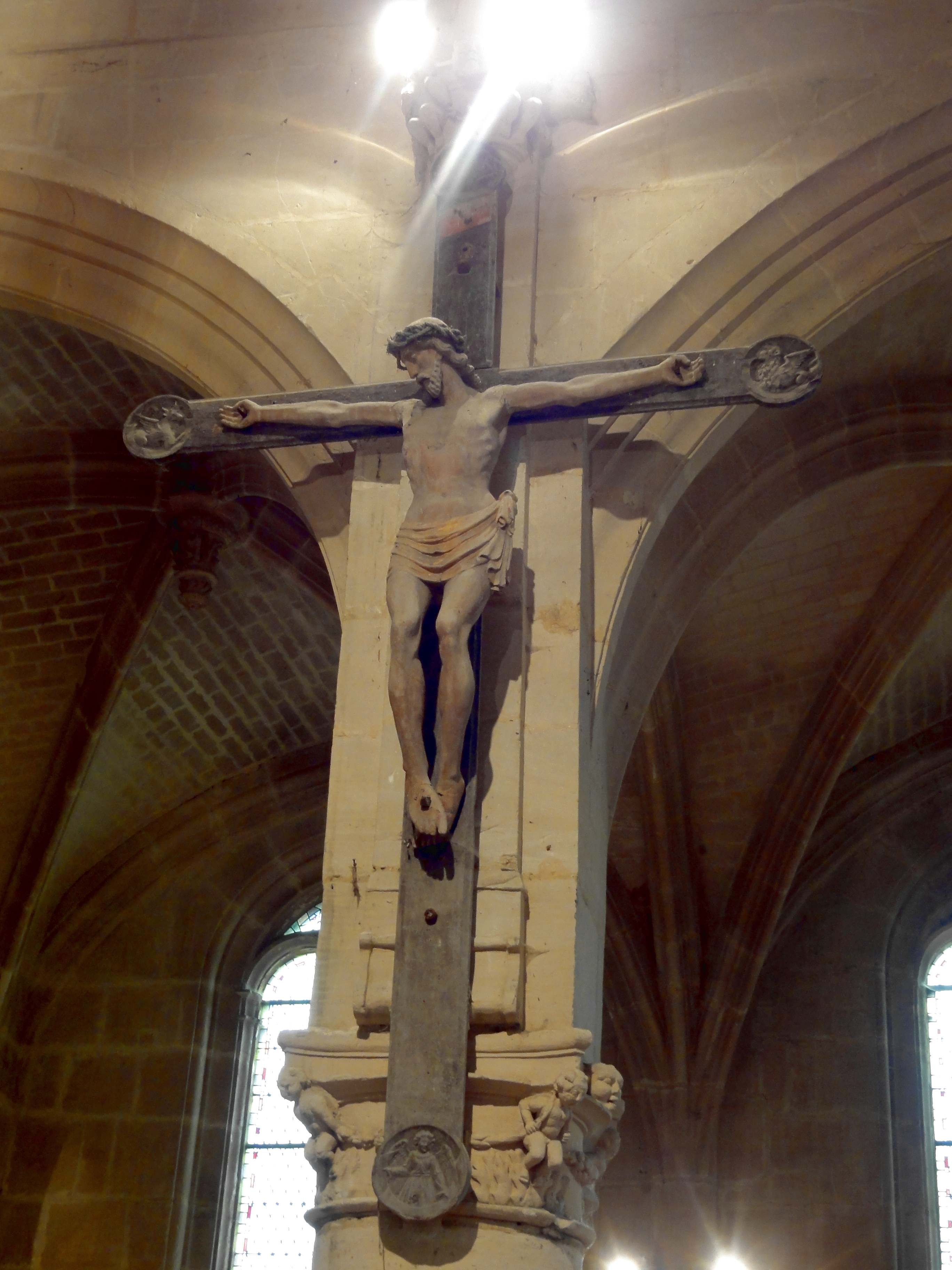
Christ en croix.
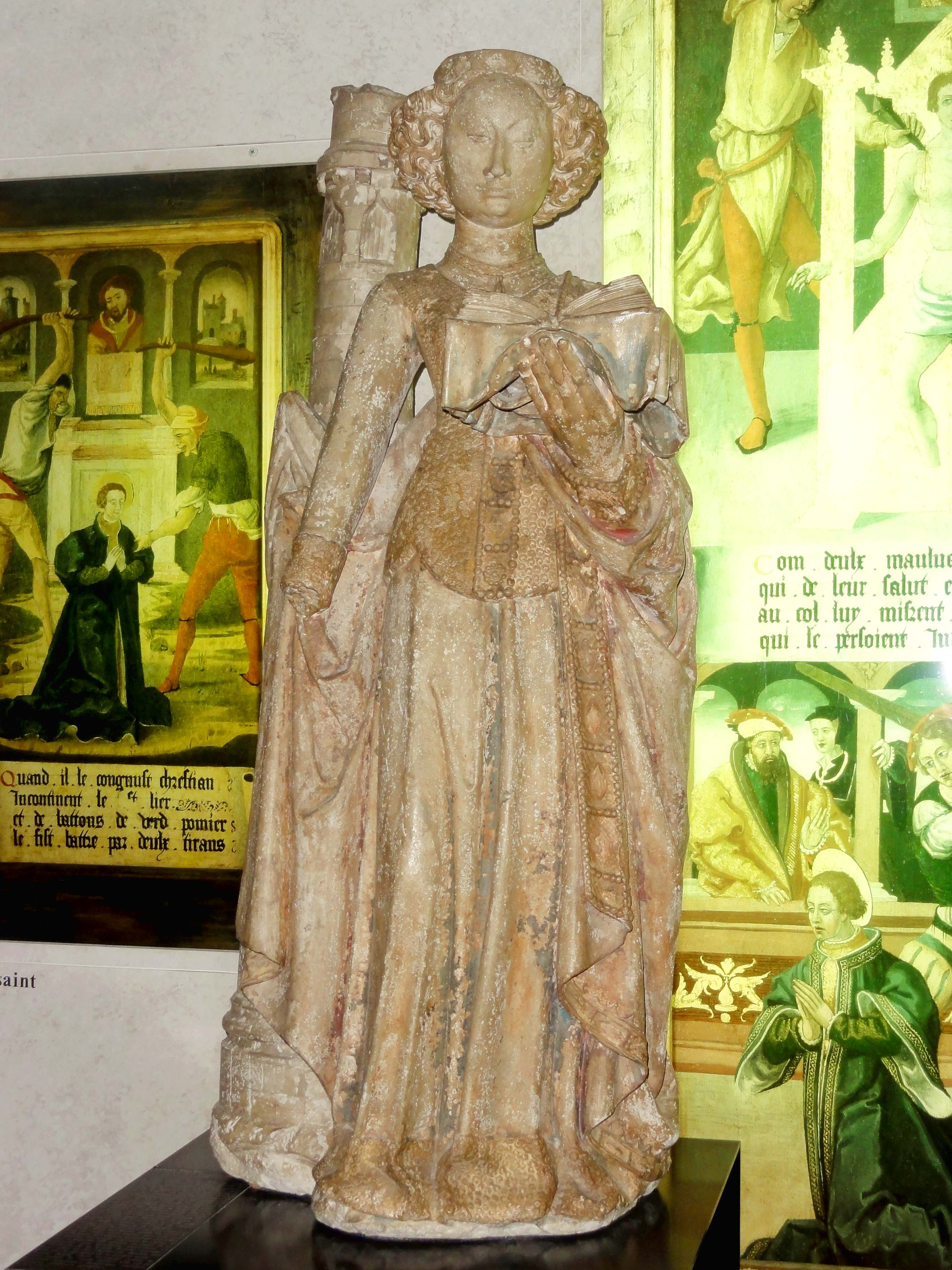
Sainte Barbe.
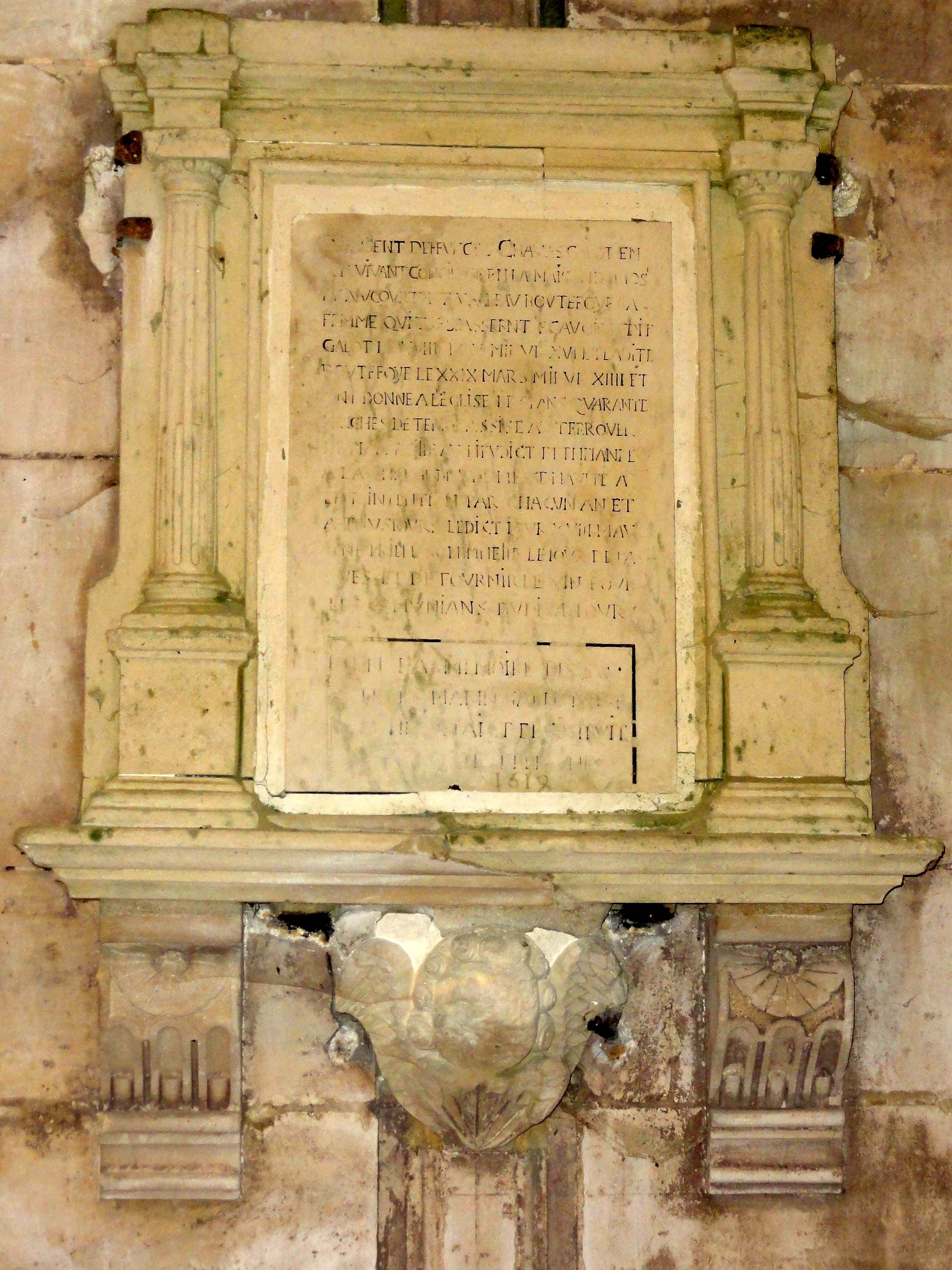
Plaque de fondation.
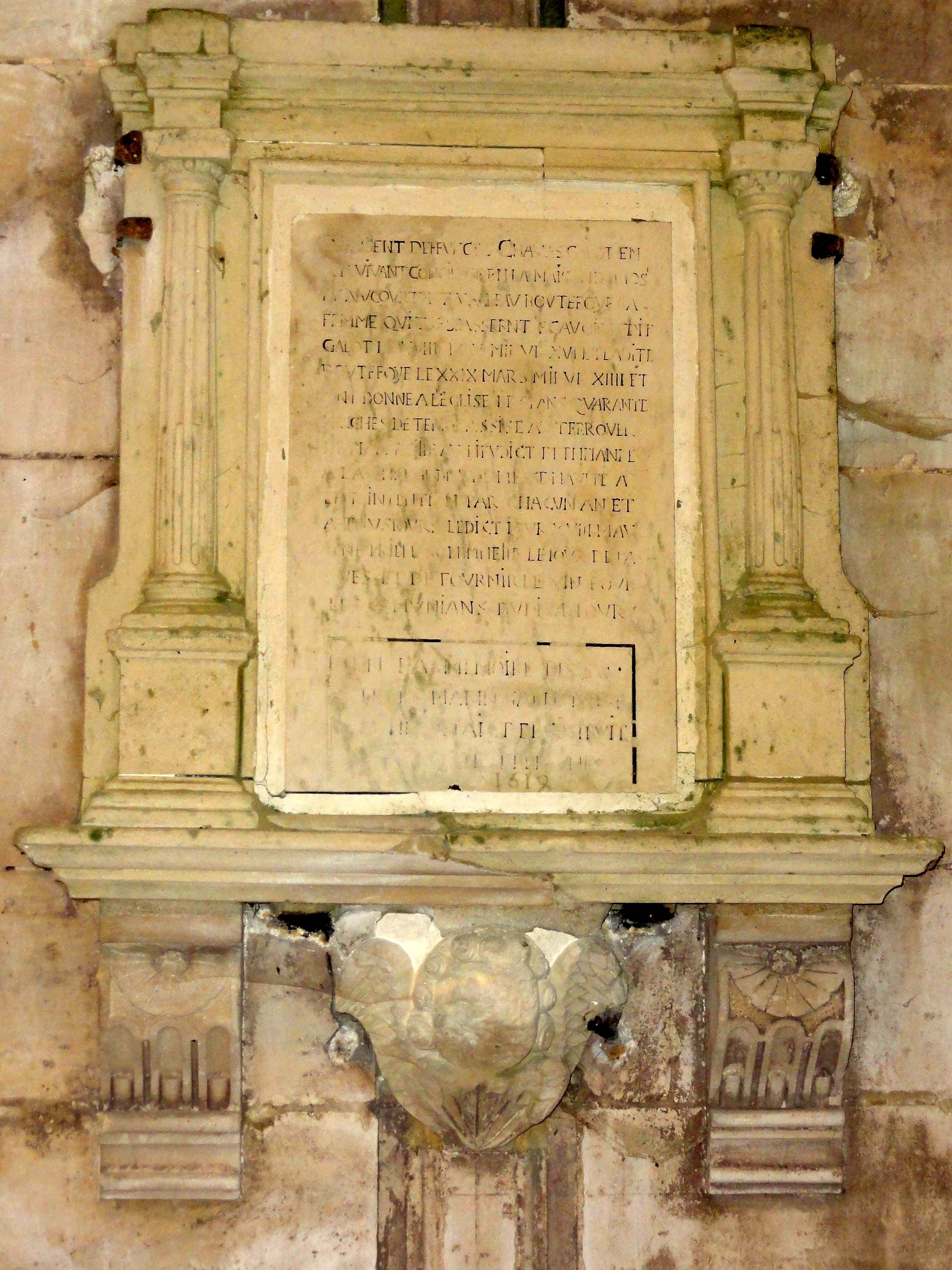
Plaque de fondation.
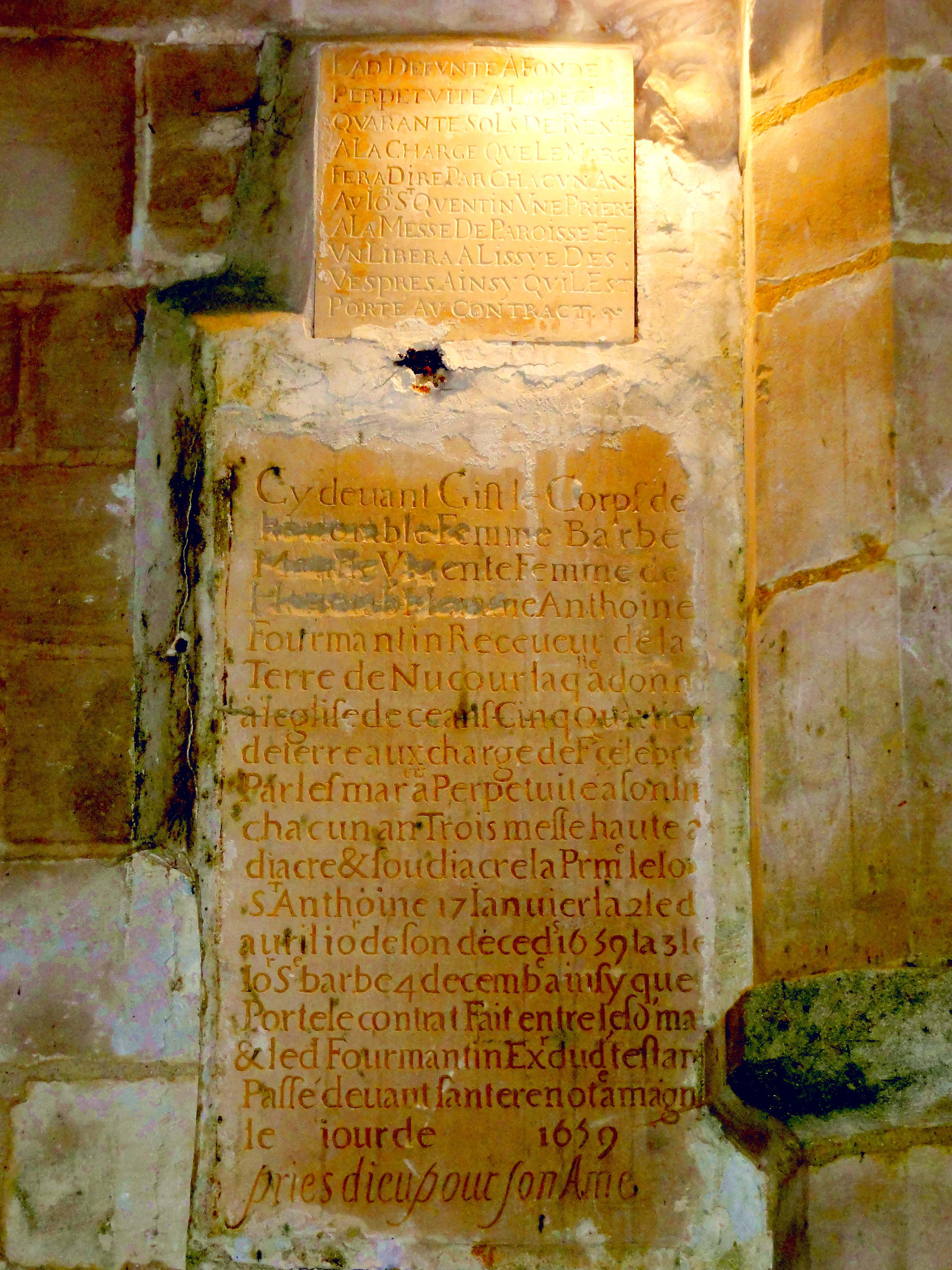
Plaque de fondation.
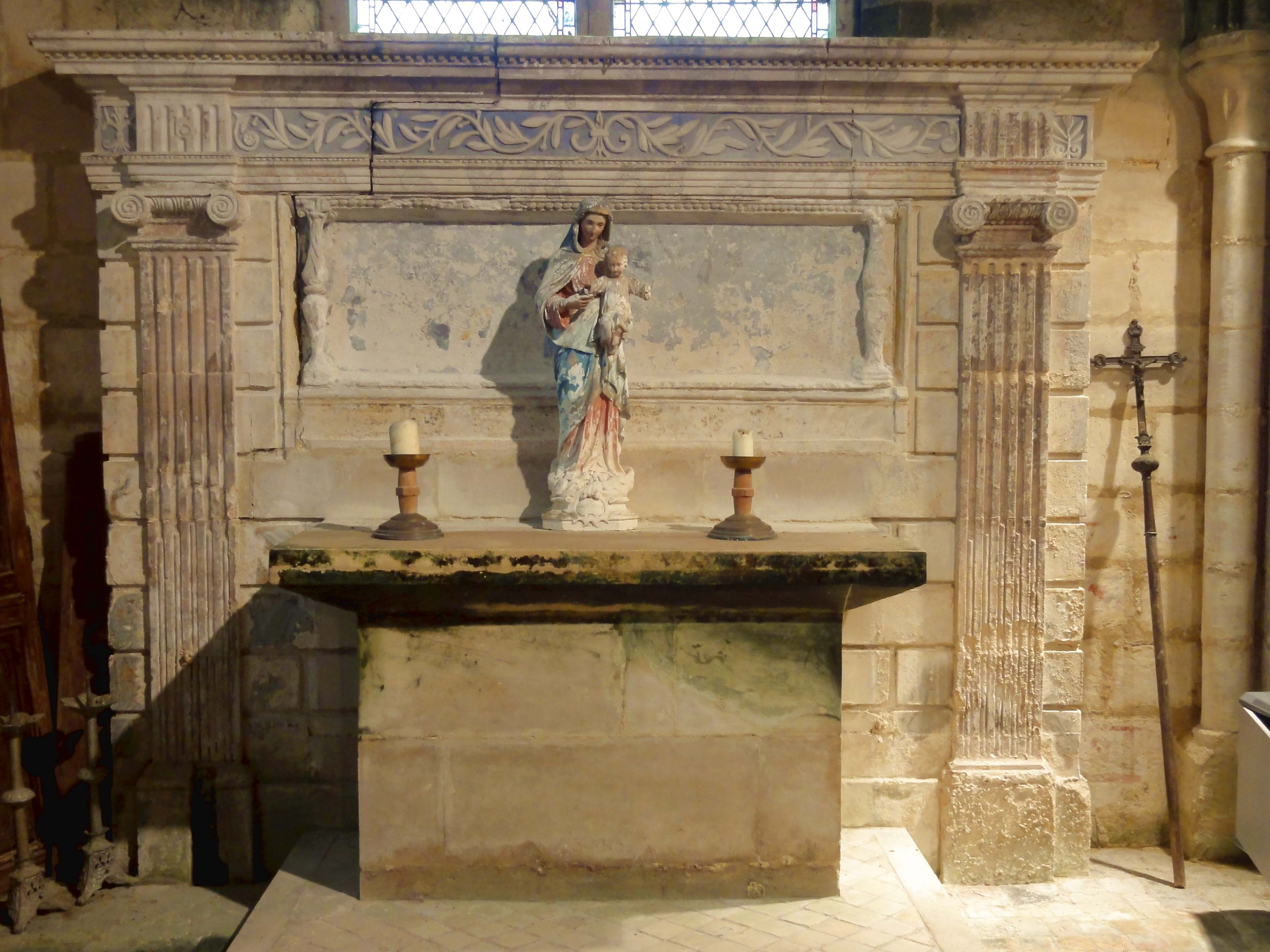
Autel de la Vierge.

### Le retable de Nucourt

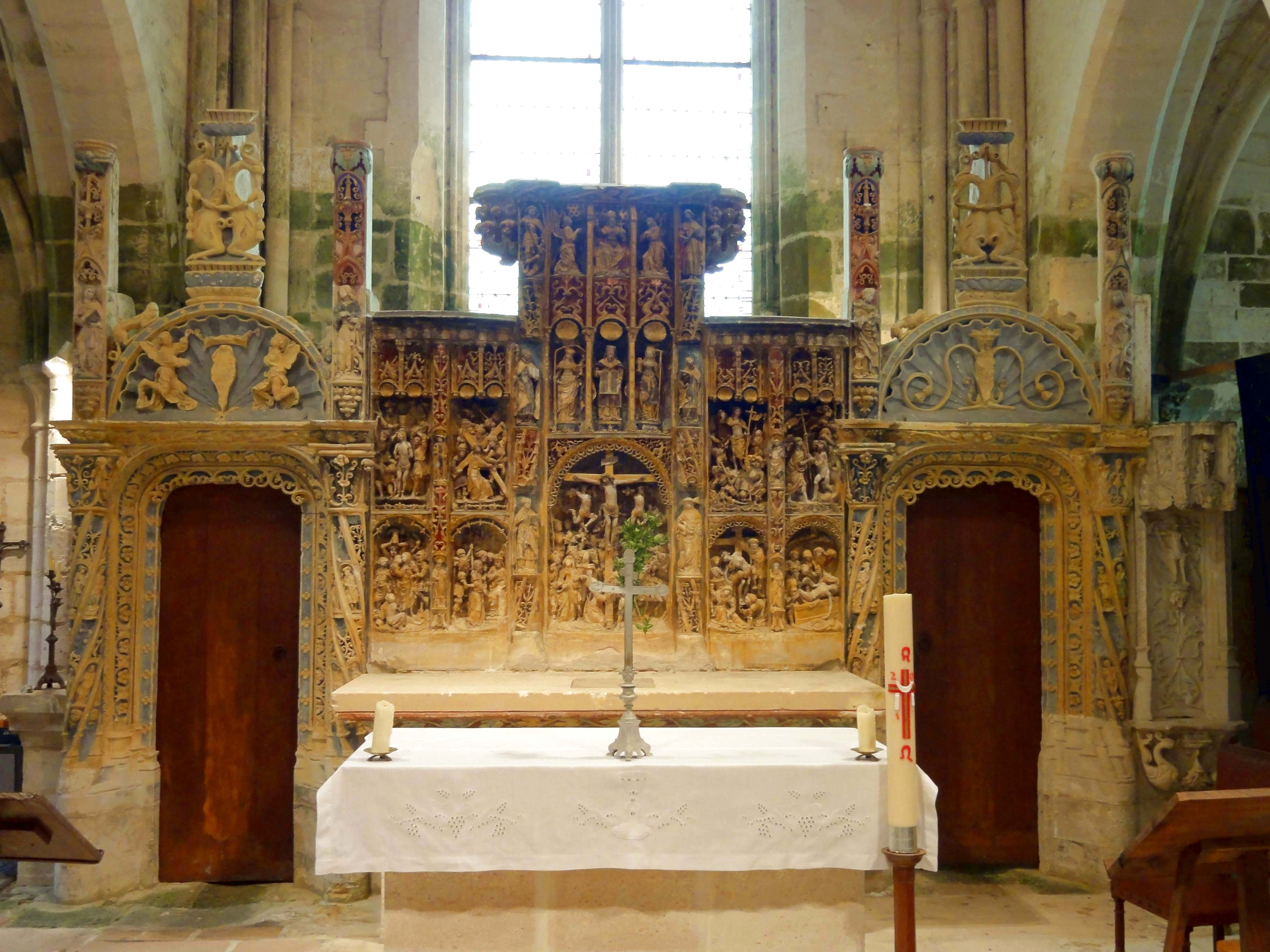
Vue d'ensemble du retable et des deux portes.

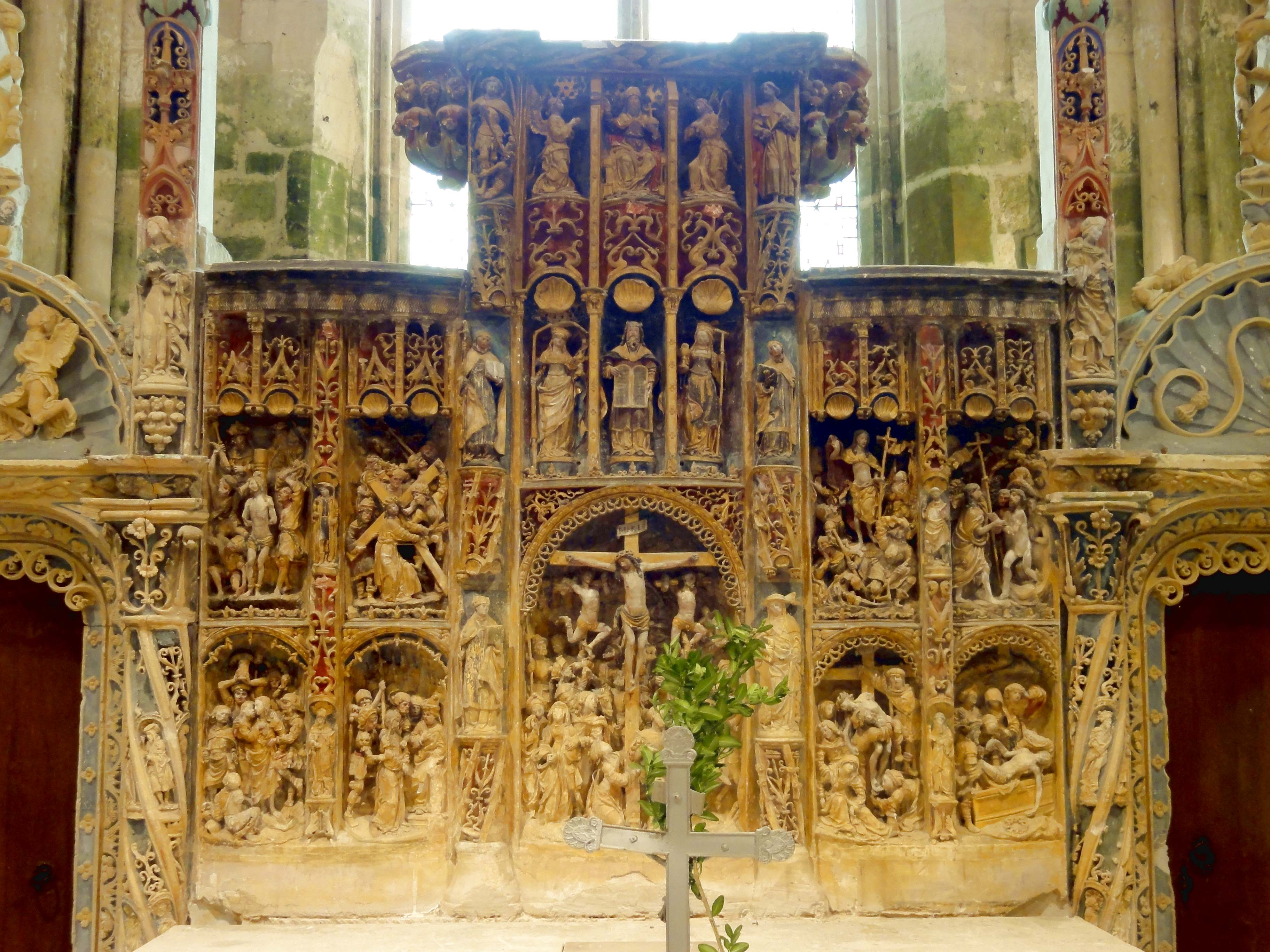
Vue d'ensemble du retable proprement dit.

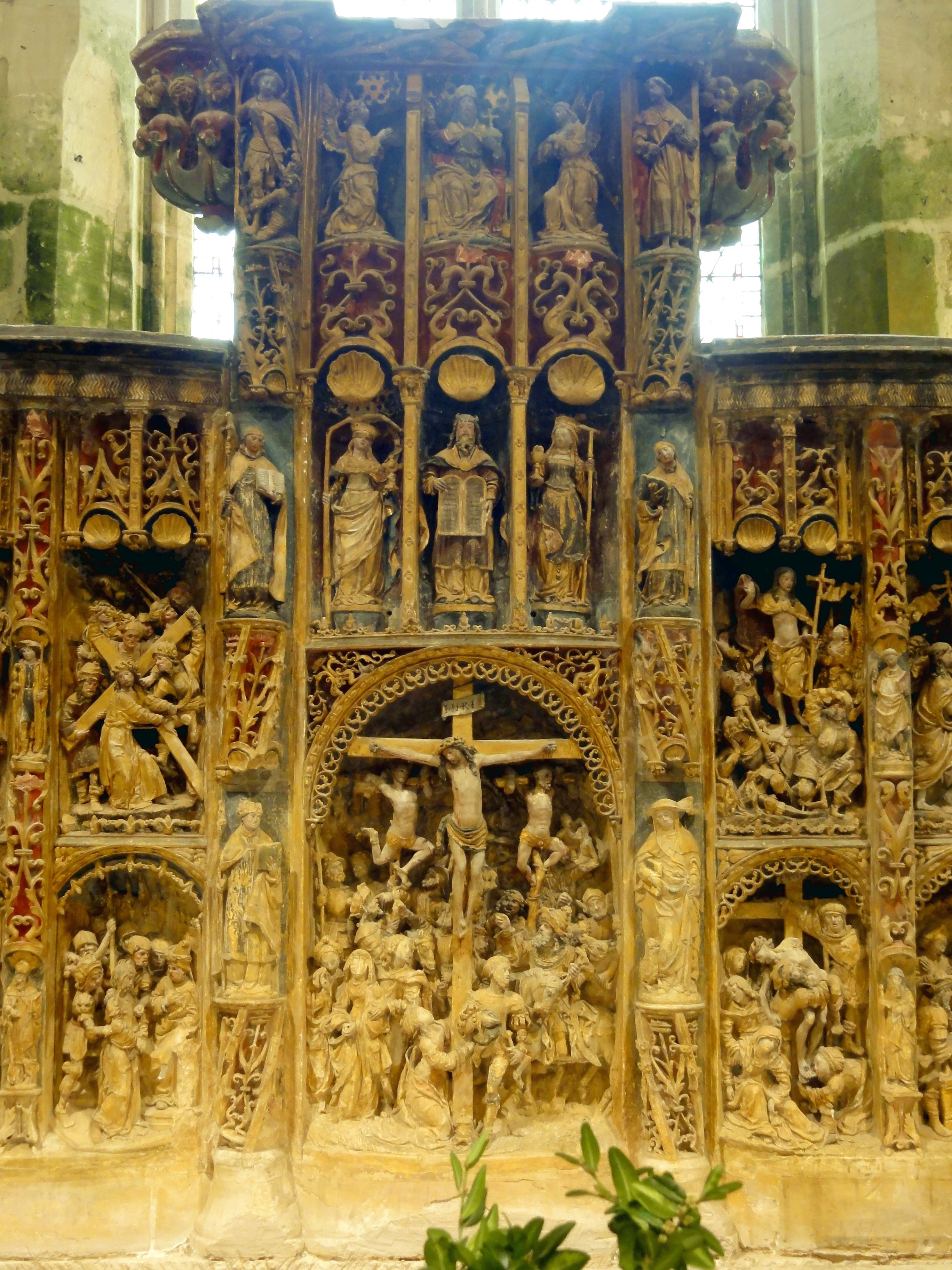
Corps central.

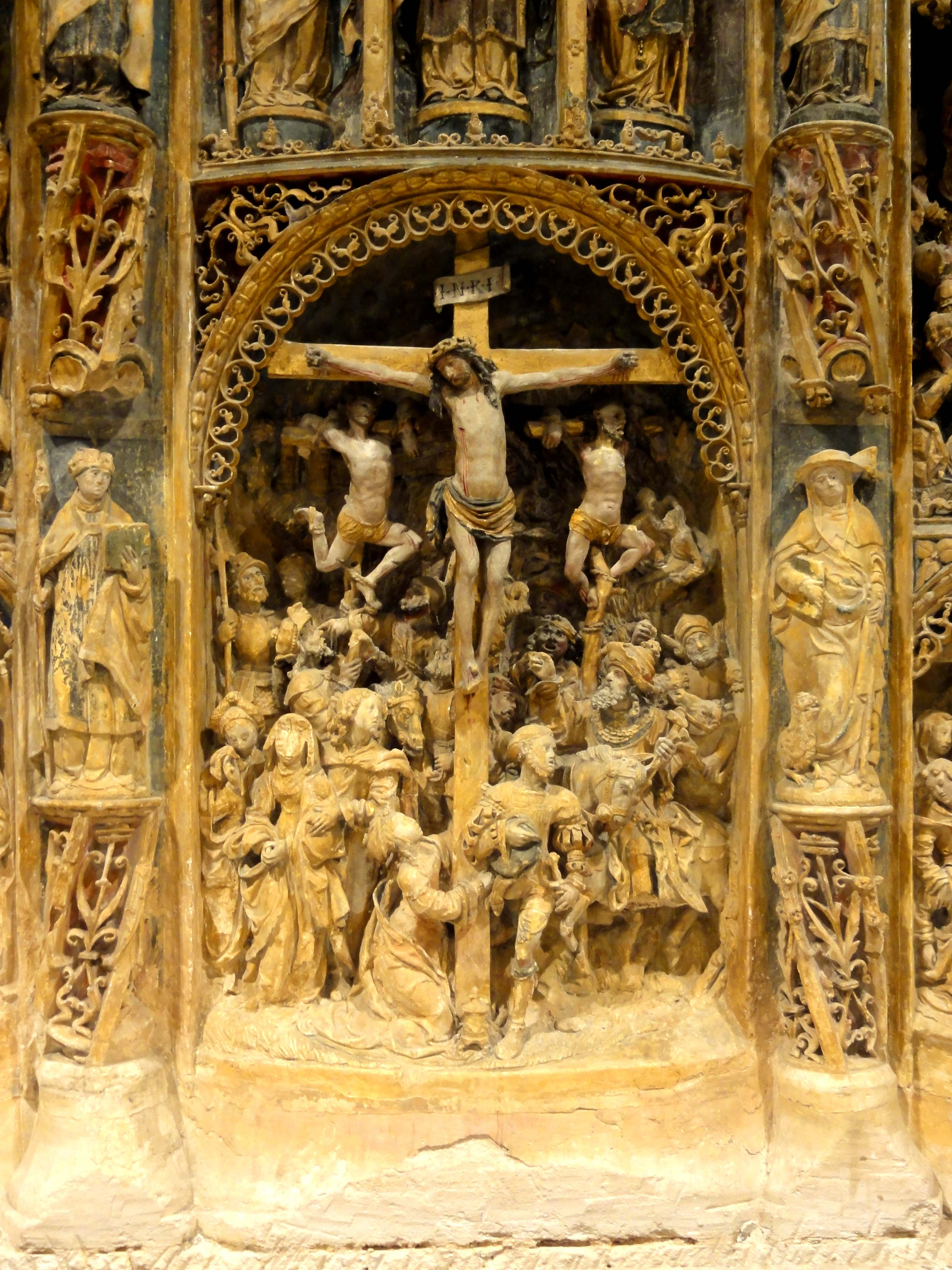
Registre inférieur - Crucifixion.

Le retable de pierre au chevet du vaisseau central occupe toute sa largeur. Il est en pierre calcaire tendre provenant des carrières de Touraine, et est en grande partie peint ou doré. Ses caractéristiques permettent une datation des alentours de 1530. L'ensemble se compose du retable proprement dit, au-dessus de l'autel, et de l'encadrement et du couronnement des deux portes qui le flanquent. Celle de droite donne accès à l'escalier dans la tourelle hors-œuvre du XIVe siècle ; celle de gauche dessert l'étroit local qui se situe derrière le retable. L'ensemble mesure 520 cm de largeur et 320 cm de hauteur sans le clocheton central de 270 cm de hauteur, qui a été refait lors d'une restauration vers le milieu du XIXe siècle, puis démonté. L'autel mesure 235 cm de largeur et 100 cm de hauteur, y compris la marche qui le précède. Le retable proprement dit a exactement la même largeur, et atteint 220 cm de hauteur. Ces dimensions en font le plus important représentant de son genre dans le département, avant Goussainville. L'iconographie est axée sur la Passion du Christ, mais d'autres sujets sont développés autour des portes. En ce qui concerne le retable proprement dit, l'on peut distinguer un corps central et deux ailes latérales moins élevées, et dont l'ordonnancement est strictement analogue. Les ailes latérales contiennent quatre niches sculptées de scènes de la Passion, soit deux niches en cintre surbaissé en bas, et deux niches rectangulaires en haut, surmontées chacune d'un double dais formées par une coquille Saint-Jacques et des éléments d'architecture. Deux personnages sont présents sur le trumeau central qui sépare les niches de gauche de celles de droite. Plus complexe est la composition du corps central, qui ne fait pas saillie. En bas, la niche principale, en plein cintre, est presque deux fois plus large et deux fois plus élevée que les niches des ailes latérales. Ses montants englobent chacun une statuette, plus grande que celles des trumeaux des ailes latérales. Il y a ensuite deux registres supplémentaires, dont chacun comporte cinq statuettes des mêmes dimensions. Pour le registre supérieur, s'y ajoutent à gauche et à droite un cul-de-lampe feuillagé, qui formait, avec la frise de pampres qui sert de corniche, la base du clocheton aujourd'hui disparu. Louis Régnier rattache à l'iconographie du retable les quatre statuettes qui garnissent les pinacles au-dessus des piédroits des portes contigus au retable, mais pas les statuettes plus petites intégrées dans l'encadrement des portes,.
La lecture des scènes à personnages commence en bas à gauche de l'aile de gauche, se poursuit par la grande niche du corps central, et continue à l'emplacement analogue de l'aile de droite. On voit la trahison de Judas ; Jésus devant Caïphe ; la flagellation du Christ ; Jésus portant la croix (aile de gauche) ; la Crucifixion de Jésus (corps central) ; la descente de croix ; la Mise au tombeau ; la Résurrection de Jésus ; et la descente dans les limbes (aile de droite). Pour une description, l'on pourra se porter à Louis Régnier ; Roland Vasseur s'est également servi de l'article de cet auteur pour son exposé sur le retable de Nucourt. Les personnages des deux registres supérieurs du corps central sont disposés selon une autre logique. Il convient de commencer ici la lecture par le milieu du registre supérieur, où l'on trouve Dieu le Père, flanqué de deux anges adorateurs. Sans regarder les personnages tout à gauche et tout à droite, l'on passe directement au milieu du registre médian, où l'on voit Moïse avec les tables de la Loi, et à ses côtés, une femme symbolisant l'Église, et une autre femme incarnant la Synagogue ; elle a les yeux bandés pour symboliser l'aveuglement de ses doctrines du point de vue chrétien. L'on remonte ensuite au registre supérieur, où tout à gauche saint Michel, chef de la milice céleste, terrasse le démon, tandis que tout à droite, saint Pierre muni d'une grande clé surveille la porte du ciel. Aux extrémités du registre médian, se trouvent saint Ambroise et saint Augustin. Il faut y rattacher les statues qui flanquent la scène de la Crucifixion, soit saint Grégoire le grand et saint Jérôme : tous les quatre sont en effet docteurs de l'Église. Le cycle se termine par les quatre Évangélistes, dont les statues accompagnées des symboles du Tétramorphe sont logées dans les niches des pinacles au-dessus des piédroits des portes. Ce sont, de gauche à droite, saint Marc avec le lion ; saint Jean avec l'aigle ; saint Matthieu avec le petit homme ailé ; et saint Luc avec le lion. Restent à signaler, les statues plus petites des trumeaux au milieu des ailes latérales. Ce sont à gauche, un seigneur vêtu à la mode de François Ier, peut-être saint Hubert, avec un faucon perché sur son poing droit, et saint Antoine l'Ermite, avec comme attribut un tau ou croix de saint Antoine. À droite, l'on trouve un saint tonsuré, revêtu du costume ecclésiastique et tenant un livre ouvert, accompagné d'un enfant, et saint Paul. Le décor entourant les différentes niches mérite également l'attention. En plus des dais du second registre avec leurs coquilles Saint-Jacques, l'on trouve des festons et découpages flamboyants finement ciselés sous les arcs des niches du premier registre, et des arabesques de style flamboyant tardif occupent les intervalles,.
L'encadrement et le couronnement des portes a été réalisé autant de soin et de profusion des détails. Comme le souligne Louis Régnier, ce n'est qu'à une époque moderne que ces parties ont été affublées de peinture bleue et jaune. Les portes, en anse de panier, sont entourées de deux voussures. La voussure supérieure accueille des rinceaux dont les intervalles sont occupés par des fleurs à cinq pétales. La voussure inférieure est garnie de découpages à jour sous le linteau, tandis que les piédroits arborent des fleurettes à quatre pétales. Chaque porte est cantonnée de deux colonnettes, qui paraissent torsadées grâce à des moulures saillantes en spirale qui les enlacent. Entre deux moulures, deux rangs de statuettes  ont trouvé leur place, qui sont nécessairement disposés obliquement. L'identité des saints représentés reste à déterminer. Sous les saints du premier rang, l'on note des têtes de mort. Sinon, les intervalles sont décorés d'arabesques, de même que les chapiteaux que portent les colonnettes, qui affichent latéralement des feuilles d'acanthe. Ces chapiteaux ne ressemblent à rien à ceux utilisé pour l'architecture de l'époque. Ils supportent une frise de pampres assez singulière, puis des frontons en arc de cercle prenant la forme de coquilles, ainsi que les pinacles déjà signalés dans le prolongement des colonnettes. Sur le fronton de gauche, deux anges tiennent une couronne au-dessus des armes de France, martelées à la Révolution, et sur le fronton de droite, des arabesques accompagnent un monogramme également mutilé. L'extrados est peuplé d'animaux chimériques. En lieu et place des accolades flamboyantes, s'élèvent des candélabres. Indépendamment de ce décor, la porte de droite est accostée, à sa droite, d'une belle piscine de deux mètres de hauteur, qui a manifestement exécutée par le même artiste. Elle est comprise entre deux pilastres couverts de fleurons. Sur le mur de fond, une femme nue est sculptée en bas-relief. Elle prend appui sur une console en forme de tête de mort. De délicates arabesques se déploient tout autour. La niche est surmontée d'un dais polygonal terminé carrément. Ses petits contreforts aux angles contiennent des statues de saints, dont sainte Barbe, sainte Catherine et sainte Agathe, etc. Entre deux contreforts, les faces du dais sont creusées de niches, qui accueillent des figures plus grandes. Ce sont saint Louis, saint Georges et saint Joseph ou saint Thomas, avec l'équerre comme attribut,.
Avec tous ses composants, le retable de Nucourt constitue une œuvre tout à fait remarquable sur le plan régional. Selon Louis Régnier, la composition des différents tableaux n'est pas empreint d'un sens artistique hors du commun qui justifierait de qualifier le retable de chef-d'œuvre. Il puise l'inspiration de son iconographie à la même source que les autres retables de la Passion, en Flandre ou en Artois, ou peut-être en Bourgogne et en Franche-Comté. Néanmoins, « la vérité des gestes et attitudes est, dans la Passion surtout, naïvement mais fidèlement observée. Les physionomies expriment bien les sentiments divers dont sont animés la céleste victime, les bourreaux et les spectateurs qui assistent, l'âme brisée, au sanglant sacrifice. Chaque scène est habilement ordonnée ». Les costumes sont un mélange de la mode du XVIe siècle avec les habits de la Rome antique. L'on admire surtout l'incroyable dextérité du sculpteur, qui a su travailler la pierre comme si c'était du bois. Dans la scène de la Crucifixion, il y a cinq rangs de personnages qui se superposent, et dont les intervalles sont évidés. Si le panneau a été assemblée de plusieurs morceaux, les joints sont habilement cachés. L'ornementation proprement dite est empreinte d'une charmante délicatesse. Tous les détails ont été traités avec le même soin, même sur les parties hautes du retables plus éloignées du spectateur. L'on peut seulement déplorer la trop grande maigreur et la profusion de tous ces ornements, qui finit par fatiguer le regard et de déconcerter l'esprit, de sorte que l'admiration ne se livre pas tout entière. En tout cas, le retable de la Passion de Nucourt est supérieur à tous les égards à ses semblables de Le Coudray Guernes, L'Isle-Adam, Labosse, Sérifontaine, Le Vaumain et Vétheuil. La question de l'attribution à un artiste n'a pas encore été résolu. L'on peut seulement affirmer qu'il ne doit pas s'agir de l'un de ces sculpteurs itinérants qui allaient de village en village et taillaient les sculptures sur place,.

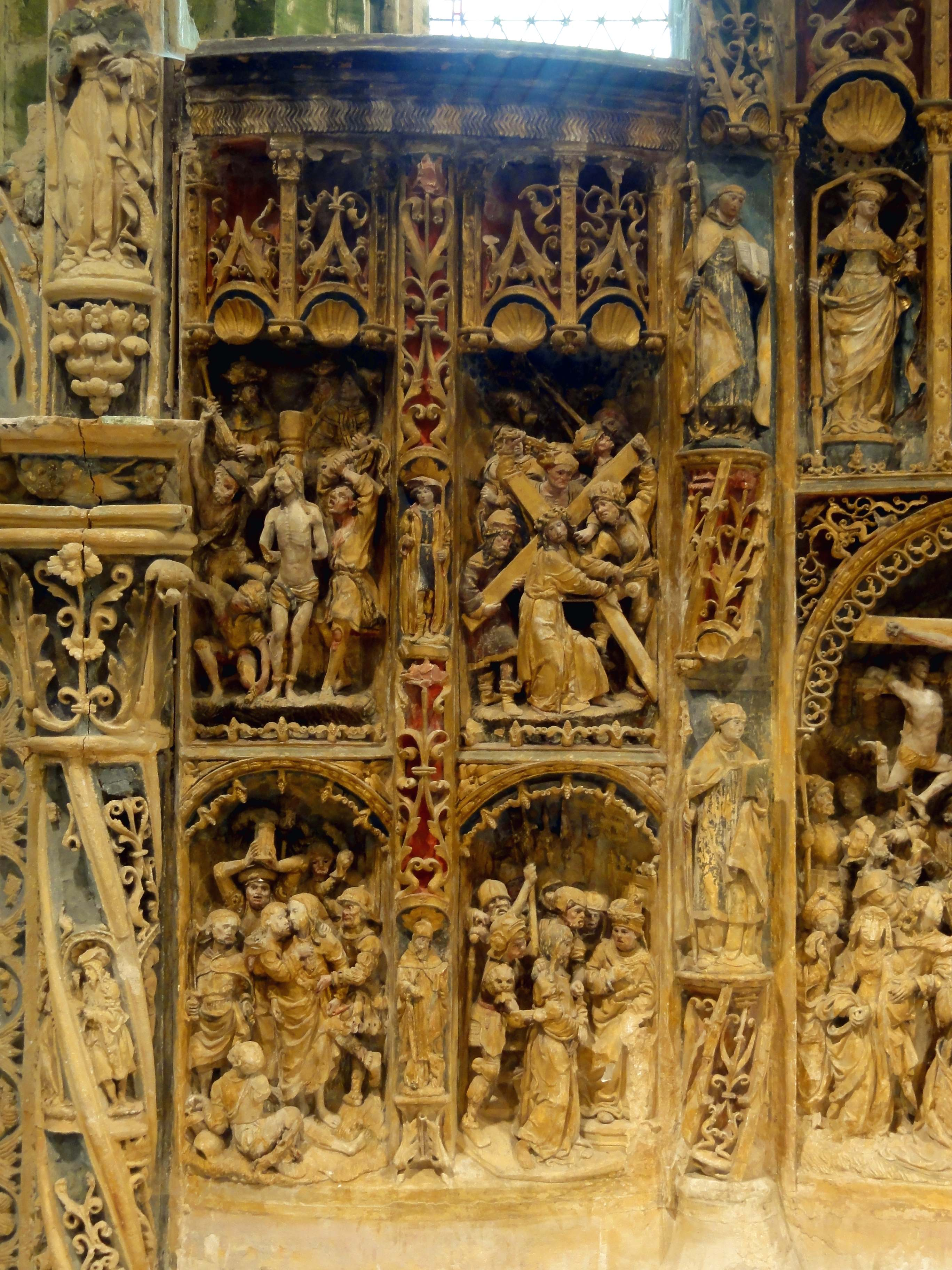
Aile de gauche.
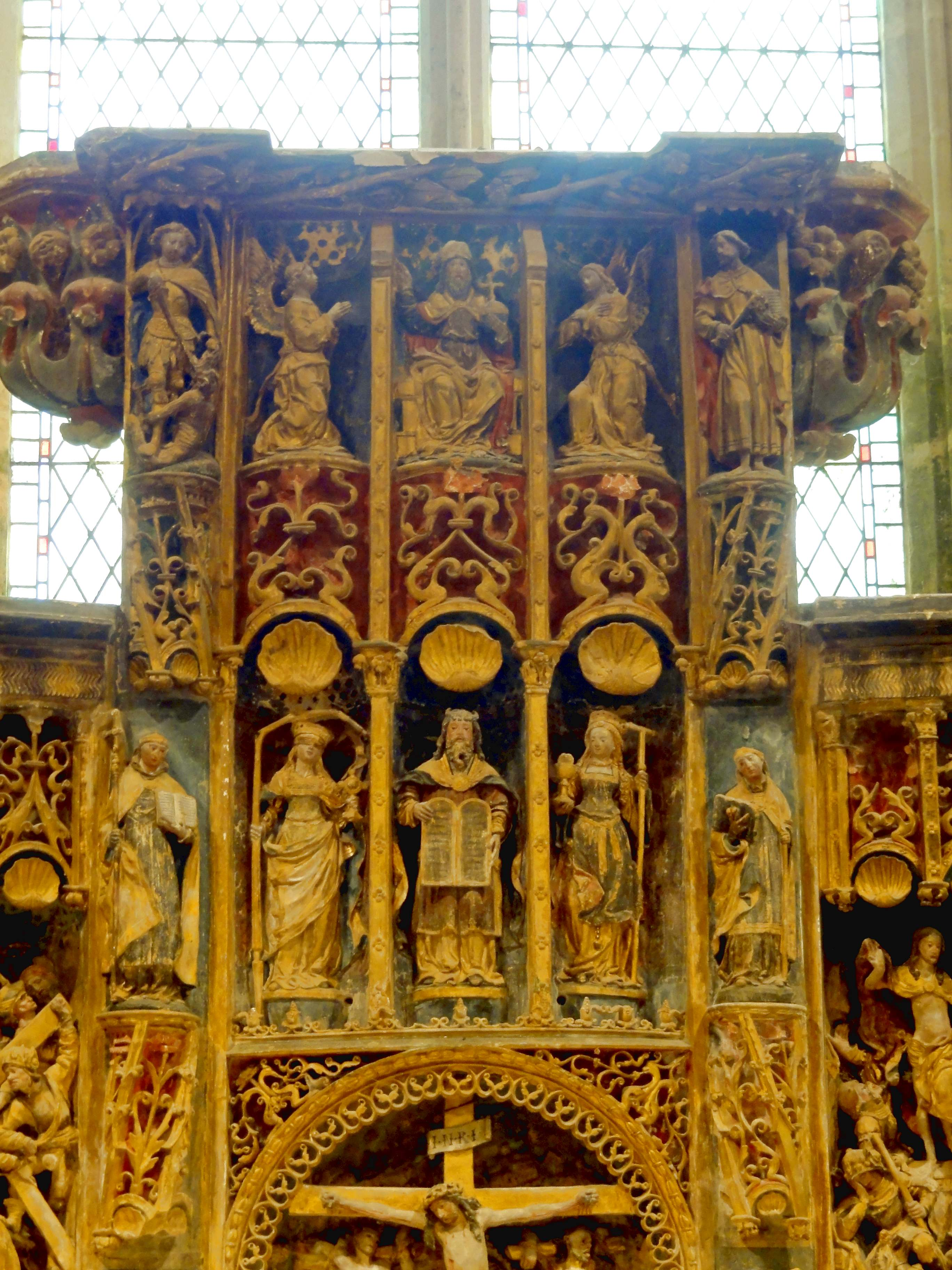
Corps central, parties hautes.
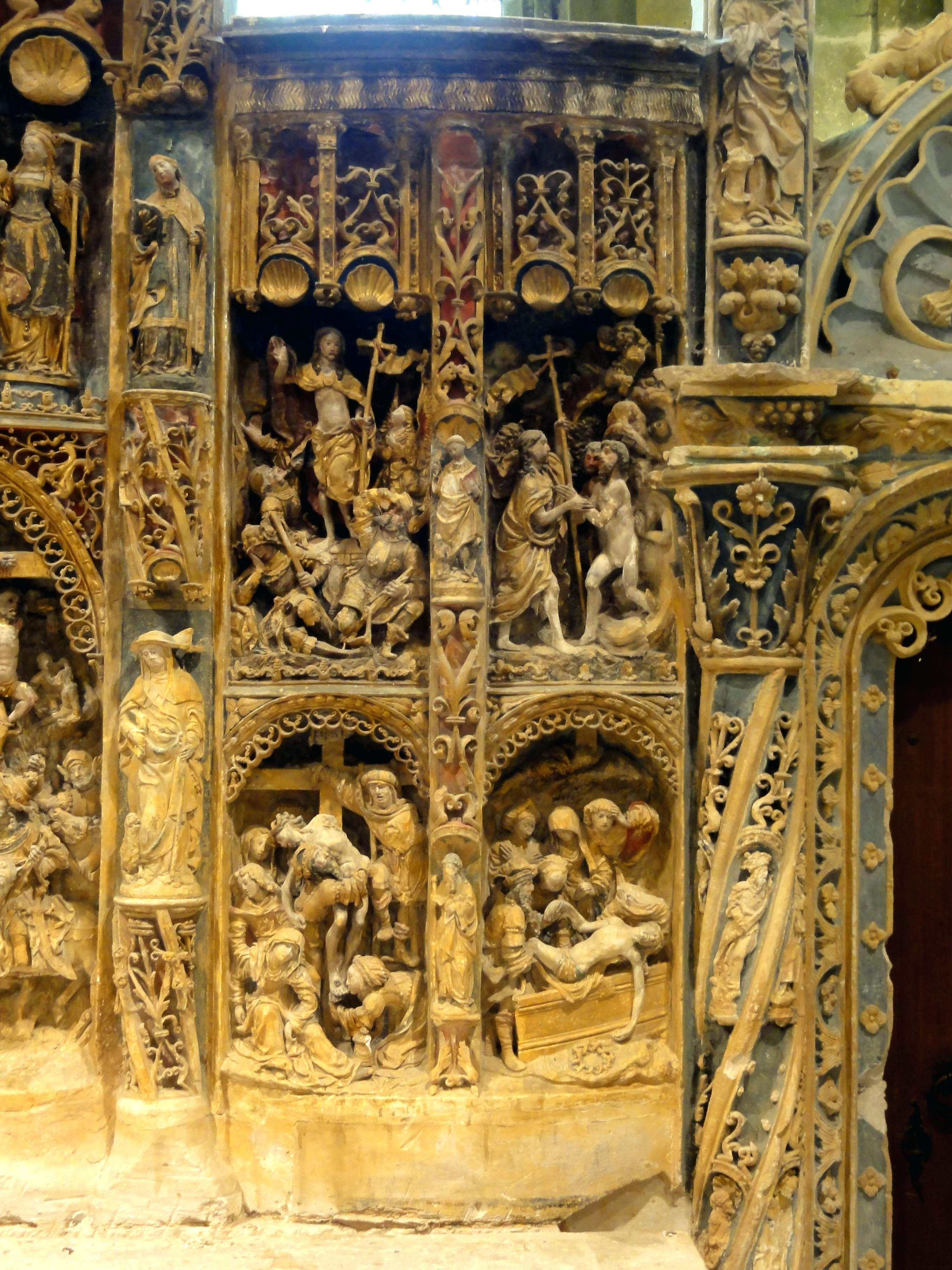
Aile de droite.
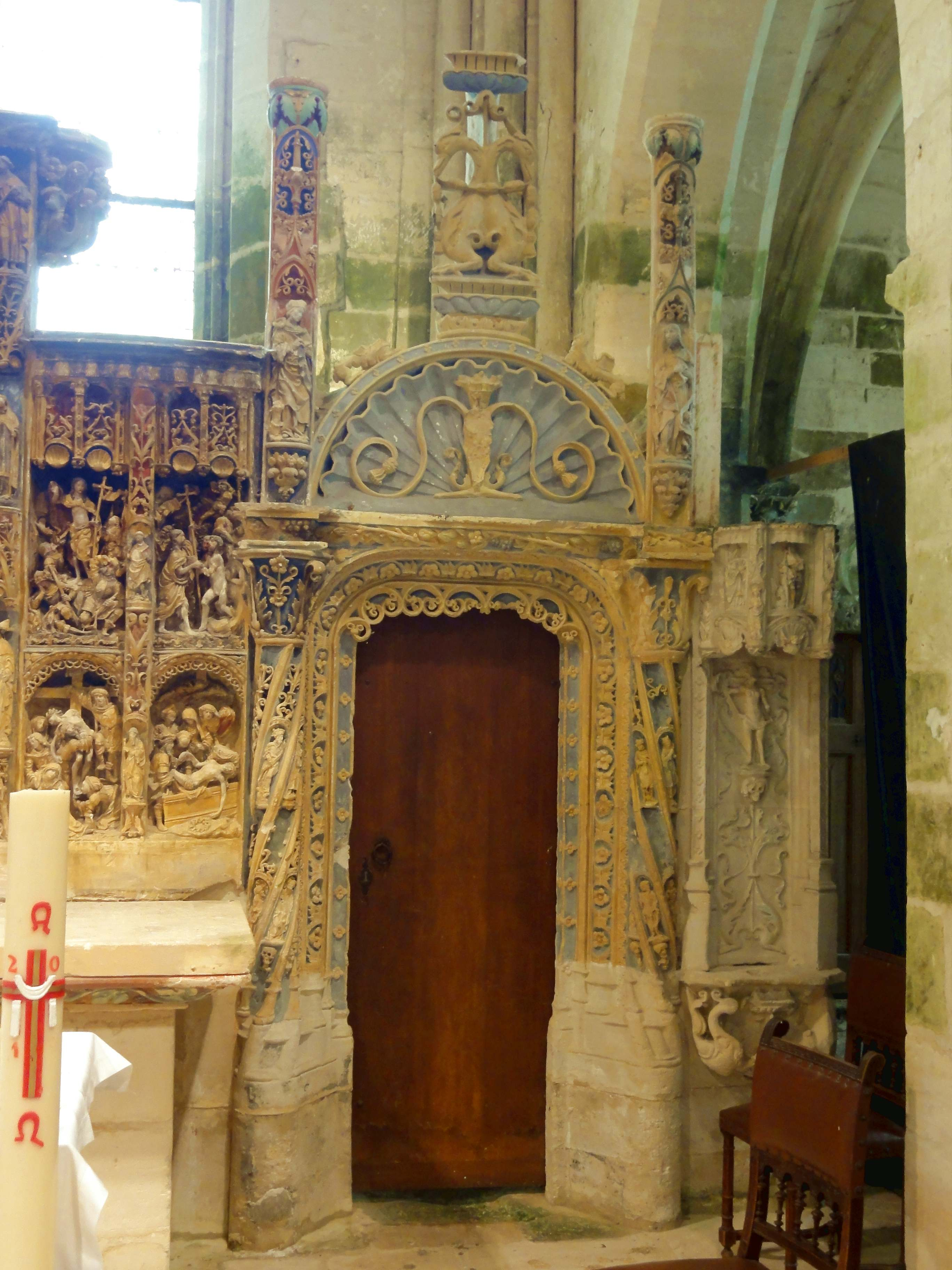
Porte de droite.
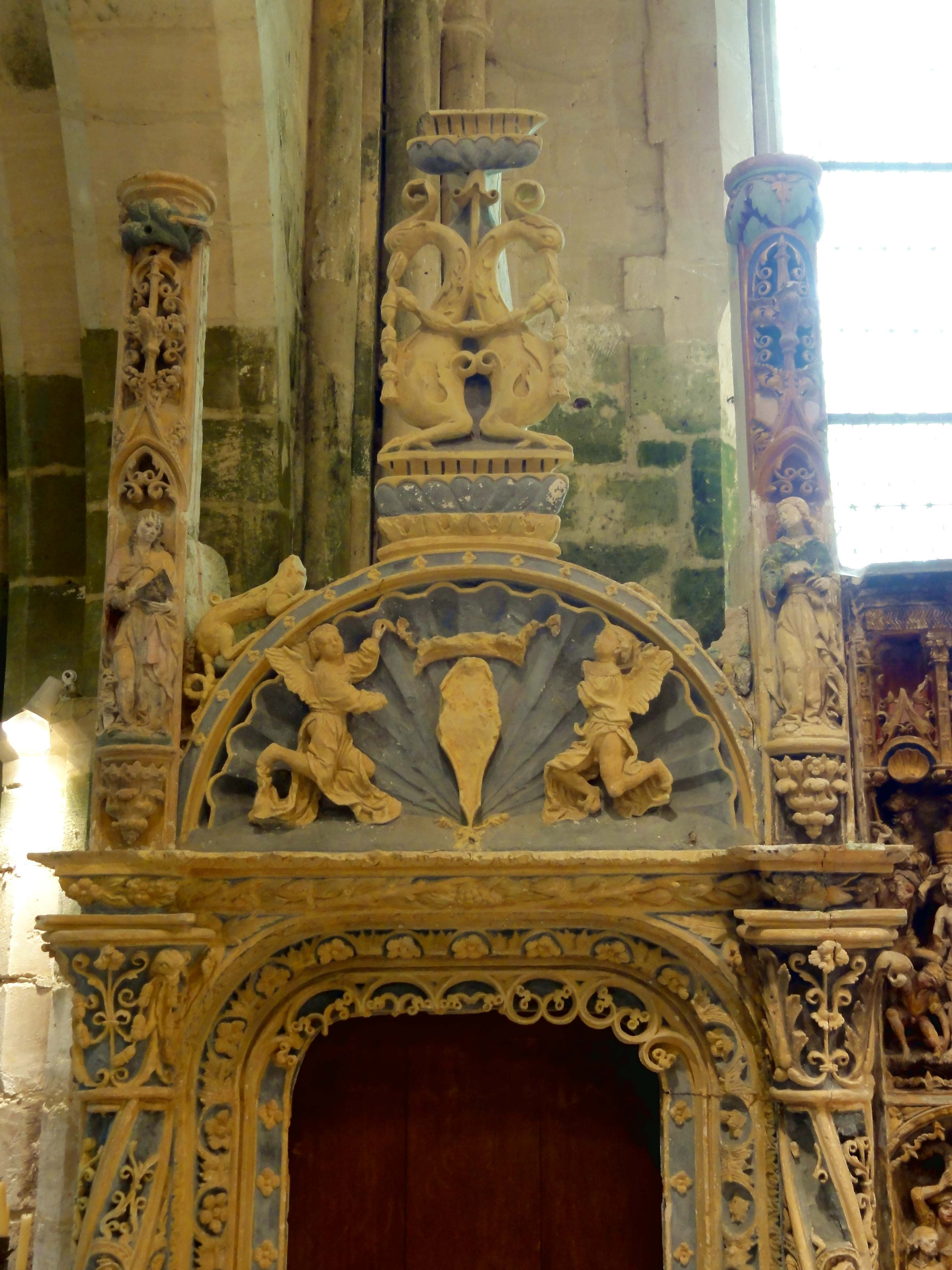
Couronnement de porte.
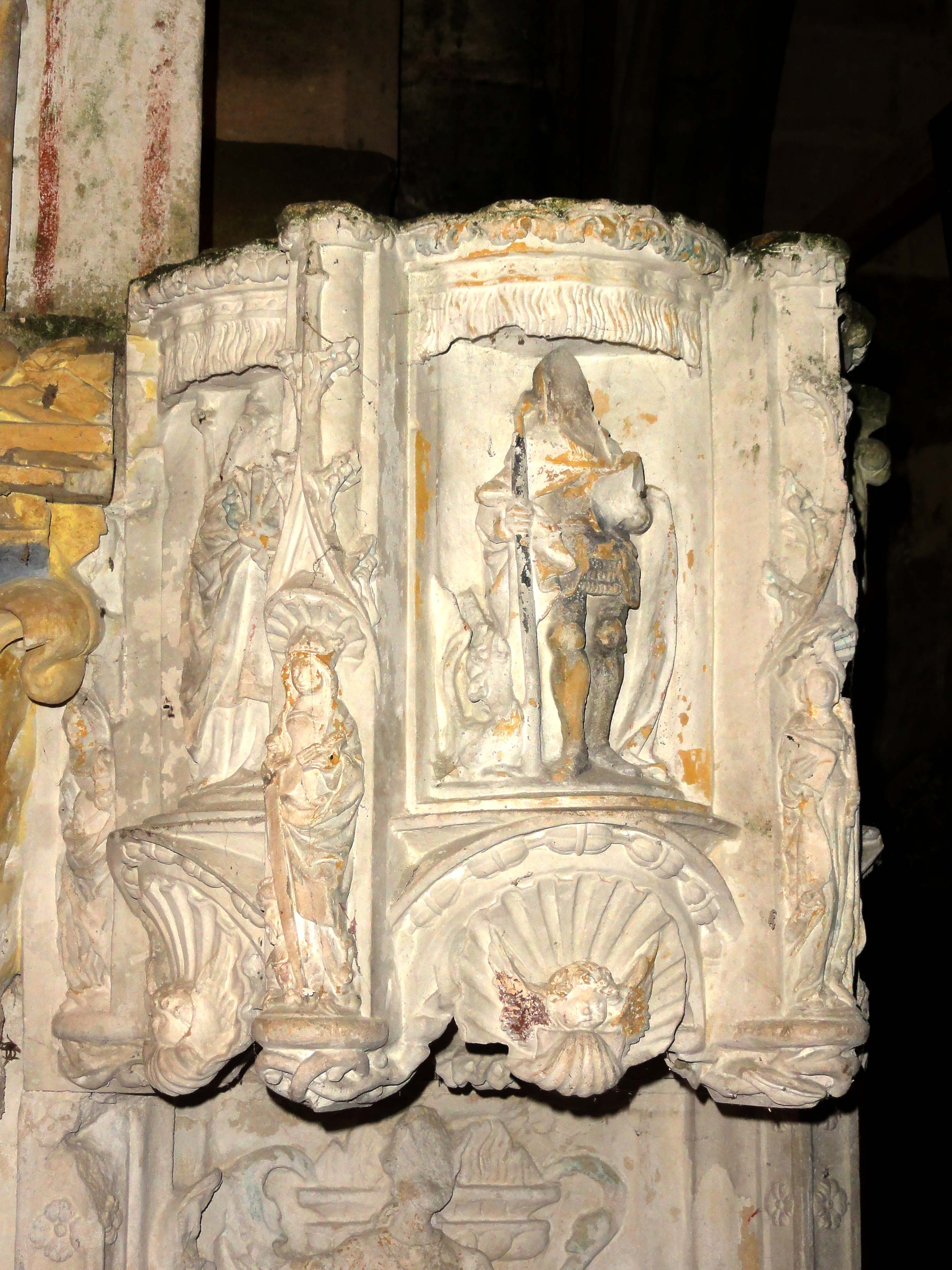
Dais de la piscine.

### Les volets du retable
Le retable de la Passion possède des volets assortis, qui permettaient de le fermer à certaines époques de l'année liturgique, notamment pendant le carême. Ils sont contemporains du retable, et l'un porte la date de 1533. Mesurant 146 cm de hauteur et 70 cm de largeur, ces volets sont en bois, et peints sur leurs deux faces. Ils narrent le martyre de saint Quentin, patron de l'église, en quatre scènes sur chacune des faces, soit vingt-quatre scènes au total, ce qui en fait le plus important ensemble de panneaux peints du Val-d'Oise. La largeur des scènes varie entre 31 cm et 55 cm, et la hauteur est comprise entre 62 cm et 73 cm. Au bas de chaque scène est inscrite, sur un parchemin peint en trompe-l'œil, une légende en lettres gothiques. L'usage de fermer le retable fut abandonné vers le début du XIXe siècle, ce qui motiva la dépose des volets. Deux parmi eux furent accrochés au-dessus des autels à l'est de la nef, de part et d'autre de l'entrée de la base du clocher, et le troisième fut accroché dans la première travée de la chapelle latérale sud. Les panneaux n'ont pas été fixés de sorte que l'on pouvait les retourner, et la moitié des sujets fut donc caché au public. De surcroît, l'on crut nécessaire de les encadrer, sans hésiter à couper la légende de certaines scènes. Sur l'insistance de l'architecte en chef des monuments historiques Jules Formigé, les volets furent déposés le 16 avril 1932 en vue de leur restauration. Après cette restauration, ils devaient être rendus visibles des deux côtés. Mais ils furent d'abord exposés au palais du Trocadéro en 1934, puis à l'Exposition universelle de 1937, avant de les envoyer finalement à de différents restaurateurs. Ils furent sciés en deux tranches et reportés sur toile. Sans que Roland Vasseur, conservateur du patrimoine du Val-d'Oise, en explique la cause, ils ne reviennent à Nucourt qu'en mars 1981. La restauration ne s'avère pas satisfaisante à tous les égards ; elle est assez radicale, et l'ordre de certaines scènes est modifiée. Il n'était déjà plus correct avant la restauration. Au bout d'un assez bref séjour à Nucourt, les panneaux peints sont présentés au public lors d'une exposition au musée Tavet-Delacour de Pontoise, qui se déroule du 7 mai au 6 novembre 1983. Eu égard la situation isolée de l'église loin de toute habitation, il n'est plus question de remettre les volets en place dans l'église Saint-Quentin à l'issue de l'exposition. Ils sont donc mis en dépôt au musée, qui est consacré essentiellement à l'art abstrait depuis la réception de la donation Otto Freundlich,. Des reproductions photographiques ont plus récemment été confectionnées pour le musée du Vexin français à Théméricourt, où elles font partie de l'exposition permanente.